# 乗り物に関する世界一の一覧
乗り物に関する世界一の一覧（のりもの に かんする せかいいち の いちらん）では、乗り物の分野における、何らかの条件の下での世界の一番や第1位を、一覧の形式で解説する。
本項を構成する主要なセクションとしては、最初に、編集方針と決まり事を案内する「はじめに」、次に総合部門である「乗り物」が続き、その後は部門別に「動物」「車両」「船舶」「航空機」「ロケット」「宇宙船」「移動する床（エレベーターとエスカレーター）」「アミューズメント施設」を記載している。

## はじめに
現在の国際社会ではメートル法とヤード・ポンド法が並立しており、とりわけ、英語圏から発信される情報（ギネス世界記録も含む）にはメートル法を主としたものとヤード・ポンド法を主としたものが混在しており、それらのうちの一方の単位を基準と想定して換算した場合に看過できないほどの大きな誤差が生じる例も稀ではなく、また、同じ発信者がその時々で主体とする単位を替えているカオスな例まである。
本項では大元の情報提供者がどちらの単位を主体にして発信したかを見極めたうえで記載するよう努めてはいるが、全く判断の付かないものも少なくない。本項での記述上の決まりとしては、主体となっていると思われる単位での数値を先に記すようにしているものの、上述のような例があるため、徹底することは不可能である。

## 乗り物
乗り物の速度に関連する英語版の記事として「List of vehicle speed records」があるので、こちらも参照のこと。ただし、英語 "vehicle" は「運輸物（人や物をのせて移動するもの。馬、自動車、宇宙船、無人宇宙探査機など。）」の意味であり、日本語「乗り物（1. 人を乗せて移動するもの。馬、自動車、エレベーター、宇宙船など。2. 乗って遊ぶためのもの。ブランコ、観覧車、ジェットコースターなど。）」とは定義の範囲に差異があることに留意しなければならない。要するに、英語版は無人機を含めており、日本語版（本項）は有人機のみを扱っているので、全くの別物として捉えること。

### 大きさ
- 史上最大の乗り物

赤色で表示されているのが、比較のために縦に描かれたシーワイズ・ジャイアント（ノック・ネヴィス）、右端の一番高いビルがブルジュ・ハリファ。

  - 史上最も重かった乗り物 → シーワイズ・ジャイアント（別名： ノック・ネヴィス）
総トン数 260,851 GTの石油タンカー。非現存。
なお、最大載貨重量は 56万4,763 DWT。全長 458.45 m、幅 68.8 m。
    - 世界で最も重い、現役の乗り物 → ヘレスポント・フェアファックス（2020年時名称: オセアニア）

現在稼働中のタンカーで最大のクラスとなっているTIクラススーパータンカー（英語版）の4番船。石油タンカー。
総トン数 234,006 GT。最大載貨重量 44万1,585 DWT。全長 380.0 m、幅 68.0 m。
- 史上最長の乗り物
  - 総延長距離で史上最長の乗り物 → ブルジュ・ハリファのエレベーター群
尖塔保守エレベーター、業務用エレベーター、上層部のローカル・エレベーター群、シャトルエレベーター、地下エレベーター、および、その他、総計58基のエレベーター。
  - 直線距離で史上最も長い乗り物 → ブルジュ・ハリファのシャトルエレベーター
シャトルエレベーターの昇降行程 (504 m) ＋シャトルエレベーター本体の全高。ブルジュ・ハリファのシャトルエレベーターはダブルデッキエレベーター（英語版）であり、全高はかなりのもの。「史上最も長い直線状の乗り物」と換言することも可能。
  - 史上最長の、移動自在な乗り物 → シーワイズ・ジャイアント（別名： ノック・ネヴィス）
全長 458.45 mの石油タンカー。非現存。
    - 現役で世界最長の、移動自在な乗り物 → ヘレスポント・フェアファックス（2020年時名称: オセアニア）

全長 380.0 mの石油タンカー。
- 史上最も背の高い乗り物 → ブルジュ・ハリファのシャトルエレベーター
- 高低差史上最大の乗り物 → 上に同じ

### 性能
- 史上最速を記録した乗り物（史上最速を記録した有人ヴィークル） → アポロ10号CSM

速度 24,791 mph（=約39,897.25 km/h、約11082.5 m/s; 約32.311 M）の宇宙船。
- 史上最速の空中移動用有人ヴィークル → X-15A-2

最高速度 7,274 km/h。
- 史上最速の陸上移動用有人ヴィークル (Fastest land vehicle in history)

- 無条件 → スラストSSC

最高速度 1,227.985 km/h。
- 史上最速の、軌道滑走体形の陸上移動用有人ヴィークル

→ ソニックウィンド No.1 (Sonic Wind No. 1) ■右に画像あり（2点）
最高速度 631.94 mph（=約1,017.01 km/h）。急減速が人体に与える影響の研究を目的にアメリカ空軍が開発し、実験を繰り返していたロケットスレッドの一機。1954年12月10日、ホロマン空軍基地にて、指揮者ジョン・スタップ自らが実験体として搭乗し、記録が生まれた。スタップは最高速度から急減速する際に約46 Gを体験しており、体幹への致命傷こそ無かったものの、身体は眼球の出血など危険な症状を示した。
なお、先述したように、ロケットスレッドは急減速こそが目的であり、記録された最高速度は副産物であった。すなわち、記録はこのシステムの限界を示してはいない。仮に減速を緩やかに行う方向でシステムを組み換えて最高速度記録を狙うことがあれば、いっそう大きな数値が記録されたであろう。
また、無人での記録は 6,480.90 mph（=約10,429.9975km/h）と一桁違う。しかしながら、強烈な加速度や風圧に人体が耐えられないため、有人で試すことはできない。
- 史上最速の、鉄道車両形の陸上移動用有人ヴィークル

→ JR東海 超電導リニア L0系900番台 7両編成 (JR Central SCMaglev L0 Series, seven-car)
最高速度 603 km/h。2015年（平成27年）4月21日に山梨リニア実験線で記録。ギネス世界記録認定。
- 史上最速の、自動車形の陸上移動用有人ヴィークル → シェルビー・スーパーカーズ・トゥアタラ

最高速平均速度 316.11 mph（=約508.73 km/h）。
- 史上最速の水上移動用有人ヴィークル → スピリット・オブ・オーストラリア

平均速度 317.596 mph（=約511.121 km/h）。水上速度記録公認。
- 人類を地球の表面から最も遠くへ移動させた乗り物 → アポロ13号CSM

対象者が最遠地点にあった時の、対象者に最も近い地球表面と対象者の直線距離（最遠有人対地距離）400,171 km。最遠有人対地距離記録。宇宙船。

## 動物
- 乗り物として史上最大の動物 → アジアゾウ

アジアゾウは主として運搬を担う使役動物として古くから利用されてきたが、様々な地域で戦象としても利用されてきた。
戦象としての利用は、古くは、アレクサンドロス大王率いるマケドニア軍が東方遠征におけるガウガメラの戦い（対アケメネス朝ペルシア）やヒュダスペス河畔の戦い（対パウラヴァ族）で相まみえることになった戦象部隊、あるいは、共和政ローマの宿敵であったカルタゴの戦象部隊 (cf.) などが、特によく知られている。古代地中海世界では、アジアゾウ属アジアゾウ (Elephas maximus) の1亜種であるシリアゾウ（Elephas maximus asurus. 絶滅種）ばかりでなく、より巨大なアフリカゾウ属アフリカゾウ (Loxodonta africana) の馴化（飼い馴らし、家畜化）も試みられており、ディアドコイ戦争では遂に部隊が編成されて実戦投入されたというが、すでに大量投入されていて実績のあるアジアゾウ（シリアゾウ）の部隊に一蹴されている。これは、新たに投入されたアフリカゾウより"アジアゾウのほうが体が大きく圧倒していた"からであり、その歴史的事実から、馴化に成功したという"アフリカのゾウ"は、アフリカゾウ属 (genus Loxodonta) ながら、いわゆる「アフリカゾウ」ではなく、同属異種でアジアゾウより小柄な森林棲のマルミミゾウ (Loxodonta cyclotis) であった可能性が高いと考えられている。アフリカゾウ属の模式種であるアフリカゾウは、アジアゾウ属より一回り大きく、これを飼い馴らすことができたなら、それこそ史上最大の乗り物動物であるが、気性が荒く、人類が飼い馴らしに成功した試しは無い。

画像 1

［画像 1：解説］
第二次ポエニ戦争のローヌ渡河戦においてハンニバルと共にローヌ川を渡るカルタゴ本軍の戦象部隊が描かれている。フランスの歴史画家アンリ・ポール・モットの手になる1878年の挿絵用鉛筆画である ("History of the world" by Morris, Charles.)。象が余裕を持って乗っていられる大きな筏（いかだ）が大河を渡ろうとしている。数多くの工兵が筏を漕いでいる。主戦力の兵士たちは渡った先で始まる戦に備えて筏の先のほうに集まっている。数人の兵士を背に乗せた戦象は筏の中央付近で落ち着いている。渡河しようとしている戦象部隊の筏は、奥行きのある画面のずっと向こうまで連なっている。よく見れば耳の大きなアフリカゾウらしき個体も描かれている。しかしこれは、想像力豊かな画家の創作である。上述したとおり、マルミミゾウであればもっと小さく、アフリカゾウであれば飼い馴らされてここにいるはずがない、あるいは、その可能性は極めて低い。この戦に動員された戦象は37頭。行く手の岸では先に着いた何頭もが進軍しており、その先の斜面には先行していた分遣隊のハンノ将軍（ハンニバルの甥）が手筈どおりに仕掛けた狼煙が幾筋も立ち昇っている。渡河はこの狼煙を合図に始まった。描かれていないが、狼煙と河岸の間ではローマ側に付いたガリア軍が挟撃されている。
- 乗り物として史上最小の動物
  - 単体 → イヌ

輓獣として獣牽車両/獣引車両（英: animal drawn vehicle。荷車や軌道上車両）を牽かせる。

- ［画像 2：解説］
路傍で少年に牛乳を売るベルギーの牛乳売り（行商人）である。大きなミルクポットをたくさん載せた重そうな荷車を牽いていた犬は一休み。おそらくは、牛乳売りが定位置としているこの場所まで荷車を牽いてきたところで彼の朝の日課は終わったも同然である。後は牛乳を売り切って軽くなった荷車を転がして戻るだけ。『フランダースの犬』に登場するパトラッシュの実写版といったところであるが、しかし、作中の犬種は原作小説版も1975年日本製アニメ版もここに見るようなレトリーバー系とは異なる。この画像は大幅にレタッチされているが、元の写真は1890年頃から1900年頃にかけてのブリュッセルで撮影されている。なお、この画像は荷車を牽く使役犬の一例として挙げている。ここでの荷車には人ではなく荷物が載っており、歴史的に見てもそれが一般的な利用法であったが、そればかりとは限らなかった。
  - 群れ → イヌ

輓獣として、荷車、ドッグカート（英語版）、軌道上車両、犬ぞりなどを牽かせる。
輓獣として最も有用なのはウマではあるが、極寒地には全く適応しない。極寒に耐えられる品種があって輓獣として使役可能な動物となると、犬以外の選択肢が無い。犬が肉食動物であることも、草木の生えない極地で餌を与えつつ使役するのに最適である。高カロリーでありながら携帯可能な干し肉で働いてくれ、いざとなれば狩りをして餌を現地調達できるのは大きい。
［画像 3：解説］
線路上で四輪車を使役犬たちに6頭立てで牽かせているアメリカ人入植者。アラスカ地区（現・アラスカ州）にて1906年撮影。
  - 上に乗る乗り物として史上最小の動物 → ロバ、ラバ

アフリカ、アジア西部、コーカサス、および、南ヨーロッパとその影響下にある文化圏では昔から一般的。ロバは中国では仙人（張果や陳摶）や一部の人間の乗り物として話に登場することがある。
- 乗り物として史上最速の動物 → ウマ
  - 短距離（クォーターマイル辺りまでの距離）において最速の、乗り物としての動物 → ウマ（品種はクォーターホース） ■右列に画像あり

クォーターホースは、汎用品種であると同時に、クォーターマイル（1/4マイル、約402メートル）という短距離走に適した品種でもあり、それだけに、得意とする距離内あれば後述するサラブレッドより速い。そのような特性から、"the world's fastest athlete（世界最速のアスリート）" とも呼ばれている。競技用に選抜されて訓練された個体の平均的トップスピードは 75 km/h 前後。瞬間最高速度としては 55 mph（=約88.51 km/h）を記録した例がある。また、米国ミシガン州の町マウントプレザント (en) で毎年開催される競馬の下級戦「マウントプレザントメドウズ (Mount Pleasant Meadows)」の2005年大会で、302mのレースの終盤に101mの平均速度として 92.6 km/h を測定している（なお、302mのワールドレコードは、このレースの全体時計より8%ほど速く、更に早い速度が出ている可能性がある）。競技史上最強の個体としては、ダッシュフォーキャッシュが知られている。

  - 中距離（クォーターマイル辺り以上の距離）において最速の、乗り物としての動物 → ウマ（品種はサラブレッド）[1] ■右列に画像あり

競走馬として訓練されたサラブレッドは、騎手を乗せた状態で数分間継続して 50〜70 km/hの速度で走る能力を具えている。1989年10月14日、米国カリフォルニア州のアーケーディアにあるサンタアニタパーク競馬場では、3歳馬ホークスター (Hawkster) が 1.5 mi（=約2.414 km）を2分22.8秒で駆け抜け、60.86 km/h（=約37.82 mph）を記録した[1]。2002年に日本で行われた 1,000mレースでは、600-800m区間の 200m通過時間として 9.6秒（約75 km/h）が計測された。この個体は負担重量として 56 kgを背負っていた。また、上述した「マウントプレザントメドウズ」2005年大会では、クォーターホースが走ったのと同じ競馬場の同じコースで、402mのレースの最後101mの平均速度として 84.0 km/h を測定している。2008年5月14日には、米国ペンシルベニア州グラントヴィル (Grantville, Pennsylvania) のペン・ナショナル・レース・コース (Grantville at Penn National Race Course) にて、フランシス・ヴィターレ (Francis Vitale) によって訓練された2歳の牝馬ウィニングブリュー (Winning Brew) が、クォーターマイル・コースを20.57秒で駆け抜け、最高速度 70.76 km/h（=約43.97 mph）を記録し[1]、"Fastest speed for a race horse（世界最速の競走馬）" 名義でギネス世界記録に認定されている[1]。

  - 長距離において最速の、乗り物としての動物 → ウマ（品種はアハルテケ）[2][3] ■右列に画像あり

トルクメニスタン原産のアハルテケは、古代中国で「西域の天馬・神馬」「大宛（フェルガナ）産の駿馬」などと称されて軍事責任者や為政者の垂涎の的となっていた汗血馬に最も近いと目されている品種である。寒暖差が激しくかつ乾燥した気候風土の中で粗食と喉の渇きに堪えつつ生きてきたアハルテケは、強靭さが最大の特性であるが、その走りは速力と持続力がバランスよく共に優れている。汗血馬は1日に1千里（周・漢代の里で換算：約400 km）を走るといわれており、これは明らかに誇張であるが、対するアハルテケには、数十騎で構成されたトルクメン人の騎手団がソ連共産党圧政下（※アハルテケも全頭が厳しく統制・管理・利用された）の1935年に行ったアシガバートからモスクワまでの約4,300 kmにも及ぶ遠乗りを 84日で全騎無事に走破した記録があって、汗血馬の子孫ではないかという推定にも一つの論拠を与えている。その時の行路にはカラクム砂漠を中心とする 378 kmもの砂漠地帯が含まれており、馬は水無しで3日を掛けて横断したという。また、その後まもなくして行われたアハルテケのスタリオンゼニスでも、19時間で 300 kmを走破するという記録が生まれ、卓越した移動力（軍馬としては機動力）を証明している。
- 乗り物として、史上最も多く利用されてきた動物 → ウマ
条件を「現在」に換えても同じ。
  - 現代の世界で最も多く乗り物として利用されている動物の品種 → クォーターホース

世界各地で400万頭余りが登録されており、事実上、世界で最も頭数の多い品種である。
- 乗り物として、史上最も長く利用されてきた動物 → ウマ
- 史上最長の馬車鉄道 (Longest horse drawn railway in history) → ブドヴァイス-リンツ-グムンデン馬車鉄道 (Pferdeeisenbahn Budweis–Linz–Gmunden)

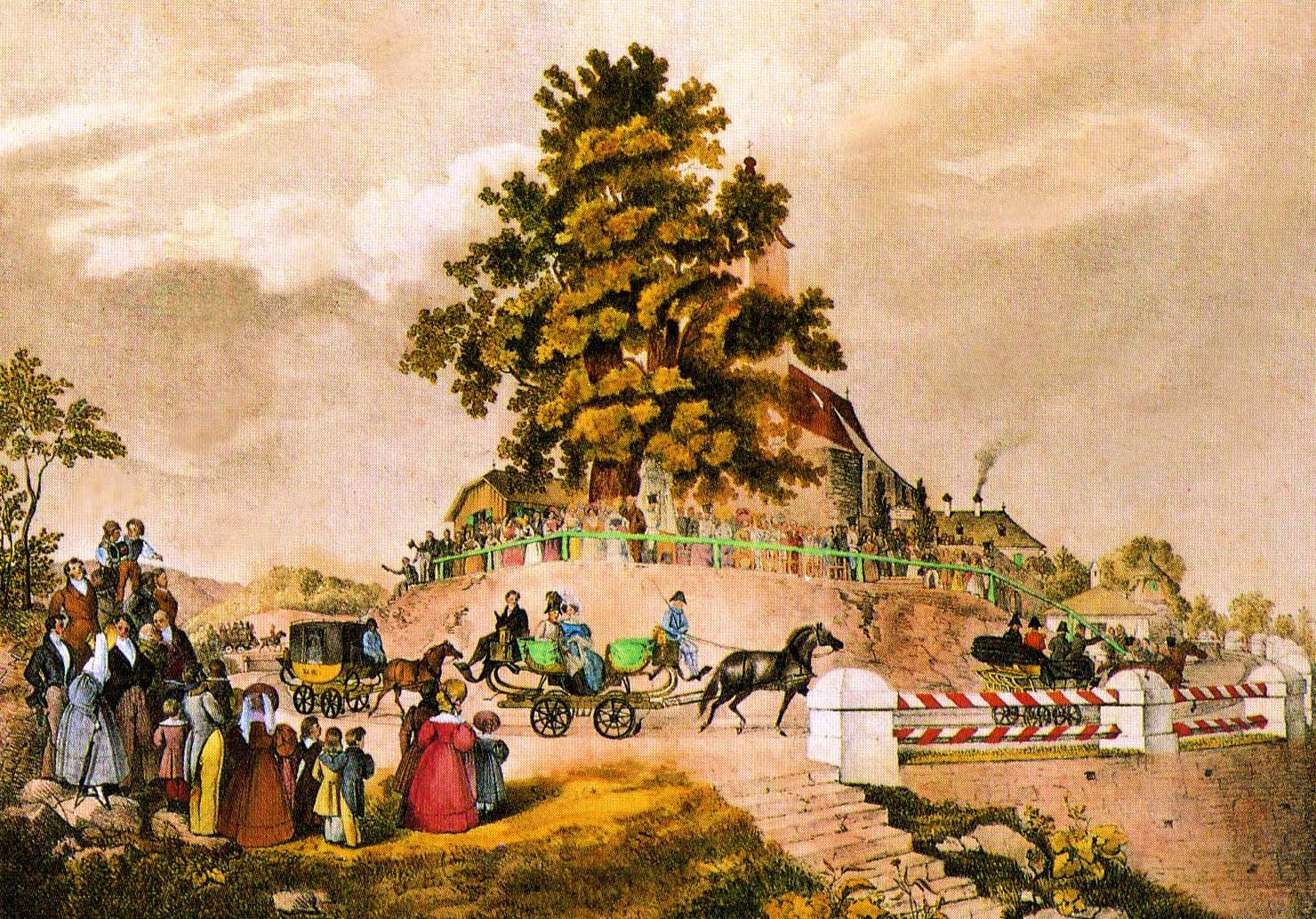
画像 4

総延長距離 196.7 kmあまり。オーストリア最初の鉄道として1827年に開業した。ここに挙げたのは、ブドヴァイス－リンツ線（現在のチェスケー・ブジェヨヴィツェとリンツを結ぶ、延長距離 128.8 km）に加えてリンツ－グムンデン線（リンツとグムンデンを結ぶ、延長距離 67.9 km）が開通した時期の数値であるが、最終的にはグムンデンのラートハウスプリッツ (Rathausplatz (Gmunden)) まで延伸している（※これが数値上の『あまり』の部分）。
蒸気機関車の登場によって馬車鉄道の時代は幕を降ろすことになるが、その過渡期には数多くの有識者が蒸気機関車の生み出す未知のスピードを危険視して導入に反対した。人間の皮膚と内臓はそのような悪魔的なスピードに耐えられるようにはできておらず、身体のあらゆる場所から血が噴き出して死ぬというのが、彼らが盛んに打ち鳴らした警笛であった。
［画像 4：解説］
ブドヴァイス-リンツ間が開通した1832年の開業式典の様子を伝える油彩画。中央には馬車鉄道に乗車するオーストリア皇帝フランツ2世と皇后マリア・テレジア・フォン・ネアペル＝ジツィーリエンが描かれている。

## 車両
軍用車両のなかには自動車もオートバイもあり、例外的ではあっても自転車も含まれる。鉄道車両のなかには軍用車両もある。つまり、乗り物としての「車両」と言っても重複している部分がかなりあるが、本項では「軍用車両」と「鉄道車両」を他と区別して記載し、「自動車」「オートバイ」「自転車」はそれぞれに単独セクションを設けて記載することとする。馬車や人力車など、これら以外の「乗り物としての車両」について解説が必要な場合は、セクション「その他」を設ける。

### 軍用車両
- 開発計画があった史上最大の戦車

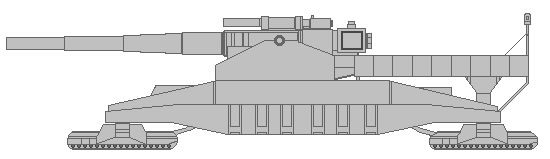
ラントクロイツァー P1500 モンスター（イラスト）

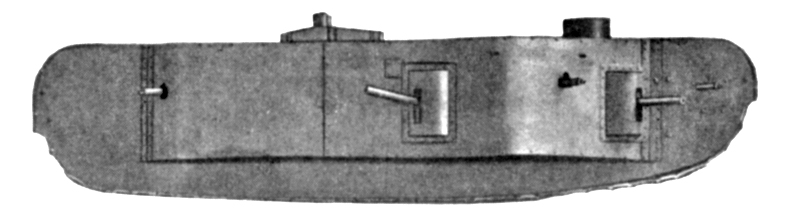
Kヴァーゲン

→ ラントクロイツァー P1500 モンスター（陸上巡洋艦 P1500 モンスター） (Landkreuzer P. 1500 Monster)  ■右に画像あり
重量 1,794 t。全長 25.0 m、全幅 12.8 m、全高（車高）8.25 m。ナチス・ドイツの試作超重戦車。ナチスが構想した極端な戦車設計の最終形態と言えるが、巨大さが生み出す様々な問題が確認された1943年に計画は終了した。搭載する大砲はドイツ陸軍の80cm列車砲（ドーラ）。乗員数は100名以上。
- 史上最大の戦車
  - 史上最も重い戦車 (Heaviest tank in history) → VIII号戦車 マウス (Panzer VIII Maus)  ■右に画像あり

重量 187.998 t。ナチス・ドイツが開発・製造した超重戦車。
他の諸元として、寸法は、全長 10.085 m、車体長 9.034 m、全幅 3.670 m、全高（車高）3.630 m。128mm砲搭載。乗員数6名。1943年と1944年に各1輌が製造された。
  - 史上最も嵩高い戦車 → ツァーリ・タンク (Tsar Tank)  ■右に画像あり

全長 17.8 m、車体長 8.0 m、全幅 12.0 m、全高（車輪の最大径）9.0 m。ロシア帝国が第一次世界大戦中（1914–1915年）に開発・製造した。別名：レベデンコ・タンク (Lebedenko Tank)。その後の戦車とは形状が全く異なり、動力源・操作系・兵装を集約した胴部と巨大な車輪とで構成されている。無防備な車輪に攻撃を受ければすぐに動けなくなってしまうであろう、全くもって実戦向きではない代物であった。
他の諸元として、重量は60 t。乗員数10名。
  - 史上最長の戦車 → 上に同じ

全長 17.8 m。
- 車輪型でない通常の形状で、車体長が史上最長の戦車 → Kヴァーゲン (K-Wagen)  ■右に画像あり

車体長（全長）13 m。ドイツ帝国が1917年に開発・製造した超重戦車。原型の設計ではより一層長い戦車であったが、重量が 165 tにもなってしまったため、車体長を13mまで削り、重量 120 tに抑えている。
他の諸元として、寸法は、全長（車体長と同じ）、全幅6m、全高（車高）3m。乗員数27名。
なお、1930-1932年にはソビエト連邦が車体長（全長）18 m・全幅 3.65 mの多砲塔戦車としてT-42を設計したが、101.6 tの大重量を稼働させ得るエンジンを車載することができず、計画は頓挫している。
- 史上最も背の高い戦車 → ツァーリ・タンク

全高（車輪の最大径）9.0 m。
- 車輪型でない通常の形状で、史上最も背の高い戦車 → VIII号戦車 マウス

全高（車高）3.630 m。
- 現代主力戦車（第3.5世代主力戦車）中最大の戦車 → レオパルト2A7 (Leopard 2A7) 

全長 10.93 m、全幅 3.74 m、全高 3.03 m。乾燥重量 59.7 t。最大出力 1,500 hp / 2,600 rpm。乗員数 4名。西ドイツが開発した第3世代主力戦車レオパルト2の派生型の一つで、ドイツが開発を引き継いでいる。2014年初配備。現役。最新型はレオパルト1A7+で、2018年初配備。
- 史上最大の主砲を搭載する戦車 → ヴィッカース FV4005 駆逐戦車[4][5] ■右に画像あり

183mm砲を搭載しており、これは戦車砲として史上最大口径である。イギリスで1950年代に開発された対戦車車両。試作で終わっており、量産されていない。
- 史上最大の主砲を搭載する量産戦車 → 3例あり、いずれも152mm砲を搭載している。

- KV-2 (KV-2) 

ソビエト連邦が冬戦争時に開発・製造した重戦車であり、その後の独ソ戦でも活躍した。
- M60A2 (M60A2) 

アメリカ合衆国が開発した主力戦車であるM60パットンからの派生型の一つ。1970年に正式採用されたが、生産は1973年まで開始されず、生産数も526輌に留まり、1981年には運用が中止されている。
- M551 シェリダン (M551 Sheridan) 

アメリカ陸軍で使用された水陸両用戦車で空挺戦車。1966年から1970年までに1,662輌が生産された。
- 砲塔数が史上最多の戦車 → 2例あり、いずれも5基備えている。

- ヴィッカース A1E1 インディペンデント重戦車 (Vickers A1E1 Independent) 

イギリスが開発した多砲塔戦車。1926年完成の試作車1輌のみで終わった。
- T-35重戦車 (T-35) 

ソビエト連邦の赤軍が1933年に制式化した多砲塔戦車。
- 砲塔数が史上最多の量産戦車 → T-35重戦車

つまり、史上唯一量産化された5砲塔型の多砲塔戦車である。
- 史上最も生産台数が多い戦車 (Most-produced tank in history) → T-54/55 (T-54/T-55)  [6] ■右に画像あり

推定生産台数 86,000～100,000輌、あるいは、100,000輌以上。ソビエト連邦が冷戦時代に開発した中戦車で、1958年に登場し、1970年代後半まで、70年以上に亘って生産され続けた。冷戦時代に他国へ供与・輸出された数も多く、未だに多くの国で運用されている。
- 戦場で最も多く運用されている戦車 (Most battle-tested tank) → 一説に T-54/55 [6]

製造期間の長さもさることながら、実際の戦場で試され続けた戦車でもある。上述のとおり、生産は終了しているが、運用はまだまだ続くと見られている。
- "史上最悪の戦車" → ヴァリアント歩兵戦車 (Valiant tank)  [7]

第二次世界大戦中の1944年に試作されたイギリス軍の戦車。設計の酷さから悪評が高く、戦後には戦車技術学校によって試作車が"その恐るべき教訓を学生に教えるため”に保管された。イギリス人自らが「英国史上最悪の戦車」と呼んでいるが、「世界史上最悪」と言っても過言ではない散々な作りであった。悪評の原因は、あまりにも非力なエンジンを採用してしまったことと、設計を担当したのが戦車開発未経験のメーカーであったことにある。操縦席のレイアウトも最悪で、操作し難いうえに、操作用レバーとフットブレーキが重すぎて、最初のテスト走行では路上を約20km走っただけで操縦手が根を上げてしまっている。試作車1輌のみで開発は中止に追い込まれた。保管展示しているボービントン戦車博物館では "One of the worst tanks ever built（意: 今まで作られたなかで最悪の戦車の一つ）" と案内板で紹介している。
- 命中記録

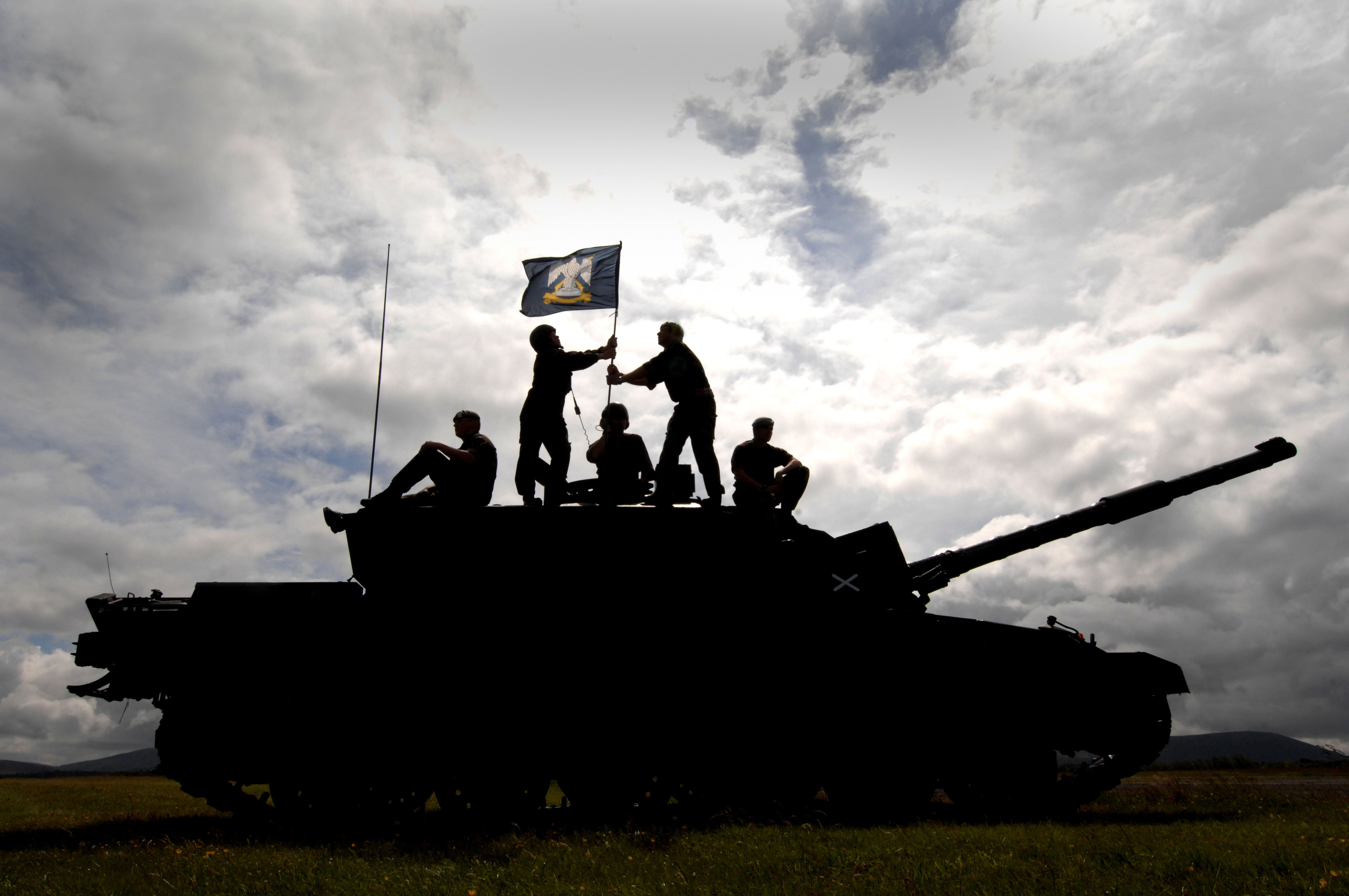
ロイヤル・スコッツ近衛竜騎兵とチャレンジャー2

- 戦車による史上最長レンジの命中記録（史上最も遠くの標的に命中させた戦車）(Longest range hit by a tank ) 

→ 湾岸戦争でイラク軍戦車隊と交戦中であった1991年2月26日におけるイギリス陸軍ロイヤル・スコッツ近衛竜騎兵 (Royal Scots Dragoon Guards) のチャレンジャー2 (Challenger 2)   ■右に画像あり
ソ連製戦車T-55で構成されたイラク軍の戦車隊に対して砲撃し、命中させた最長記録を、ギネス世界記録は 2.54miles（約4.09 km）、"Special Ops Magazine" は 2.9 mi（=約4.67 km）としている。なお、いずれの資料もメートル法を基準にしていると想定した場合、前者が示すのは 4.1 km、後者は 4.700 kmである。記述されている数値の最大と最小の誤差は 61mもあり、どれが正解かは不明である（※4.7 kmという数値は他でも見られる）。ギネス世界記録は "4.1km (2.54 miles)" で認定している。砲撃には劣化ウラン製のAPFSDSが使用された。
- 戦車戦における史上最長レンジの撃破記録（戦車戦で最も遠くの敵を撃破した戦車）(Longest tank-on-tank kill shot in history )

→ 上に同じ
この記録が生まれる以前は、2つの記録は別々のものであった。戦車対戦車のほうは、ドイツ国防軍所属第614重戦車駆逐大隊 (Schweren-Heeres-Panzerjäger-Kompanie 614) のエレファント重駆逐戦車が1944年秋のアンツィオの戦いでソ連製の中戦車T-34を撃破した時の4.500kmという記録である。
- 史上最速の戦車 → T-14アルマータ (T-14 Armata)

最高速度 推定 80～90 km/h。ロシア連邦軍が開発した第3.5世代主力戦車。2015年配備。現役。
- 世界一高価な戦車 (Most expensive tank in the world) → ルクレール (Leclerc tank)

導入費用 1輌 1,180,000 USドル（1USドル100円として11.8億円）。フランスで開発された第3および第3.5世代主力戦車。同じ世代の主力戦車の中で突出して高い。1993年就役。現役。
cf. 比較対象として、レオパルト2A7+（980,000 USドル）、M1A2エイブラムス（89,6000 USドル）。
- 史上最大の自走迫撃砲
  - 史上最長の自走迫撃砲 → 2B1 オカ (2B1 Oka)

全長 20.02 m（全幅 3.08 m、全高 5.728 m）に対して、砲身は口径 420 mm・全長 20 mと異常なほど長い。重量 55.3 t。ソビエト連邦が1957年に開発し、改良は1960年まで続いたが、量産化も実戦投入も無かった。
- 史上最小の有人装甲戦闘車両（人が操縦する装甲戦闘車両の、史上最小）(Smallest diving manned AFV in the history) → 2例あり

- 史上最小の、人体が露出した有人装甲戦闘車両 → モータースカウト (Motor Scout)  ■右に画像あり

四輪自転車にしか見えない小さくて軽いガソリンエンジン自動車の前輪上部にマキシム機関銃を搭載し、操縦者を保護するための装甲板を機関銃に取り付けているもので、イギリス人フレデリック・リチャード・シムズが1898年に開発した歩兵連隊および騎兵用の補助車両である。エンジンの非力さゆえに登坂能力が弱く、坂道を登る際はペダルを使った人力による"補助"が欠かせなかった。
- 史上最小の、人体が露出しない有人装甲戦闘車両 → クーゲルパンツァー (Kugelpanzer)  ■右に画像あり

全長 1.7 m、全高 1.5 m。重量 1.6 t。速度 8 km/h。"ball-tank"「玉戦車」を意味するその名のとおり、おおよそ球体で、かがんだ兵士1名が何とか乗り込める程度の小さな乗り物である。ロシア帝国が開発した車輪型戦車であるツァーリ・タンク（上述）と同コンセプトの兵器であり、ナチス・ドイツが第二次世界大戦中に開発し、日本へ輸出した。基本構造は三輪自動車である（自ら動くヨーヨーに補助輪を付けたようなもの）。資料がほとんど残っておらず、用途は全くもって不明。
- 史上最大の軍用トラック (Largest military truck in history) → LVSR (Logistic Vehicle System Replacement)  ■右に画像あり

全長 10.98 m、全幅 2.490 m、全高 4.11 m。乾燥重量は未確認。最大積貨重量は、オンロード 22.5 t、オフロード 16.5 t。オシュコシュ社が2009年に開発し、アメリカ海兵隊が運用している十輪駆動(10WD) トラック。
- 史上最大の戦車運搬車 (Largest tank transporter in history) → 未特定

全長は上述の軍用トラックより遥かに長い。一つの候補として、アメリカ陸軍のM25戦車運搬車 ドラゴンワゴンは、全長 57.35 ft（=約17.48 m）、全幅不明、全高不明、乾燥重量 84,300 lb（=約38.24 t）、最大積貨重量［オンロード］164,300 lb（=約74.53 t）［オフロード］不明。

### 鉄道車両
鉄道車両については、別項「鉄道に関する世界一の一覧」の中で解説している。

### 自動車

#### 速度
- 史上最速の自動車 (Fastest car in history, Fastest land vehicle in history)

- 無条件 → スラストSSC (ThrustSSC)  ■右に画像あり

最高速度 1,227.985 km/h（=約763.0mph; 約1.003 M）。1997年に記録。レコードブレーカー（記録破り人）が乗るジェットエンジン仕様の特殊車両によって達成された。
- 史上最速の、自動車形の製造販売車両 (Fastest production vehicle in history)

→ ケーニグセグ・アゲーラRS ■右に画像あり
最高速平均速度447.19 km/h (=277.87 mph)。片道の最高速度は457km/h (=284mph)である)
2017年11月4日にアメリカ合衆国ネバダ州ラスベガス郊外の州道160号線で記録した。25台製造。馬力1160hp。0~100km/h 2.6秒、0~200km/h 5.7秒、0~300 km/h 13.1秒。
シェルビー・スーパーカーズ・トゥアタラ (SSC Tuatara) 
最高速平均速度 508.73 km/h(=316.11 mph)(485.54km (=301.7 mph)と532.93km (=331.15 mph)の平均値)。2020年10月10日にアメリカ合衆国ネバダ州ラスベガス郊外の州道160号線で記録。このチャレンジにより、公道で達成された世界最高速 331.15 mph（=約532.93 km/h）を含めた世界新記録を3つ打ち立てた(2011年に発表されたシェルビー・スーパーカーズ社 (SSC) 製の内燃機関型（レシプロエンジン仕様）自動車で、ハイパーカー。2019年からは市販車となった)。が、公開された映像から専門家が速度を計算したところ、実際の速度とは誤っている事が確認された。速度測定機器に関しても、当初SSCはオーストラリアのDewetron(デュートロン社)から機器の認証を受けていると発表していたが、騒動の後にデュートロンがこれを否定した。(2022年に再度計測したところ、最高速度は474.8km/h (=295.00mph)であった。ただし使用した場所が前回の約11kmの州道160号線ではなく、約4~5kmのケネディ宇宙センターであった事、(SSCによると)馬力を本来の1750hpから1450hpに抑えていた事の2点は考慮する必要がある。なお、SSCは最高平均速度を公開していない。)
- 史上最速の、市販自動車 → ケーニグセグ・アゲーラRS

2015年に市販車になっていた同車は、2017年11月4日に樹立した記録をもって、この条件下でも史上最速となった。
- 史上最速の、量産市販自動車

- ニュルブルクリンク北コース史上最速の量産市販自動車（ニュル最速の量産市販自動車）

→ メルセデスAMG・GT ブラックシリーズ (Mercedes-AMG GT  Black Series) 
ラップタイム 6分43秒616 を記録（2020年11月4日）。ドライバーはマロ・エンゲル。
- 高速道路上で最速を記録した量産市販自動車

- サーキットのような状態にした高速道路で最速を記録した、量産市販自動車 → ポルシェ911 (Porsche 911) 

388 km/h（9ffでライトチューン済）。
- サーキットのような状態にしていない高速道路で最速を記録した、量産市販自動車 → 日産・スカイラインGT-R（BLITZ製フルチューン）

アウトバーンの速度無制限区間で 343.35 km/h。

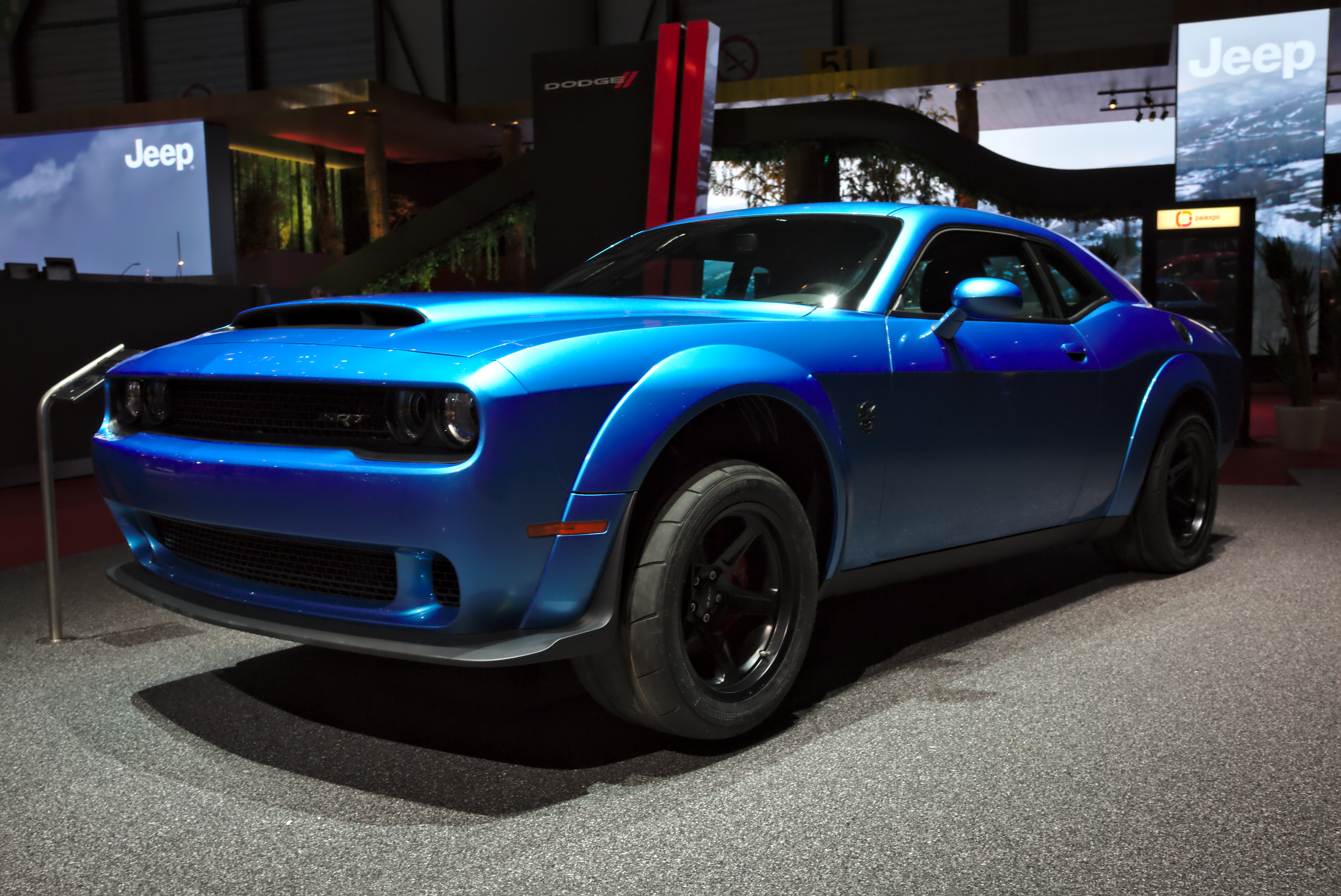
ダッジ・チャレンジャー

- 0-100km/h加速で、史上最速の自動車 → ダッジ・チャレンジャー■右に画像あり

1.66秒(一部賛否あり)。ダッジが、2023年3月20日に発表したガソリン自動車である。ゼロヨンは8.91秒。 馬力は1,025 hp/6,500rpm (764 kW; 1,039 PS) 最大トルクが1,281 N⋅m/4200rpm (131 kg⋅m, 945 lb⋅ft)である。 最高速度は346kmである。3000台がアメリカ、300台がカナダに納車される予定である。
アスパーク・アウル (Aspark Owl)  
1.69秒。アスパーク社が、2017年（平成29年）のフランクフルト・モーターショーで発表した電気自動車であり、2020年（令和2年）12月に発売されたハイパーカー。モーターショーの後、日本のテストコースで記録した。リチウムイオンポリマー二次電池使用。最高速度は 400 km/h。
- 史上最速のチューニングカー（市販車改造自動車） → ダラーラのエンジニアらが手を加えたブガッティ・シロンスーパースポーツ300+ 

最高速度 304.77 mph（=約490.48 km/h）。2019年に記録し、ハイパーカーとして時速300マイルの壁を初めて突破した。場所はフォルクスワーゲングループが使っているエーラ＝レッシエンのテストコース。運転者はレーシングカードライバーのアンディ・ウォレス。車は2017年のフランクフルト・モーターショーで発表されたもの。ボディはオリジナルより約10cm長く、リアウイングとエアブレーキが外されて新たなエアロパーツと交換されている。コンピューターシステムを搭載し、様々な軽量化対策も行われている。
なお、破った記録は2017年に量産車ケーニグセグ・アゲーラRS (Koenigsegg Agera RS) が樹立した平均最高速度447.19km/h（最高速度最速は457km/h）で、アゲーラRSが破ったのはブガッティ・シロンの前代モデルにあたるブガッティ・ヴェイロンの16.4スーパースポーツ (Bugatti Veyron 16.4 Super Sport) の平均最高速度431.072km/hであった。
- 史上最速の、ジェットエンジン仕様の自動車 → スラストSSC

最高速度 1,227.985 km/h（=約763.0 mph; 約1.003 M）。1997年に記録。

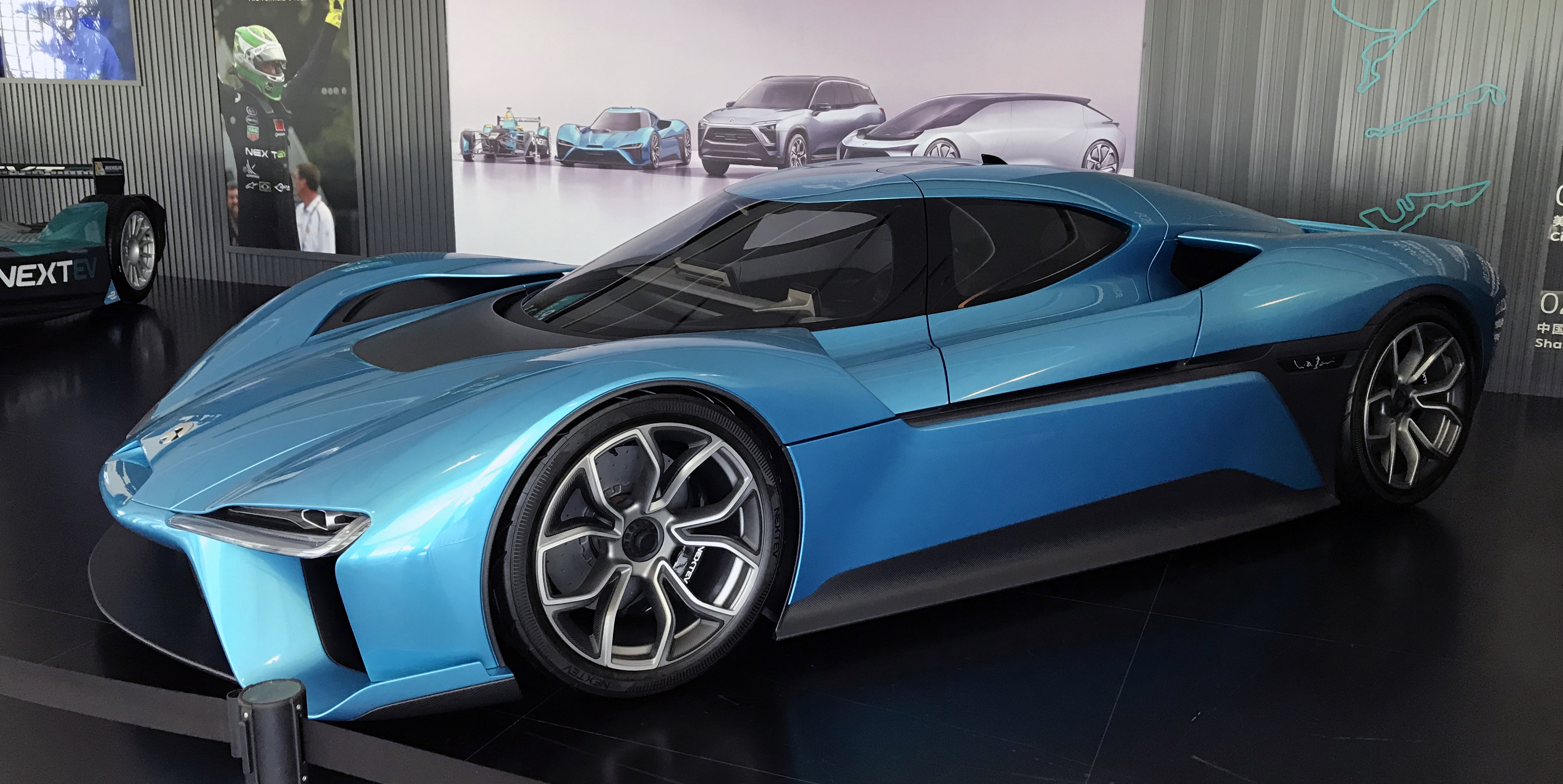
NIO・EP9

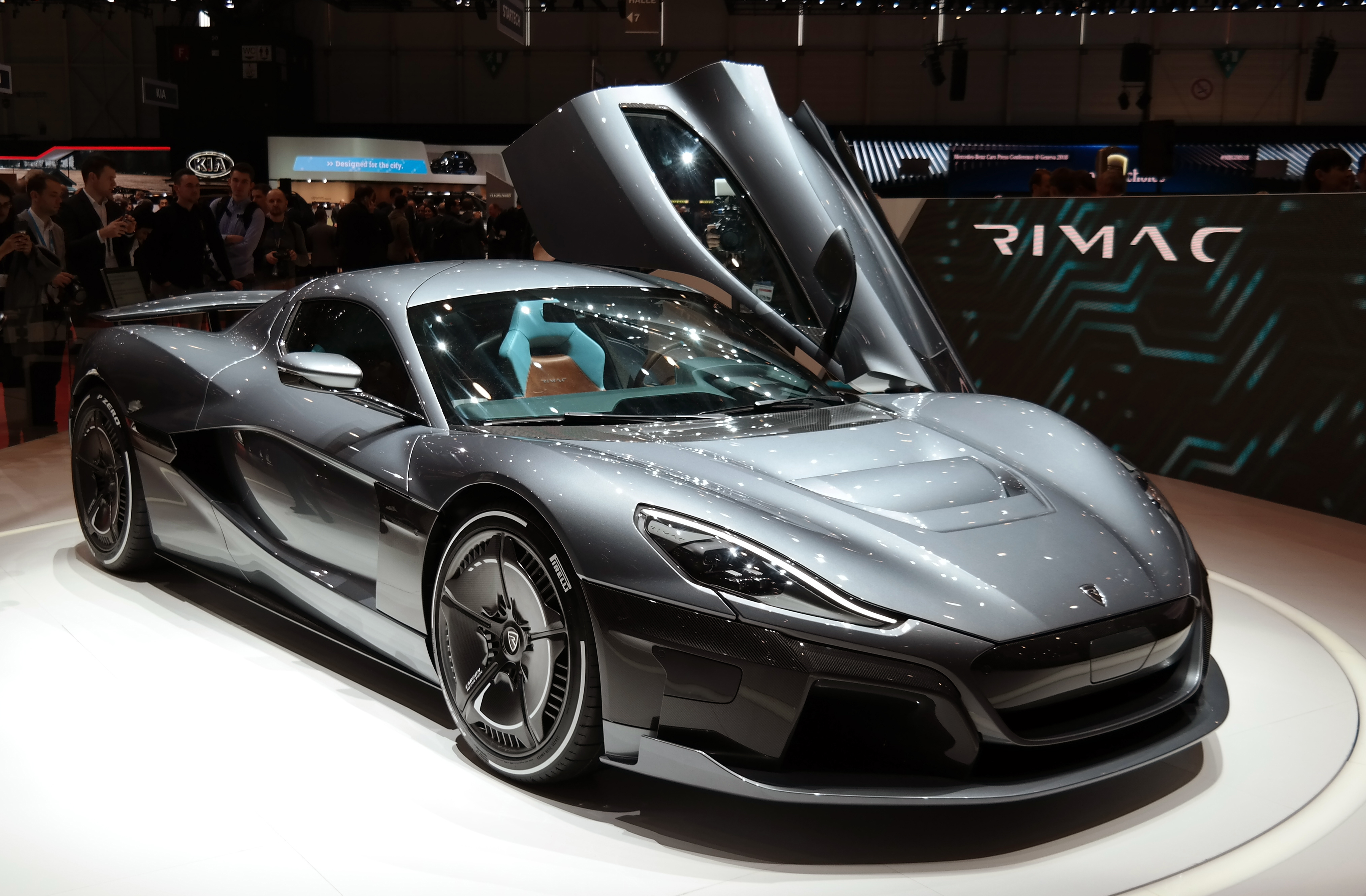
リマック・コンセプトツー（開発名）

- 史上最速の、ハイブリッドロケット自動車（ロケットエンジンを主にした複数動力の自動車）

→ ブラッドハウンドLSR（旧称：ブラッドハウンドSSC）■右に画像あり
最高速度 1,010 km/h（=約628.6 mph; 約0.818 M）。2019年に記録。
- 史上最速の、レシプロエンジン仕様の自動車 → チャレンジャー2

最高速平均速度 448.8 mph（=約722.2 km/h）。2018年にダニー・トンプソンが記録。
- 史上最速の、ロータリーエンジン仕様の自動車 → 未特定
- 史上最速のディーゼルエンジン式ストリームライナー (Fastest diesel-engined streamliner in history)

→ JCB・ディーゼルマックス (JCB Dieselmax) 
最高速度 350.092 mph (563.418 km/h)（※数値は原文どおり）。2006年に記録。ドライバーはアンディ・グリーン。国際自動車連盟 (FIA) 認定、カテゴリー：A-III-13、名義：Diesel Streamliner。
- 史上最速のディーゼル自動車 (Fastest diesel-engined car in history) → JCB・ディーゼルマックス

最高速度 350.092 mph (563.418 km/h)（※数値は原文どおり）
- 史上最速の電気自動車 (Fastest EV in history)

- 無条件 → バックアイ・バレット3 (Buckeye Bullet 3) ■右に画像あり

最高速度 341.264 mph (549.43 km/h)。バックアイ・バレット (Buckeye Bullet) の3代目車両。2016年9月19日に記録。オハイオ州立大学が開発。
- ニュルブルクリンク北コース史上最速の電気自動車（ニュル最速の電気自動車）

→ 上海蔚来汽車 NIO・EP9 (NIO EP9)   ■右に画像あり
ラップタイム 6分45秒25 を記録（2017年5月12日）。ドライバーはピーター・ダンブレック。記録樹立時には、レース仕様車や改造車を含む全ての自動車の中でトップに立った。
なお、最高速度は 313km/h。0-100km/h加速は2.7秒、0-200km/h加速は 7.1秒。
- 最高速度で、史上最速の電気自動車 → リマック・コンセプトツー (Rimac C_Two)   ■右に画像あり

412 km/h。リマック・アウトモビリが開発したコンセプトカーの第2号車で、2019年のジュネーブモーターショーで発表された。2020年3月に市販される予定であったが、延期されている。正式名称も発売時に発表される予定であったため、未だ不明である。
なお、0-100km/h加速は 1,85秒、0-300km/h加速は 11.80秒。
- 0-100km/h加速で、史上最速の電気自動車 → アスパーク・アウル

1.69秒。2017年（平成29年）に記録。なお、最高速度は 400 km/h。
- 史上最速の、公道を走行可能な電気自動車 (Fastest street-legal EV in history)

- ニュルブルクリンク北コース史上最速の、公道を走行可能な電気自動車（ニュル最速の、公道を走行可能な電気自動車）

→ 上海蔚来汽車 NIO・EP9
ラップタイム 6分45秒25。
- 0-100km/h加速で史上最速の、公道を走行可能な電気自動車 → アスパーク・アウル

1.69秒。2017年（平成29年）に記録。2020年（令和2年）に公道を走れる市販車となった。

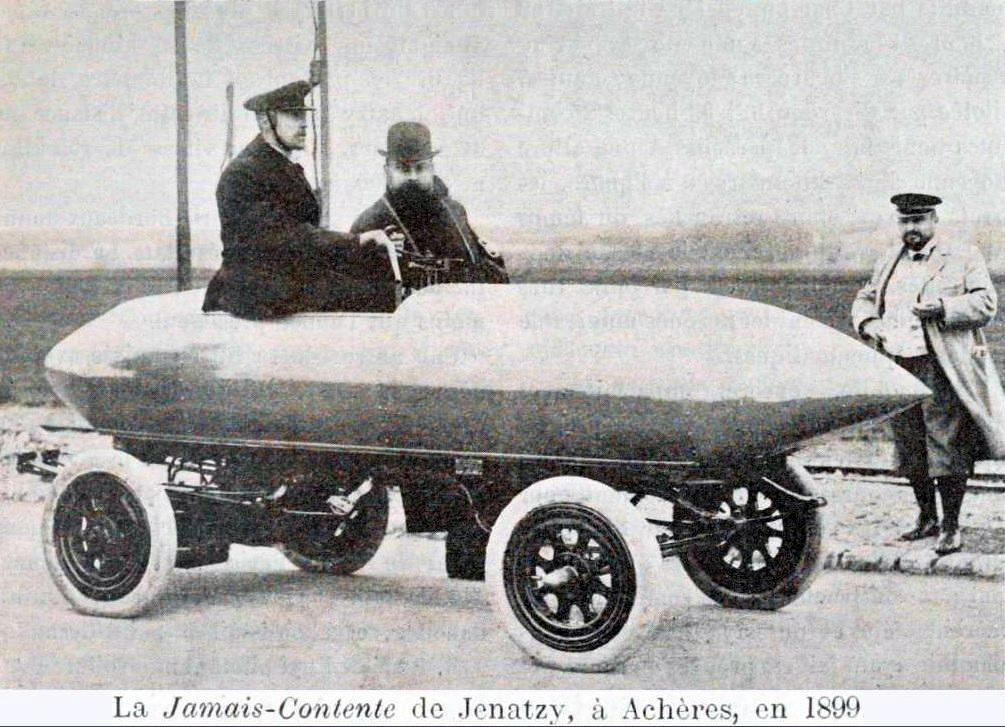
ジャメ＝コンタント

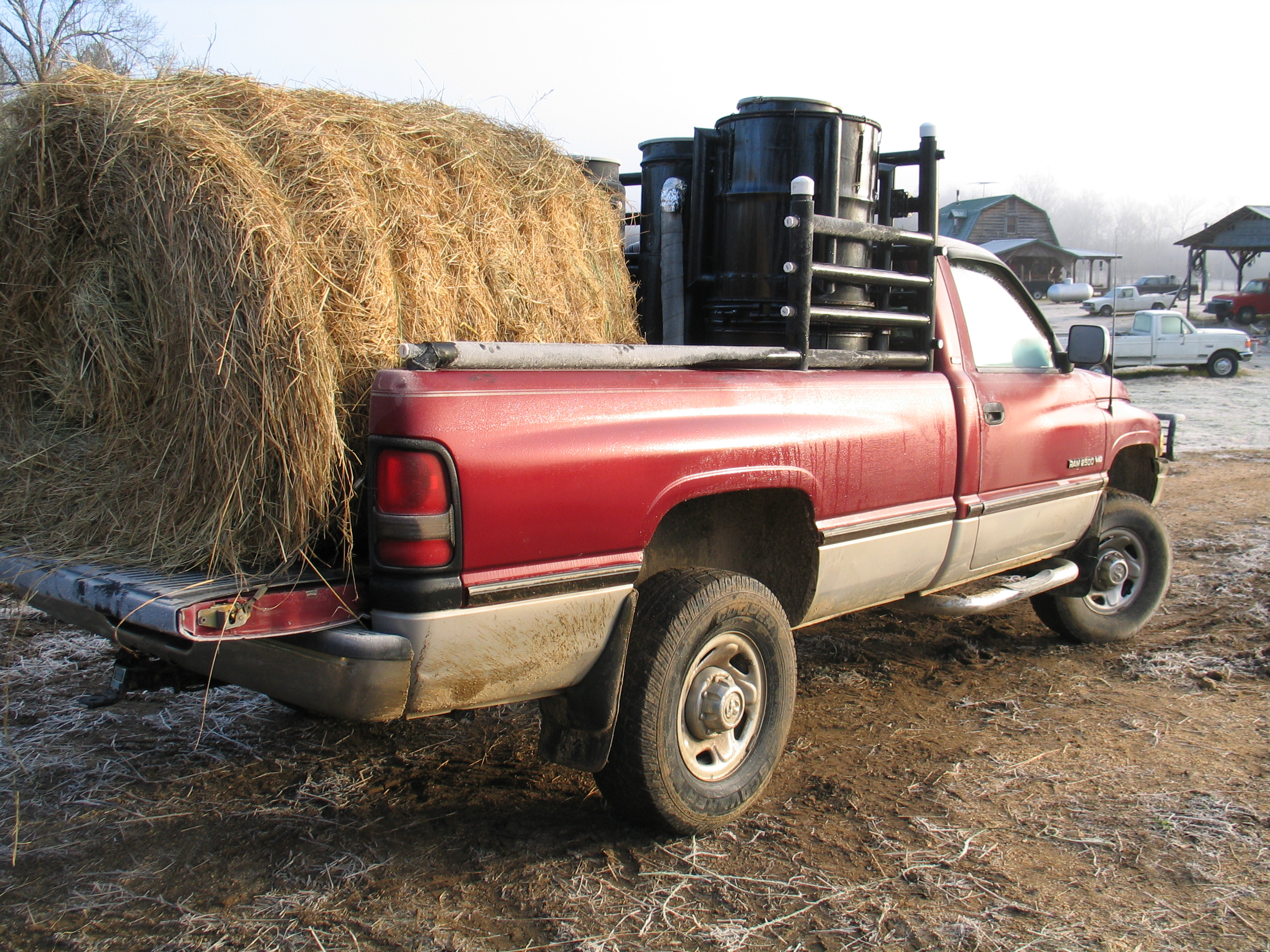
ダッジ・ラム V10気筒搭載・木炭ガス発生炉搭載・改造トラック

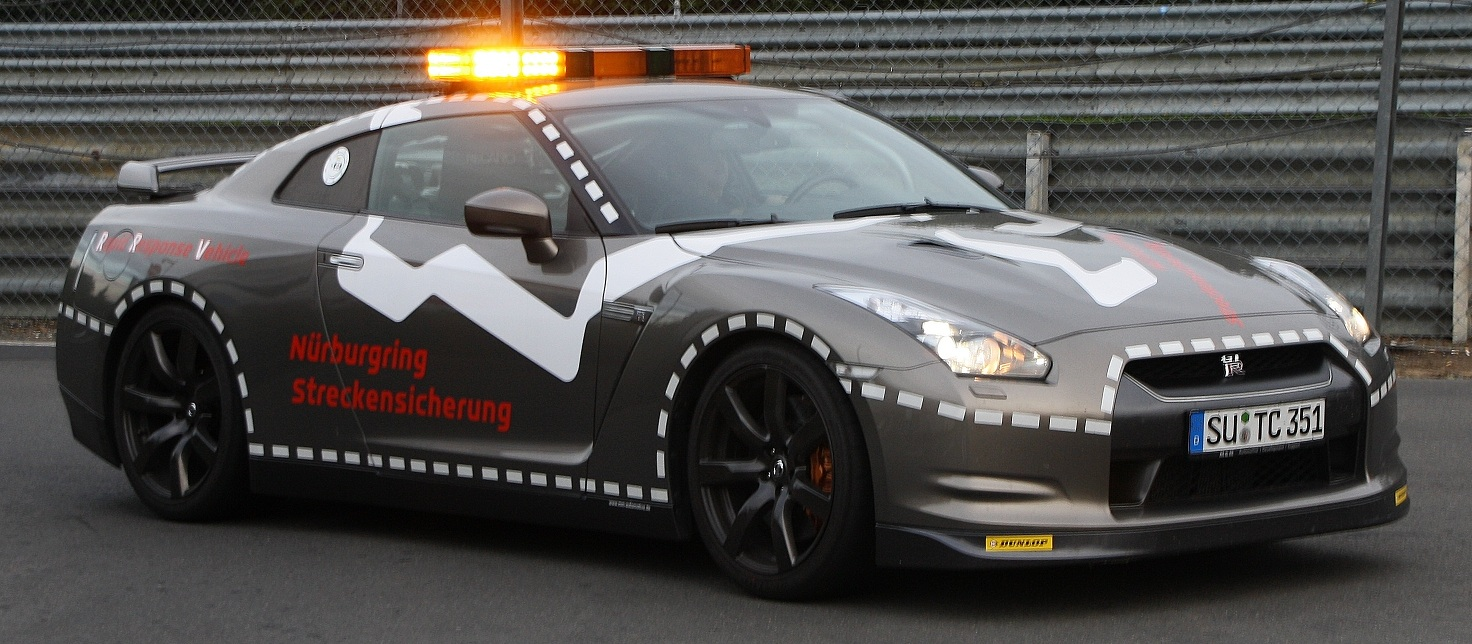
日産・GT-R ニュルブルクリンク・セーフティカー

- 最高速度が史上最速の、公道を走行可能な電気自動車 → アスパーク・アウル

400 km/h。
- 史上最速の、乾電池を動力源とする電気自動車 → 松下電器産業と大阪産業大学が共同開発し、2007年8月4日に完成させた一台

単3形オキシライド乾電池を動力にしている。有人走行で平均速度 105.95 km/h、瞬間最高速度 122 km/hを記録した。ギネス世界記録認定。
- 世界最速の、第一次世代の電気自動車 → ジャメ＝コンタント  ■右に画像あり

［資料1］105,879 km/h［資料2］65.792 mph（=約105.882 km/h）。1899年4月29日、フランスはイヴリーヌ県のアシェールにて、ベルギーのレースドライバー、カミーユ・ジェナッツィが運転してこの記録を打ち立てた。これにより、ジャメ＝コンタントは最高速度 100 km/hを超える最初の道路車両となった。最高出力は約68 hp。魚雷型の車体は「パルチニウム (partinium)」と呼ばれる軽合金（アルミニウム、タングステン、マグネシウムの合金）でできていた。タイヤはミシュラン製。
なお、この記録を打ち破ったのは、フランスの発明家レオン・セルポレーが開発した卵形の蒸気自動車「ウフ・ドゥ・パック（Oeuf de Pâques. 意: イースターエッグ）」で、1902年4月13日に最高速度 120.80 km/hを記録し、電動陸上車両の速度記録を破った最初の非電動車両となった。
- 史上最速のソーラーカー (Fastest solar car in history) → 芦屋 Sky Ace TIGA (Ashiya Sky Ace TIGA) 

平均速度 91.332 km/h。芦屋大学自動車工学ソーラーカーチーム（芦屋大学ソーラーカープロジェクト）が2014年（平成26年）8月20日に下地島空港（沖縄県宮古島市）の滑走路の500m区間で達成し、ギネス世界記録に認定された。
- 史上最速の蒸気自動車 (Fastest steam car in history) → スタンレー・スチーマー 1906 (Stanley Steamer 1906) ■右に画像あり

最高速度 121.57 mph (=約195.65 km/h)。アメリカ合衆国フロリダ州のデイトナビーチにて、1906年に記録。
- 史上最速の木炭自動車 (Fastest wood gas car in history)

→ ウェイン・キース (Keith gasifier) が作った、ダッジ・ラムのV型10気筒エンジン搭載トラックを元機とした、木炭ガス発生炉搭載改造トラック  ■右に画像あり
最高速度［世界記録認定］71 mph（=約114.263 km/h）、［非認定］73.09 mph（=約117.627 km/h）。米国アラバマ州スプリングヴィル (en) の牧場経営者キースが、ユタ州のボンネヴィル・ソルトフラッツにて、2011年9月に記録。この挑戦のために開発された燃料は、「ドロップイン (Drop-in)」と呼ばれる木炭ガス液体燃料の独自バージョンである。更新された過去の世界記録は 46 mph（=約74.03 km/h）であった。また、制限速度 45 mph（=約72.421 km/h）のデスヴァレーで最高速度 80 mph（=約128.748 km）で走行してしまったこともあるが、こちらの記録はルール違反とのことで公式認定されていない。なお、改造前の同車の燃費は 20.95 マイル・パー・ガロン（mpg）であったが、改造後は 28.78 mpgで、37%向上した。これは、米国で最も厳しいカリフォルニア州が要求する排出基準を満たしていることを示している。
- 史上最速の消防自動車 (Fastest fire engine in history)

→ 日産・GT-R ニュルブルクリンク・セーフティカー (Nissan GT-R Nürburgring Safety car)  ■右に画像あり
0-100km/h加速 3.5秒。最高速度 310 km/h 。2009年（平成21年）8月14日、ドイツ中西部にあるニュルブルクリンクサーキットに、北コース用のセーフティカー・兼・車両火災専用消防車として配備された。
- 史上最速の改造トラクター (Fastest modified tractor in history) → ガイ・マーティン（英語版）の JCB・ファストラック（英語版）改造車 [41]

最高速度 217.570 km/h。2019年10月23日、イギリスはノース・ヨークシャーのヨーク市にあるエルヴィントン飛行場 (Elvington Airfield) にて、イギリスのオートバイレーサーであるガイ・マーティンが世界記録を樹立した。ギネス世界記録認定。
- 史上最速の乗用芝刈機 (Fastest lawnmower in history) → ホンダ・ミーンモワーV2 (Honda Mean Mower V2) [42][43]

最高速度 150.99 mph（=約242.99 km/h）。0-100マイル加速は平均 6.285秒。2019年（令和元年）5月6日、ドイツはブランデンブルク州にあるサーキット「ユーロスピードウェイ・ラウジッツ」にて記録を樹立し、ギネス世界記録に認定された。
2018年（平成30年）4月6日に発売された乗用芝刈機 HF2417 の改造モデルである。エンジンをレーシングバイク（CBR1000RR Fireblade SP）の999cc直列4気筒エンジンに換装しているが、芝刈り機能は装備されたまま（芝刈りブレードと芝回収ボックスを装備したまま）である。ただ、最高速度を追求した前モデルと違って、当モデルは加速度に開発の比重が置かれており、最高速度の記録更新は結果的に付いてきた副産物と言える。
乾燥重量はわずか 69.1 kgしかなく、パワーウェイトレシオで見た場合、有名なハイパーカーであるブガッティ・シロンをも凌ぐ。
- ホンダ・ミーンモワー (Honda Mean Mower) 

最高速度 187.60 km/h。乗用芝刈機 HF2620 の改造モデルであり、記録を樹立した当時の名称は「ホンダ・HF2620改」。2014年（平成26年）4月2日、スペインのテストコースを走行し、ギネス世界記録に認定された。エンジンをスポーツバイク（VTR1000F Fire Storm）の995ccV型2気筒DOHCエンジンに換装しているが、芝刈り機能は装備されたまま。
なお、日本人の常識に照らせば芝刈り機は自動車でも乗り物でもないが、ホンダが改造したのは日本国外で市販されている芝刈り用の乗用自動車である。
- ドリフト走行の記録
  - 史上最速のドリフト走行 (Fastest vehicle drifting) → 304.97 km/h (=189.5mph) [46]

2016年（平成28年）3月3日、アラブ首長国連邦のフジャイラ国際空港にある全長 3 kmの滑走路を使い、日本人レーサー川畑真人が日産・GT NISMOで達成した。
- 史上最長のタンデムドリフト走行 (Longest twin vehicle drifting) → 28.52km [47]

2014年（平成26年）12月15日、アラブ首長国連邦はドバイの中東日産が、自動車によるタンデムドリフト走行（ツインヴィークルドリフト）の最長記録に挑戦。2台の日産・フェアレディZ Z34が 28.52 kmの距離を並んでドリフトし続けた。

#### 大きさ
- 史上最大の自動車

- 史上最大の自動車 (Biggest, Largest automobile in history) → BELAZ-75710（ベラーズ75710） (BELAZ-75710) 

全長 20.6 m、全幅 9.87 m、全高（車高）8.26 nm、ホイールベース 8 m。乾燥重量 360.000 t。8輪タイヤ、全輪駆動、四輪操舵。輸送用機械の開発・製造を行うベラルーシの企業ベラーズが2013年から製造販売しているホウルトラック。

- 史上最重量の自動車 (Heaviest automobile in history) → 上に同じ

乾燥重量 360.000 t、最大積貨重量 469 t。ただし、運転重量は 360 tで、キャタピラー797Fに及ばない。
- 運転重量が史上最大の自動車 → キャタピラー797F  (Caterpillar 797F) 

運転重量 1,375,000 lb（=約623.69 t）。なお、最大積貨重量は 400 S/T（=約362.87 t）で BELAZ-75710に及ばない。寸法は、全長 49 ft 6 in（=約15.09 m）、全幅 31 ft 3 in（=約9.53 m）、全高（車高）25 ft 4 in（=約7.72 m）。アメリカに本拠を置く多国籍企業キャタピラー社が2008年から製造販売しているホウルトラック。
- 史上最長の自動車 (Longest automobile in history) → アメリカンドリーム (American Dream) 

全長 100 ft（=約30.48 m）。市販のリムジン「キャデラック・エルドラド」（1976年式）を改造した26車輪の車で、完成した1990年代前半にギネス世界記録の認定を受けている。車内にはジャグジー、キングサイズのウォーターベッド、そして後部にはヘリコプター甲板まで装備している。設計・製造は米国フロリダ州で暮らすファミリーカーの改造業者（カスタマイザー）でテレビタレントのジェイ・オーバーグ (Jay Ohrberg) 。プロジェクトがスタートしたのは1986年。車体は前半部と後半部に分かれており、それぞれに運転席がある。後部運転席のドライバーは曲がる際に車体の後ろ半分を担当する。映画のために製作されたもので、公道を走ることはできない。運ぶ際は前後2つに分ける。
販売するつもりで製作されたが、買い手は付かなかった。その後、2012年にぼろぼろの状態で発見されるまで、管理者はこの車を放置していた。同車はフロリダ州オーランドにある改造自動車博物館 Autoseum Automotive Teaching Museum（Dezerland Park〈Dezerland Park car museum and tourist attraction〉の主要構成施設の一つ）が2014年に購入し、修理の過程などを学ぶために使用されていた。2019年にオークションに出品されたが、その後の情報は確認できない。
- 史上最小の自動車 → ピール・P50 (Peel P50)

1人乗り。全長 134 cm、全幅 99 cm、全高 120 cm。重量 59 kg。単気筒・排気量 49 cc。日本ではミニカーに分類される。生産期間は1962年から1965年まで。2010年にギネス世界記録に認定された。
- 史上最も車高の低い、公道走行可能な自動車 → MIRAI（ミライ）(OSHA Mirai) [51]

車高 45.2 cm。おかやま山陽高等学校の自動車科の生徒が制作した電気自動車で、ナンバープレートを取得している。2010年（平成22年）11月15日付でギネス世界記録に認定された。全長は 248.0 cm、全幅は 125.4 cm。車両重量 280 kg。乗車定員 1名。最高速度 60 km/h。日本での車両区分はミニカー。
なお、トヨタ・MIRAI とは無関係である。
- 史上最大級のリムジン

- 史上最長のリムジン (Longest limo in history) → アメリカンドリーム

全長 100 ft（=約30.48 m）。
- 史上最も背の高いリムジン (Tallest limo, Highest limo in history)

→ オーストラリアのゲーリー・デュバルとシャーリー・デュバル (Gary and Shirley Duval) が作った改造車 
車高 3.33 m。8輪式モンスタートラック用の独立懸架とタイヤをベースにして、その上に足の無い形に改造したリムジンの車体を載せた自動車。1998年11月13日、ギネス世界記録に認定されている。
なお、ここでの「リムジン」は、事実上の国際共通語である英語 "limousine (limo)" の定義に基づく。つまり、形のうえでは普通乗用車の範疇から外れないものである。日本語には和製英語の「リムジンバス」があり、その車高は、ありふれた大型バスで3.7メートル と既に上記の改造車の車高を上回っているが、英語の概念では含まれないリムジンバスをここでは含まないものとする。ただし、英語圏でもボンネットバスを改造したものをリムジンと呼んで非公式ながら「世界最大」を謳っている例（※下記）はあり、そうなると何をもって "limousine" とするかは人それぞれということになってしまう。
- "世界最大のリムジン" ("World’s biggest limo") → コロッサス（コロッサス・リモ） (Colossus, Colossus Limo) 

全長 40 ft（=約12.19 m）、全幅 8.5 ft（=約2.59 m）、車高 6 ft（=約1.83 m）。2008年製。アメリカのカレン・ペトロシアンとゲーリー・ピスコーリアン (Karen Petrosyan and Gary Piskoulian) が開発したボンネットバス形リムジン。アメリカのスクールバスとして知られるインターナショナル3300 (International 3300) かブルーバード・SBCV (Blue Bird SBCV) をベースにしていると考えられる。
- 史上最大の消防自動車 (Largest fire engine in history) → ARFF ファルコン8 (ARFF Falcon-8) [56][57]

1,400 hp。アラブ首長国連邦ドバイの消防企業NAFFCOが2020年1月に発売した空港消防(ARFF) 用の8輪トラック。

#### 生産
- 四輪自動車の生産台数・累計最多の国家・地域 → 未特定
- 四輪自動車の生産台数・年間最多の国家・地域 →  中国 [58][59]

2016年 2,811万台、2017年 2,902万台、2018年 2,781万台、2019年 2,572万台で、第2位に付けるアメリカ合衆国の2倍を超える。第3位はずっと日本で900万台レベルの後半で推移し、第4位のドイツには水をあけている。
- 四輪自動車の販売台数・年間最多の国家・地域 →  中国 [60]

2017年 2,888万台、2018年 2,808万台、2019年 2,577万台で、第2位に付けるアメリカ合衆国は安定して1,700万台の範囲を保っている。日本は520万台レベルで、上位2か国より遥かに少ない3位グループのトップを維持している。
- 四輪自動車の普及率・世界一の国家・地域 →  アメリカ合衆国 [61]

2018年時点で 1台あたりの人口 1.2人。同国の場合、乗用自動車の比率は少なく、乗用自動車以外が遥かに多い。
- 乗用自動車の普及率・世界一の国家・地域 →  イタリア 

2018年時点で 1台あたりの人口 1.5人。同国の場合、比率において乗用自動車よりそれ以外が少し上回っている程度。
- 四輪自動車の保有台数・世界一の国家・地域 →  アメリカ合衆国 [62]

2018年時点で 281,499,000台。第2位は 231,220,000台の中国、第3位は 78,289,437台の日本。
- 乗用自動車の保有台数・世界一の国家・地域 →  中国 

2018年時点で 194,395,031台。第2位は 122,828,000台のアメリカ、第3位は 62,025,916台の日本。
- 乗用自動車以外の自動車の保有台数・世界一の国家・地域 →  アメリカ合衆国 

2018年時点で 158,671,000台。第2位は 36,824,969台の中国、第3位は 24,576,900台のインド。日本は第4位で 16,263,521台。
- 四輪自動車の輸出台数・世界一の国家・地域 →  フランス [63]

2016年 535万台、2017年 635万台、2018年 638万台で、いずれも第1位。第2位は、2016年が435万台のドイツ、2017年は471万台の日本、2018年も482万台の日本。2010年代後半は、頭一つ突き抜けたフランス、第2位を激しく争う日本とドイツ、韓国とスペインに追い上げられながらも辛うじて第4位に踏みとどまるアメリカ合衆国、という勢力図になっている。
- 世界一広範囲に販売されている四輪自動車 → トヨタ・カローラ

140以上もの国家・地域が取扱店の仕向地（しむけち。貨物の送り先）になっている。
なお、ヨーロッパの一部地域では、2007年（平成19年）以降、トヨタ・オーリスに取って代わられてはいる。
- 生産台数・史上最多の自動車形態 → トラック。「生産台数・史上最多の自動車ブランド」を参照のこと。

- 生産台数・史上最多のトラック → フォード・Fシリーズ。「生産台数・史上最多の自動車ブランド」を参照のこと。
- 生産台数・史上最多の普通自動車 → トヨタ・カローラ 

初代は1966年（昭和41年）発売。8代目が生産されていた1997年（平成9年）には、長らく第1位であったフォルクスワーゲン・タイプ1（通称：ビートル）を抜き去って史上最多となり、それ以降は並ぶ者のいなくなった記録を伸ばし続けている。10代目が生産されていた2011年2月までに世界累計3,700万台を生産販売している。
- 生産台数・史上最多の2人乗りスポーツカー（2シーターのスポーツカー） → マツダ・ロードスター 

2011年（平成23年）2月4日に90万台の生産を達成し、90万台目の車は4月8日に納車された。2014年（平成26年）4月には94万台を達成し、「最も多く売れた2シーターのスポーツカー」としてギネス世界記録に認定された。
- 生産台数・史上最多の四輪自動車ブランド → フォード・Fシリーズ [46]

2004年時点で累計2億9,300万台。「世界で最もたくさん生産された自動車」としてギネス世界記録に認定されているトラック。初代は1948年に発売された。それ以来、毎年80万から90万台を販売するシリーズとして人気を維持し続けている。
- 世界一販売期間が長かった普通自動車 → フォルクスワーゲン・タイプ1（通称：ビートル）[66]

初代が初めて生産ラインに乗った1941年以来、2003年までの62年間。生産台数（販売台数）は累計約2,153万台に達した。2003年に生産が終了したことから、累計生産台数（累計販売台数）に関しては、1997年（平成9年）にトヨタ・カローラ（8代目の時代）が同車を追い抜いて第1位になっており、こちらはさらに現在も記録を伸ばし続けている。

#### イベント
- 単一メーカーの四輪自動車による世界最大のパレードラン → 特定困難ながら、候補はある。

- ポルシェの車2,325台によるパレードラン 

2008年5月1日、ドイツはノルトラインヴェストファーレン州の町ディンスラーケンにて開催されたイベントで挙行され、"Largest parade of Porsche cars（意: ポルシェ車による最大のパレード）" 名義でギネス世界記録に認定された。
- 四輪自動車の、単一車種による世界最大のパレードラン → 特定困難ながら、候補はある。

- ホンダ・ビート569台によるパレードラン 

ツインリンクもてぎのスーパースピードウェイにて2010年（平成22年）5月9日に開催された「MEET THE BEAT! 2010」において、「オーナーミーティング」（所有者の会合イベント）の一環としてオーバルコースで挙行され、"Largest parade of Honda cars（意: ホンダ車による最大のパレード）" 名義でギネス世界記録に認定された。行われたことの正確な内容は「ホンダの同一車種による世界最大のパレードラン」であり、当事者や参加者はそのように伝えている。

### オートバイ

#### 性能
- 史上最大の馬力を備えたオートバイ

- 史上最大の馬力を備えた市販オートバイ → ダッジ・トマホーク (Dodge Tomahawk)  ■右に画像あり

最高出力（公称）500 hp（=約367.75 kW）。
ダッジ・バイパーのアルミ製 8,300 cc、V型10気筒エンジンを搭載した四輪オートバイで、2003年（1月11日-20日開催）の北米国際オートショー（デトロイトオートショー）にコンセプト・バイクとして出展された (cf.)。6,000万円以上という販売価格が付いていたものの、高額すぎて実際に売れるとは思われていなかった。それにもかかわらず、問い合わせが殺到し、限定10台という形で販売された。他の諸元は、最高速度（公称）420 mph (675 km/h)、全長 2.6 m (8.5 ft)、乾燥重量 680 kg (1,500 lb)。
- 史上最大の馬力を備えた量産市販オートバイ → ヤマハ・VMAX (RP22J) (Yamaha VMAX (RP22J))  ■右に画像あり

最高出力（公称）200 ps (147 kW)。
2008年（平成20年）に完全新設計という形で23年ぶりに発売されたVMAX（日本国外仕様）。出力は大幅に増強されている。他の諸元は、最高速度（公称）270 mph (434 km/h)、全長 2.45 m (8.03 ft)、乾燥重量 227 kg (500 lb)。
- 史上最速のオートバイ

- 史上最速の、人体が露出しない形のオートバイ → 2009年にアメリカで作られた流線形の特殊なオートバイ

最高時速 367.382 mph（=約591.244 km/h）。流線形車両（streamliner; ストリームライナー）と呼ばれるタイプのヴィークル。エンジンは普通のピストンエンジンで、ターボチャージャー搭載の3000 ccの16バルブ4気筒エンジン。
- 史上最速の、人体が露出した形のオートバイ → スズキ・GSX1300Rハヤブサ改造車（2011年、アメリカ）

最高時速 311.94 mph（=約501.94 km/h）。2011年（平成23年）7月17日に記録。GSX1300Rハヤブサのエンジンにターボチャージャーを付けたものがベースで、通常のピストンエンジンである。オートバイの外見はGSX1300Rハヤブサの原型をとどめておらず、ナンバーの取得および公道走行は不可能。
- 史上最速の、シットオン・タイプのオートバイ → ホンダ・CBR1000RR 改造車（、）

最高時速 426 km/h。チューニングのみでノンターボ。
- 史上最速の市販オートバイ → ダッジ・トマホーク

最高速度（公称）420 mph (675 km/h)。2003年発売の四輪オートバイ。限定10台販売。非量産。
- 史上最速の市販の二輪オートバイ → MTT・タービン・スーパーバイク (MTT Turbine Superbike)  ■右に画像あり

最高速度（公称）250 mph（=約402.34 km/h）。0-400m加速は9.800秒。2002年・2003年の発売当時、「市販されている世界最速のオートバイ」「世界一高価な市販オートバイ」としてギネス世界記録に認定されている。ガスタービンエンジン搭載。日本でのナンバー取得及び公道走行は、エンジン特性などの事情により不可能と思われる。
- FIAが認定する世界最速の量産型市販オートバイ (Fastest street-legal production motorcycle (FIA))

→ カワサキ・ニンジャH2 (Kawasaki Ninja H2)  
最高速度（実測）209.442 mph (337.064 km/h)（※数値は原文どおり）。米国ユタ州で開催されるスピードの祭典「ボンネビルスピードウィーク」の2018年開催回にて、テストドライバー川崎繁が記録した。スーパーチャージドエンジンを搭載。FIA（国際自動車連盟）認定。
- 史上最速の、公道を走行可能な量産型市販オートバイ → スズキ・GSX1300Rハヤブサ (Suzuki Hayabusa (GSX1300R))  ■右に画像あり

最高速度（実測）312.29 km/h。1999年（平成11年）の発売当時、日本自動車研究所（当時は茨城県谷田部町に所在）のテストコースで行われた最高速テストで記録し、ギネス世界記録にも「世界最速市販車」として認定された。また、ある雑誌の企画にて後継機の2008年モデルでリミッターカット済のノーマル車両で非公式ながら 333.95 km/h（実測値）を記録した。
- 史上最高速を公道（クローズドコース化した公道）で記録した、公道走行不可の市販オートバイ → カワサキ Ninja H2R（レース専用車）

最高時速（実測）400 km/h。2016年（平成28年）6月30日、トルコのオスマン・ガーズィー橋（イズミット湾横断橋）にて、トルコ出身のオートバイレーサーのケナン・ソフォーグルの乗車による記録。ケナンはこの日の最高速記録チャレンジのために4か月に及ぶトレーニングを実施した。
- 史上最速の、キャブレター仕様の市販オートバイ → ホンダ・CBR1100XXスーパーブラックバード（1998年モデルまで） (Honda CBR1100XX Super Blackbird ( - 1998)) 

最高時速（実測）303 km/h。1996年（平成8年）の発売当時、雑誌の企画にて記録。ミラーを取り外し、純正タイヤをスポーツタイヤに変更して記録を生み出した。完全ストック状態でも 287.3 km/h を記録。燃料噴射装置化された1999年（平成11年）以降は該当しない。
- 世界最速のウォール・オブ・デス (Highest speed on a Wall of Death) → ガイ・マーティン（英語版）が2016年3月28日に行ったウォール・オブ・デス [76]

最高速度 78.15 mph（約125.77 km/h）。2016年3月28日、イギリスのオートバイレーサーであるガイ・マーティンが、母国のテレビ局チャンネル4で放送された "Guy Martin’s Wall of Death - Live" という番組の生放送中に世界記録を樹立した。ギネス世界記録認定。

#### 大きさ
- 世界最長のオートバイ (World's longest motorcycle) → インド人バーラト・シン・パーマー (Bharat Sinh Parmar) が制作した一台[77]。

全長 26.29 m。ジャームナガルにあるレーコタ湖 (Lakhota Lake) の畔にて、2014年2月22日に計測され、ギネス世界記録に認定された。
- 運転できる最も背の高いオートバイ（原題: World's tallest rideable motorcycle） → イタリア人ファビオ・レッジャーニ (Fabio Reggiani) が制作した一台[79]。

ハンドル上端にある最高点と地面との垂直距離が 5.10 mある。レッジョ・エミリアにて、2012年3月24日に計測され、ギネス世界記録に認定された。ただし、ハンドルを握って操縦することはできず、低い位置にある座席から操作する、補助輪付きの（合計4輪の）特殊車両であって、これをオートバイと認めるのは定義も何も無いギネスの独自判断でしかない。原動機で走る二輪車とは全く異なるこの車両は、定義に照らしてオートバイではなく、オートバイ形の四輪車である。
- 世界最大のスクーター → ジレラ・GP800 (Gilera GP800)

839 cc SOHC V型2気筒エンジンを搭載。ジレラ社製。
- 世界一小さい公道走行可能なオートバイ → CKデザイン・仔猿 [81]

全長 82.5 cm、全幅 43 cm、全高 62.5 cmで、重量は 20 kgほどしかない。 31cc OHV水平単気筒エンジンを搭載し、車体・排気量共に、“保安部品を装備し、特殊技能なしで乗れるオートバイ”としては世界最小市販車として製造されている。日本でも原動機付自転車として登録可能。

#### 生産
- 世界最大のオートバイ・メーカー → 本田技研工業株式会社 [82][83][84]

売上高を基準に2019年（令和元年）の世界シェア 24.43 %でホンダ（本田技研工業）（）が第1位。以下は、第2位 ヤマハ発動機（）13.05 %、第3位 ハーレーダビッドソン（）6.84 %、第4位 ヒーロー・モトコープ（）5.69 %、第5位 バジャージ・オート（）5.06 %、第6位 BMWモトラッド（）3.32 %と続く。2位以下は時代と年によって入れ替わりがあるが、首位は揺るがない。なお、ホンダは同年12月初旬にオートバイの販売台数で世界累計 4億台を達成している。
- 生産台数世界一のオートバイ → ホンダ・カブ・シリーズ [85][86][87]

1958年（昭和33年）の生産開始以来、2005年（平成17年）に世界生産累計 5,000万台を達成し、2017年（平成29年）には同累計 1億台を達成した。
- 世界最大のオートバイ生産国 →  インド
- 世界最大のオートバイ市場 →  インド [83]

2000年代には中国が第1位、インドが第2位であったが、2020年代現在は逆転している。

### 自転車
- 史上最長の自転車 (Longest bicycle in history) [88]
  - ギネス世界記録認定あり → ダッチ・サイクリング・オーガニゼーション (Dutch cycling organisation) に所属するオランダ人自転車選手マイル・ファン・マレス (nl:Mijl van Mares) のチームが2011年に制作した一台 [88]

全長 35.79 m (117 ft 5 in) の自転車で、2011年に 100 mを走行した。
- ギネス世界記録認定なし → 南オーストラリア大学所属のフランク・ペルト (Frank Pelt) のチームが2015年に制作した一台 

全長 41.42 m (135 ft 10.7 in) の自転車で、2015年11月19日に（ギネス世界記録の認定条件と同じ）100 mを走行した。『インターナショナル・ビジネス・タイムズ』が報道。

## 雪上移動
- 史上最速のそり（史上最速の、重力滑走型の雪ぞり）(Fastest gravity-powered snow sled in history) → ガイ・マーティン（英語版）のそり（2014年）[89]

最高速度 83.5 mph（=約134.38 km/h）。2014年1月10日、イギリスのオートバイレーサーであるガイ・マーティンが、ピレネー山脈の氷河地帯（アンドラのグランドヴァリラ (Grandvalira)・スキーリゾート）にある斜面を自然滑走して世界新記録を樹立した。ギネス世界記録認定。記録は、エベレストの主要な登山ルートよりも急峻な 360 ft（=約110 km）の斜面を 984 ft（=約300 m）滑走することで達成された。
- cf. Snowspeed（スノースピード） (Snowspeed)   は、2014年に最高速度 250km/h を目指していると公表していたが、成果については確認できない。

- 世界最小の雪上電動モビリティ → CuBoard（キューボード）立ち乗りスクーター型 [92][93][94][注 5]

重量 10 kgの、無限軌道式立ち乗りスクーター。電動式で小型の無限軌道ユニットを数多く開発する日本の企業「CuboRex」が手掛けた乗り物で、「世界最小の雪上車」を謳ってもいる。スケートボード型の不整地走行モビリティ「CuBoard（キューボード）」（2016年試作、2017年完成。）からの派生型である。2019年（令和元年）発売。原動機付き自転車のナンバーを取得すれば日本の公道を走行可能。

## 船舶
船舶（人や物をのせて水域を移動する道具）の世界一について解説する。無人機（人はもちろん物を運ぶ用途も無い機械）は対象外。

### 大きさ
ここでは、船体の規模を基準に、世界最大と認められる船舶について解説する。
"en:Ship measurements" 船舶主要寸法において、全長"length"「全長」とは船体の全長をいう。"beam"「ビーム」とは（設計上での）梁部材のことで、諸元においては船体の最も広い点での梁部材を指し、その長さを意味する。「型幅」とは、おおよそ「ビーム」の長さの水平直線距離をいう。これら設計上の値に対して、「船幅（全幅）」とは完成した船体の最大幅であり、航行に際して最も重要な幅の数値である。しかしながら、一般的な諸元では "beem" とだけ記されている場合が多いうえ、それが「ビーム」と「型幅」と「船幅（全幅）」のいずれを指しているのか判断しようの無いものが多い。さらに、日本語圏ではこれらが区別されていないことが多い。そういった元情報の段階で判断の付かないものに関しては、本項ではただ「幅」とだけ記すこととする。なお、「型幅」だけが示されている場合もあり、そういったものはそのまま表記する。事実上、型幅は船幅から船板の厚さを差し引いた数値になるため、例えば戦艦・潜水艦・砕氷船などともなると全幅とかなりの差が生じる。
- 史上最大の船 (Largest ship in history)

- 総トン数等で史上最大の船 → シーワイズ・ジャイアント (Seawise Giant) （一時期の名称: ノック・ネヴィス、ほか｜船名の変遷：Seawise Giant → Happy Giant → Jahre Viking → Knock Nevis → Oppama → Mont ）

IMO: 7381154。石油タンカー。
総トン数 26万0,851 GT、最大載貨重量 56万4,763 DWT。1975年進水、1979年竣工（住友重機械工業）。2010年解体。晩年のよく知られた船主はフレッド・オルセン・プロダクション。晩年のよく知られた船籍はノルウェー。最晩年の船籍はシンガポール。
- 排水量で史上最大の船 → 上に同じ

排水量［軽荷時］8万1,879 L/T［満載時］64万6,642 L/T。
- 史上最長の船 → 上に同じ

全長 458.45 m、型幅 68.8 m。
- 現役で世界最大の船 → ヘレスポント・フェアファックス（2020年時名称: オセアニア｜船名の変遷：Hellespont Fairfax → TI Oceania → Overseas Laura Lynn → Oceania ）

IMO: 9246633。現在稼働中のタンカーで最大のクラスとなっているTIクラススーパータンカーの4番船。石油タンカー。
総トン数・排水量・全長ともに該当。総トン数 23万4,006 GT、最大載貨重量 44万1,585 DWT。排水量［軽荷時］6万7,591 t（6万6,524 L/T）［満載時］50万9,484 t（50万1,437 L/T）。全長 380.0 m、幅 68.0 m。2003年竣工。現在の船主はユーロナブ。同型船の中で最も大きいのは1番船「FSOアジア」（直前の名称はTIアジア）であるが、現在の用途は上述の「シーワイズ・ジャイアント（ノック・ネヴィス）」の晩年と同じく浮体式生産貯蔵積出設備 (FSO) であり、船舶ではなくなっている（※船体が失われない限り船舶であると捉える場合は、1番船が現役最大の船である）。3番船「ヨーロッパ」も現役であるが、最大載貨重量でわずかに4番船が上回っている。
- 史上最大のタンカー (Largest tanker in history) → シーワイズ・ジャイアント（ノック・ネヴィス）

- 現役で世界最大のタンカー → ヘレスポント・フェアファックス（オセアニア）

- 史上最大のコンテナ船 (Largest container ship in history)

- 総トン数で史上最大のコンテナ船 → ギュルスン級コンテナ船（サムスン重工業製） (Gülsün-class container ship (SHI))  ■右に画像あり（1番船）

総トン数 23万2,618 GT。最大載貨重量 2万3,756 TEU。全長 399.9 m、幅 61.5 m。2019年就航（姉妹船11隻目まで）。姉妹船はサムスン重工業 (SHI) 製と大宇造船海洋 (DSME) 製があり、後者はわずかに小さい。所有・運航：MSC。
- 最大載貨重量で史上最大のコンテナ船 → アルヘシラス級コンテナ船（サムスン重工業製） (Algeciras-class container ship (SHI)) 

総トン数 23万2,311 GT。最大載貨重量 2万3,820 TEU。全長 399.9 m、全幅 61.5 m。2019年就航（姉妹船全5隻）。姉妹船はサムスン重工業 (SHI) 製と大宇造船海洋 (DSME) 製があり、後者はわずかに小さい。所有・運航：HMM。
- 史上最長のコンテナ船 → ギュルスン級コンテナ船（全11隻）、アルヘシラス級コンテナ船（全12隻）、ほか

全長 399.9 m。全長は全て同じであるが、全ての大宇造船海洋製は全てのサムスン重工業製より幅が 0.5 m狭い。また、ユニヴァーサル級 (en) 、ゴールデン級 (en) など、全長 400 mと表記されるコンテナ船も相当数あるが、実際には 399.9 mである。
- 史上最大のばら積み貨物船 (Largest bulk carrier in history) → ヴァーレ・ブラジル (Vale Brasil) （船名の変遷：Ore Brasil → Vale Brasil ）

IMO: 9488918。鉄鉱石専用の運搬船。総トン数 19万8,980 GT。最大載貨重量 40万2,347 DWT。全長 (LOA) 362.0 m、型幅 65.0 m。2010年進水、2011年竣工。
- 史上最大の重量物運搬船 (Largest heavy-lift ship in history) → BOKAヴァンガード（英語版） (BOKA Vanguard) （船名の変遷：Dockwise Vanguard → BOKA Vanguard ）[97][98] ■右に画像あり

IMO: 9618783。半潜水式重量物運搬船。総トン数 9万1,784 GT、最大載貨重量 11万6,173 DWT。積載可能な船の大きさは、長さ 275 m、幅 70 m、重さ 11万 t（史上最大級の戦艦はいずれも積載可能）。2012年進水・就航。開発・所有：ドックワイズ社。
- 史上最大の半潜水艇 (Largest semi-submersible vessel in history) → BOKAヴァンガード
- 史上最大のクレーン船 (Largest crane vessel in history) → SSCVスレイプニル（英語版） (SSCV Sleipnir)  [99][100][101][102][103][104][105] ■右に画像あり

IMO: 9781425。半潜水式クレーンヴェッセル。20,000トン吊起重機船（10,000トン起重機タンデム搭載）。2019年進水・就航。開発・所有：ヘーレマ・マリンコントラクターズ(HMC)。
- 史上最大のオーシャン・ライナー（大洋航路船）(Largest ocean liner in history) → シンフォニー・オブ・ザ・シーズ
- 史上最大の旅客船 (Largest passenger ship in history)

- 総トン数が史上最大の旅客船 → シンフォニー・オブ・ザ・シーズ (MS Symphony of the Seas)  ■右に画像あり

IMO: 9744001。クルーズ客船。史上最大級であるオアシス級クルーズ客船の中でも最大の1隻。
総トン数 22万8,081 GT、最大載貨重量 1万8,095 DWT。全長 362.011 m、型幅 66.0 m、全高 72.5 m。乗組員 2,200 人、乗客定員 6,680 人。船主はロイヤル・カリビアン・インターナショナル (RCI)。
- 史上最長の旅客船 (Longest passenger ship in history) → シンフォニー・オブ・ザ・シーズ
- 史上最大のクルーズ客船 (Largest cruise ship in history) → シンフォニー・オブ・ザ・シーズ

- 世界最大のクルーズライン運航業者 → カーニバル・コーポレーション (Carnival Corporation & plc) 

乗客数で世界シャアの 47.4%、収益で世界シャアの 39.4%を占める。1972年設立。

- 世界最大の河川クルーズ客船（リバークルーズシップ）(Largest river cruise ship in history)

- キャパシティが世界最大の河川クルーズ客船 → オーシャン・ディーヴァ・オリジナル(Ocean Diva Original) ■右に画像あり

ENI 02322031。乗客定員 1,500 人。なお、寸法は、全長 85.45 m、型幅 16.7 m。1996就航。現役。
- 世界最長の河川クルーズ客船 → ミハイル・フルンゼ (Mikhail Frunze) 

RRR 140659、MMSI 273355150。全長 135.7 m、型幅 16.8 m。なお、定員は 400 人。1980年竣工。ヴォルガ川水系にて就航。現役。現在の船主はロシアのリバークルーズ企業ヴォドホード (Vodohod) 。
- 史上最大のフェリー (Largest ferry in history)

- 総トン数が史上最大のフェリー → カラー・マジック (MS Color Magic)  ■右に画像あり

IMO: 9349863。総トン数 7万5,100 GT、最大載貨重量 4,750 DWT。乗客定員 2,812 人。全長 223.9 m、幅 35 m。2006年進水、2007年就航。現役。船主はカラー・ライン (Color Line) 。カラー・ファンタジーの姉妹船。
- キャパシティが史上最大のフェリー → カラー・マジック

乗客定員 2,812 人。
- 世界最長のフェリー → MSクルーズ・ローマ (MS Cruise Roma) 

全長 254 m、幅 30.4 m。なお、総トン数は 6万3,000 GT。2007年進水・就役。現役。同船を含めて姉妹船は4隻あるが、1番船である同船以外は全長が 225 mと短い（それでもカラー・マジックを上回っている）。船主はイタリア企業のグリマルディ・グループ。

- 史上最大の蒸気船 (Largest steamboat in history) → 蒸気船グレート・イースタン (SS Great Eastern)  ■右に画像あり

総登録トン数 1万8,915 GRT、排水量 3万2,160 t。全長 692 ft（=約210.92 m）、幅 82 ft（=約24.99 m）。乗客定員 4,000人。1858年進水、1860年就航。1889年解体。イギリス帝国。

- 史上最大の帆船 → ロイヤル・クリッパー（英語版） (Royal Clipper)  [106][107][108] ■右に画像あり

IMO: 8712178。鋼製のマスト5本を有する横帆艤装船（square-rigger；スクエアリガー）で、クルーズ客船。総トン数 4,425 GT。全長 134.8 m、幅 16.5 m。帆面積 5,202.6 m2。乗組員数106名、乗客定員227名。2000年竣工。船主はスウェーデンのスタークリッパーズ社 (Star Clippers) 。マルタ船籍。2001年、本船は真の帆船としての構造と5,202.6平方メートルに及ぶ帆面積を基準として「最大の横帆艤装船（原題: largest square-rigged ship）」名義でギネス世界記録に認定された。
- 史上最大の帆船様の客船 → ウィンド・サーフ (Wind Surf)  

IMO: 8700785。「世界最大の帆船」を謳うクルーズ客船。マスト (67.5 m) 5本。総トン数 1万4,745 GT、最大載貨重量 1,654 DWT。全長 187 m、幅 20 m。乗務員数 210名、乗客定員 342名。1988年竣工。バハマ船籍。
- 史上最大のヨット

- 排水量において、史上最大のヨット → アッザム（2013年） (superyacht Azzam (2013))   ■右に画像あり

IMO: 9693367。総トン数 1万3,136 GT。全長 180 m（史上最長のヨット）。最高速力は 31.5 kn もしくは 37 mph（史上最速のヨット）。最高級性能のモーターヨットであるスーパーヨットの1隻。2013年進水・就航。船籍はUAE。
- 史上最長のヨット → アッザム（2013年）
- 史上最も背の高いヨット → セーリングヨットA  (sailing Yacht A)   ■右に画像あり
- 史上最大のセーリングヨット → セーリングヨットA

IMO: 1012141。マストの高さだけで 90 m。なお、全長は 143 m、総トン数 1万2,558 GT。2015年進水、2017年就航。船主はジャーマン・ナバル・ヤーズ・ホールディングス (German Naval Yards Holdings) 。船籍はバミューダ諸島。
- 太陽光のみに頼った動力において、世界最大の船 → トゥラノール・プラネットソーラー（英語版） (Tûranor PlanetSolar)  [117][118] ■右に画像あり

IMO: 8681630。電気推進船。総面積 537 m2のソーラーパネルを搭載し、太陽光発電のみで航行する。全長 31 mの双胴船。開発・建造・所有等はスイス人探検家ラファエル・ドムジャン (Raphaël Domjan) のプロジェクト。2010年3月31日就航。
- 史上最大の砕氷船 → LK-60Ya級原子力砕氷船「アルクーティカ」 (LK-60Ya Arktika)

IMO: 9694725。2代目アルクーティカ。満載排水量 3万3,530 L/T。全長 173.3 m、全幅 34.0 m、型幅 33.0 m。2016年進水、2020年10月21日就役。開発・運用：ロシア。砕氷船の世界最大クラスはロシアのアルクーティカ級が占めていたが、その次世代型にあたるLK-60Ya級の1番船である2代目アルクーティカが就役したことで、下記の船は最大でなくなった。
- 50リェート・パベードゥイ (50 Let Pobedy) 

IMO: 9152959。和訳名「戦勝50年」。満載排水量 2万3,439 L/T。全長 159.6 m、幅 30 m、全高 55 m。1993年進水、2004年竣工、2007年就航。開発・運用：ロシア。
- 史上最大の潜水艇 → タイフーン型原子力潜水艦 (Typhoon-class submarine)  ■右列に画像あり

最大水中排水量 3万3,800-4万8,000 L/T。全長 172.8 m。1番艦は1980年進水、1981年就役。開発・運用：ソビエト連邦、運用：ロシア。
- 史上最大の潜水艦 → タイフーン型原子力潜水艦
- 原子力で動く、史上最大の潜水艇 → タイフーン型原子力潜水艦

史上最大の原子力潜水艦。
- 通常動力（原子力以外の動力）で動く、史上最大の潜水艇 → 032型潜水艦 (Qing-class submarine) 

基準排水量 3,797 t、最大水中排水量 6,628 t。全長 92.6 m。史上最大の通常動力型潜水艦。2010年進水、2012年就役。中国。
この艦が登場したことで、70年近くの長きに亘って最大であった下記の艦は第2位となった。もっとも、全長では依然として最大。
- 伊四百型潜水艦 (I-400-class submarine) 

基準排水量 3,530 t、最大水中排水量 6,670 t (6,560 L/T)。全長 122 m。1番艦（伊号第四百潜水艦）は1944年（昭和19年）進水・竣工・就役。開発・運用：日本。
- 史上最大の軍艦 (Largest naval ship in history)

- 排水量が史上最大の軍艦 → 空母「セオドア・ルーズベルト」 (USS Theodore Roosevelt)  ■右列に画像あり

MMSI: 366984000。満載排水量 10万4,600 L/T; 11万7,200 S/T。ニミッツ級航空母艦の4番艦。1984年進水、1986年就役。現役。開発・運用：アメリカ。
cf. ニミッツ級の満載排水量一覧（単位はロングトン）：CVN-68 (100,020 L/T)、CVN-69 (101,600 L/T)、CVN-70 (101,300 L/T)、CVN-71 (104,600 L/T)、CVN-72 (104,300 L/T)、CVN-73 (104,200 L/T)、CVN-74 (103,300 L/T)、CVN-75 (103,900 L/T)。
- 史上最長の軍艦 (Longest naval ship in history) → 空母「エンタープライズ (CVN-65)」 (USS Enterprise (CVN-65))  ■右列に画像あり

MMSI: 338164423。全長 1,123 ft（=約342.29 m）。エンタープライズ級航空母艦（1艦のみ）。1960年進水、1961年就役。2012年退役、2021年現在解体中。開発・運用：アメリカ。

- 世界最長の現役の軍艦 → ジェラルド・R・フォード級航空母艦 (Gerald R. Ford'-class aircraft carrier)  ■右列に画像あり

全長 1,106 ft（=約337.11 m）。現在は1番艦「ジェラルド・R・フォード」 (USS Gerald R. Ford) のみ。2013年進水、2017年就役。開発・運用：アメリカ。
- 史上最大の航空母艦

- 排水量が史上最大の航空母艦 → 空母「セオドア・ルーズベルト」
- 飛行甲板が史上最大の航空母艦 → ジェラルド・R・フォード級航空母艦
- 史上最長の航空母艦 → 空母「エンタープライズ (CVN-65)」

- 史上最大の戦艦 (Largest battleship in history)

- 排水量が史上最大の戦艦 → 大和型戦艦 (Yamato-class battleship)  ■右に画像あり

基準排水量は、大和が［日本軍計画値］6万4,000 t［米軍発表］7万1,111 t（6万9,988 L/T）、武蔵は［完成時］6万5,000 t［米軍発表］6万4,000 t（6万3,000 L/T）。満載排水量は、大和が［日本軍計画値］7万2,800 t［米軍発表］7万3,000 t（7万2,000 L/T）、武蔵は［完成時］7万2,809 t［米軍発表］7万2,809 t（7万1,659 L/T）。開発・運用：日本。
常に比較されるアイオワ級戦艦は、基準排水量 4万8,592 t（4万8,425 L/T）、満載排水量 5万8,460 t（5万7,540 L/T）、2番艦「ニュージャージー」のみ 6万1,000 t（6万0,000 L/T）。
1番艦「大和」は1941年、2番艦「武蔵」は1942年竣工。武蔵は1944年、大和は1945年に撃沈された。
なお、艦載砲も口径 46 cmで世界最大であった。
- 全長が史上最大の戦艦 → アイオワ級戦艦 (Iowa-class battleship)  ■右に画像あり

全長 887 ft 3 in（約270.43 m。同型艦は、1942年に初めて進水・就役、1992年を最後に退役。開発・運用：アメリカ。
常に比較される大和型戦艦は、大和が 263.40 m、武蔵は 263.00 m。
- 史上最大の強襲揚陸艦 (Largest amphibious assault ship in history) → アメリカ級強襲揚陸艦 (America-class amphibious assault ship)

基準排水量 不明、満載排水量 4万5,693 t（4万4,971 L/T）。全長 844 ft（約257.25 m）。開発・運用：アメリカ。2009年就役。現役。
- 史上最大の巡洋艦 (Largest battlecruiser in history)  → スターリングラード級重巡洋艦スターリングラード (Stalingrad-class battlecruiser Stalingrad)

基準排水量 3万6,500 t、満載排水量 4万2,300 t。全長 273.6 m。ソビエト連邦海軍が開発した重巡洋艦。1954年に進水するも、未就役せずに終わった。
排水量でアイオワ級戦艦や大和型戦艦に及ばないとは言え、全長は史上最長の戦艦であるアイオワ級戦艦（約270.43メートル）以上に長い。
- 史上最大の、就役した巡洋艦 → キーロフ級ミサイル巡洋艦 (Kirov-class battlecruiser) 

基準排水量 2万6,500 t、満載排水量 2万8,000 t。全長 252 m。開発・運用：ソビエト連邦、運用：ロシア。1980年就役。現役。
- 史上最大の駆逐艦 (Largest destroyer in history) → ズムウォルト級ミサイル駆逐艦 (Zumwalt-class destroyer)  ■右に画像あり

基準排水量 不明、満載排水量 1万5,907 t（1万5,656 L/T）。全長 610 ft（約185.93 m）。開発・運用：アメリカ。2016年就役。現役。
- 史上最大のイージス艦 (Largest Aegis warship in history) → 上に同じ
- 史上最大の巡視船 (Largest patrol boat in history) → 海巡2901 (Hai Jing 2901; CCG 2901)[119]、および、海巡3901(Hai Jing 3901; CCG 3901) [120]  [121][122][123][124][125]

満載排水量［資料1］1万5,000 t［資料2］1万2,000 t。総トン数 1万1,859 GT。全長 165 m、幅 22m。中華人民共和国の中国海警局に所属する巡視船（海事巡邏船）。海警2901 (CCG 2901) は2015年就役、海警3901 (CCG 3901) は2016年就役で、いずれも 76mm速射砲を搭載する重武装船。76mm速射砲を始めとする武装レベルは海上自衛隊と同等であり、基本構造が民間船である海上保安庁の巡視船（6,500～7,300 t級）では能力的に全く太刀打ちできない。また、この2隻に準ずる規模の巡視船数隻が前後に就役している。

- 世界最大の病院船 (Largest hospital ship in the world) → マーシー級病院船 (Mercy-class hospital ship)  ■右に画像あり（1番艦）

病床数 1,000（初診医療対応病床数 50）と、それとは別に、集中治療室 (ICU) 数 12、集中治療室ベッド数 80、術後回復室 (PACU) ベッド数 20、ほかを備える。アメリカ海軍所属。1番艦「マーシー」は1984年改修、1986年就役。2番艦「コンフォート」は1985年改修、1987年就役。ともに現役。
- 世界最大の民間病院船 (Largest civilian hospital ship in the world) → グローバル・マーシー (MV Global Mercy) 

病院数 2。病床数 200、集中治療室数 6、ほか。重量（※どの種の重量かは情報なし）3万7,000 t。全長 174 m、幅 28 m。2021年進水、同年4月就役予定。所有・運用はオランダを本拠とするNGO「マーシーシップス」。同船に次いで大きく、当組織の病院船として西アフリカで2007年から医療活動を続けてきたアフリカ・マーシー (MV Africa Mercy) に替わり、西アフリカにおける活動の主力船として投入される。
アメリカ海軍のマーシー級病院船（1986年就役）とは異なる。
- 軍に所属する世界最大の病院船 → マーシー級病院船
- 病院船として機能することにおいて世界最大の戦闘艦 → ミストラル級強襲揚陸艦 (Mistral-class amphibious assault ship)  

病床数 46、追加可能病床数 50、集中治療室数 6、集中治療室ベッド数 14、ほか。エシュロン レベル3 支援。フランス海軍所属。2006年就役。現役。

### 性能
ここでは、"船体の物理的規模とは別の性能や記録、その他の特徴"を基準に、世界最大と認められる船舶について解説する。
- 史上最速の船 → スピリット・オブ・オーストラリア（英語版） (Spirit of Australia)  [129] ■右に画像あり

ジェットエンジンを搭載した木製のモーターボートであり、オーストラリアのケン・ウォービーがこの船で1978年10月8日に水上速度記録 (water speed record) を樹立した。記録は、相反する方向へ1回ずつ船を走らせてその平均速度を求めるもので、樹立された記録は 317.596 mph（約511.121 km/h）。場所はニューサウスウェールズ州にあるブロワリングダム。
なお、「水上速度記録」への挑戦は元から生還率の低い無謀な取り組みであったが、ジェットエンジンが使用されるようになった1950年代以降は一段とひどい状況になった。平均時速300mphを超えるスピードを出した幾人もの挑戦者のうちで生還できたのはウォービーのみである。
当然、こういった特殊な船は通常の船（乗員が普通に生還できる船）とは区別する。
- 速力が史上最大の通常船舶 → 未確認
- 史上最速のヨット → アッザム（2013年） [112]

最高速力 31.50 kn もしくは 37 mph 。
- 史上最速の戦艦 (Fastest battleship in history) → アイオワ級戦艦 (Iowa-class battleship)

最高速度［非軽荷時］33 kn（=約61.12 km/h。※常に比較される大和型戦艦は［海上公試］27 kn; =約50.00 km/h。日本最速の高速戦艦として知られる金剛型戦艦は［海上公試］30 kn; =約55.56 km/h）開発・運用：アメリカ。
- 史上最速の海軍コルベット (Fastest naval corvette in history) → シェル級ミサイル艇 (Skjold-class corvette)  ■右に画像あり

最高速度［海上公試］57.1 kn（=約105.75 km/h）、［海況: sea state 1］60 kn（=約111.12 km/h）、［海況: sea state 3］45 kn（=約83.34 km/h）、［海況: sea state 5］25 kn（=約46.30 km/h）。ノルウェー海軍のミサイル艇。1998年進水（1番艦）、1999年就役（1番艦）。現役。
- 通常動力が史上最大の航空母艦 → キティホーク級航空母艦 (Kitty Hawk-class aircraft carrier)

280,000 hp。なお、最大満載排水量は 8万3,090 metric tons（8万1,780 L/T）。開発・運用：アメリカ。
- 世界最新鋭の音響測定艦 → ひびき型音響測定艦 びんご[130]

2025年進水。2026年就役予定。2025年6月時点。
- 史上最も深く潜った有人潜水艇 (Deepest diving manned deep-submergence vehicle in history) → DSV リミティング・ファクター (DSV Limiting Factor)  [131][132][133]

トリトン・サブマリンス社 (Triton Submarines) 製。2人乗り潜水艇。
地表の最深部であるチャレンジャー海淵の最深部に向けて、2019年8月24日から2020年6月26日にかけて8回降下したなかで（※2019年5月15日に新記録と報道されているので、新記録達成自体はそれ以前であり、ここに表したのは更新された時期と記録である。）、最大潜航深度 1万0,925 m（35,843 ft。標準偏差 4.1 m; 13 ft 5 in）を記録。偏差が最大であった場合でも深度は 1万0,920.9 mであり、下記のトリエステを記録を上回っている。これら一連の挑戦は、アメリカの探検家ヴィクター・ヴェスコヴォが主催するプロジェクト "Five Deeps Expedition（意訳例: 五大深海探検）" によって達成された。
なお、ヴェスコヴォは世界最高点（エベレスト山頂）と世界最低点（チャレンジャー海淵最深部）を制覇した最初の人物である。また、2020年6月12日の降下に同行したヴァネッサ・オブライエンは、同じ条件で最初の女性となった。
- cf. 2019年に記録が更新されるまで、史上最も深く潜った有人潜水艇であった潜水艇 → トリエステ (bathyscaphe Trieste) 

1960年にチャレンジャー海淵で最大潜航深度約1万0,911 mを記録。設計：オーギュスト・ピカール、建造：ドイツなど、運用：アメリカ。
ただし、チャレンジャー海淵の最深点の数値は従来の計測値より更に深かったことが2010年代になって判明しており、それに合わせて 1万0,911 mという数値は嵩上げされるべきかも知れないが、そういった情報は確認できない。リミティング・ファクターとは 10 mほどの差があり、首位が交代したことは確かである。
- 史上最も深く潜った1人乗りの潜水艇 → ディープシーチャレンジャー (Deepsea Challenger) 

2012年3月26日にチャレンジャー海淵で最大潜航深度 1万0,898.4 m 改め 1万0,925 mを記録。乗員は映画監督としても有名なジェームズ・キャメロン。
- cf. 世界一深く潜った無人深海探査機 → かいこう (Kaikō ROV) 

1995年3月24日、チャレンジャー海淵で最大潜航深度 1万0,911.4 mを記録。海洋科学技術センター（JAMSTEC。現・海洋研究開発機構）が開発・運用した日本の無人潜水機。
- 五大深海を制覇した潜水艇 → DSV リミティング・ファクター [131]

五大洋（太平洋、大西洋、インド洋、南氷洋、北氷洋）それぞれの最も深い所「五大深海 (The Five Deeps)」を全て潜った、世界で唯一の潜水艇。チャレンジャー海淵に潜った2019年5月をもって記録を達成した。アメリカの探検家ヴェスコヴォが主催したプロジェクト "Five Deeps Expedition" の成果であった。また、この偉業によってヴィクター・ヴェスコヴォは「七大陸最高峰と五大深海を制覇した世界で唯一の人物」となった。
- 潜航能力が史上最高の潜水艦 → K-278 コムソモレツ (Soviet submarine K-278 Komsomolets)  [134]

1985年に潜航深度 1,027 mを記録。ソビエト海軍の攻撃型原子力潜水艦であり、大深度潜航実験用の特殊な潜水艦である「685型」の1番艦。1985年の記録は現在もなお潜水艦の世界記録である。
- 潜航能力の公称が史上最高の潜水艦（カタログスペック上の潜航能力が史上最高の潜水艦） → シーウルフ級原子力潜水艦 (Seawolf-class submarine)  [134]

最大潜航深度 約500 m。アメリカ海軍の攻撃型原子力潜水艦。建造期間：1989年 - 2004年、就役期間：1997年 - 現役。
なお、武器輸出三原則に基づいて潜水艦を商品化しない日本は潜航能力も公開しないため、日本の最新型がシーウルフ級の能力を上回っていたとしても表には出てこない。しかし、軍事評論家などが推定することは可能で、最新のそうりゅう型潜水艦「おうりゅう」や竣工間近のたいげい型はシーウルフ級と同等か上回っている可能性があるという。兵装以外で潜水艦の性能として重要なのは、速力・航続距離・静音性・潜航力・水中持続力、その他様々にあるが、おおかたはまともには公表されない。
- 潜航能力が史上最高（あるいは世界最高）の深海救難艇 → 未特定

有力候補は、アメリカ海軍のDSRV-1 ミスティック (DSRV-1 Mystic) （※現在稼働中）とDSRV-2 アヴァロン (DSRV-2 Avalon) （※現在非稼働）で、いずれも最大潜航深度は 5,000 ft（約1,524 m）。

## 航空機
ここでは、航空機（人が乗って大気圏内を航行する機器のうち、地面や水面との反発を利用して少しだけ飛び上がる機器、および、宇宙を主な活動域とする乗り物を除いたもの） の世界一について解説する。なお、飛行機型の無人飛行機器、および、ミサイルは、乗り物（人が乗って移動する物）ではないので含まれない。

### 大きさ
- 史上最大の航空機

- 浮力（静的揚力）が史上最大の航空機 → ヒンデンブルク級飛行船 (Hindenburg-class airship) 

最大吊荷重量 232.000 t。LZ 129 ヒンデンブルクを1番船（右図の色分けでは■）とする飛行船。非現存。
- 揚力（動的揚力）が史上最大の航空機 → An-225 ムリーヤ (Antonov An-225 Mriya) 

最大離陸重量 640.000 tの飛行機。現役。右図の色分けでは■。
なお、第2位以下は、スケールド・コンポジッツ ストラトローンチ（約589.670 t）、エアバスA380-800 (575.000 t)、（※航空機と見做した場合）KM (544.000 t) と続く。
- 史上最も重い航空機 → An-225 ムリーヤ

最大離陸重量 640.000 tの飛行機。「現役」を条件にしても同じ。
これ以外にも、2004年に国際航空連盟は An-225 について240の記録をギネス世界記録に申請した。
- 史上最も重い重航空機 → 上に同じ

「現役」を条件にしても同じ。
- 史上最も重い軽航空機 → ヒンデンブルク級飛行船

空虚重量 130.000 t、最大燃料容量 65.000 t。
- 世界で最も重い、現役の軽航空機 → ツェッペリンNT (Zeppelin NT) 

空虚重量：未確認（"総重量"：10.690 t）、最大燃料容量：未確認。
- 史上最長の航空機 → ヒンデンブルク級飛行船

全長 245 m。
なお、直径は 41.2 m、全高は不明（直径よりわずかに数値が大きい）。
- 世界最長の、現役の航空機 → An-225 ムリーヤ

全長 84.0 m。
なお、第2位以下は、ボーイング777-9（約76.73 m。2020年初飛行）、ボーイング747-8（約76.25 m。2010年初飛行。右図の色分けでは■）、ツェッペリンNT（75.00 m。1997年初飛行）、エアバスA380-800（73.00 m。2007年初飛行。右図の色分けでは■）、スケールド・コンポジッツ ストラトローンチ（約72.54 m。2019年初飛行）と続く（※右図にはこの点で誤りが含まれている。特に、エアバスA380-800とストラトローンチは数値の誤りから順位が入れ替わってしまっている。）。
- 史上最も幅の広い航空機 → スケールド・コンポジッツ ストラトローンチ (Scaled Composites Stratolaunch) 

機体名：ストラトローンチ、開発コード名：モデル351、愛称：ロック、通称：モデル351 ロック (Model 351 Roc)。
全幅（翼幅）385 ft（=約117.35 m）の飛行機。空中発射ロケットの母機として開発された双胴機である。右図の色分けでは■。スケールド・コンポジッツが完成させた機体は2017年5月31日に初公開され、2019年4月13日に初飛行を果たした。これにより、71年間に亘って第1位を守ってきた下記の飛行機 (H-4) は第2位となった。
ただし、宇宙開発事業の中心人物は初飛行を見届けることなく故人となっており、初飛行の翌月に事業は終了を宣言されている。したがって、機体は現存するも現役とは言い難い状況に置かれてしまっている。
なお、他の諸元は、空虚重量 500,000 lb（=約226.796 t）。燃料を満載した宇宙ロケット（空中発射ロケット）を吊り下げた状態で機体重量は 1,200,000 ib（=約544.31 t）超。最大離陸重量 1,300,000 lb（=約589.670 t）。全長 238 ft（=約72.54 m）、全高 50 ft（=約15.24 m）。
- ヒューズ H-4 ハーキュリーズ "スプルース・グース" (Hughes H-4 Hercules) 

全幅（翼幅）97.51 mの飛行艇。右図の色分けでは■。
なお、全長は 66.65 m、全高は 24.18 m。初飛行は1947年。
- 史上最も背の高い航空機 → ヒンデンブルク級飛行船

LZ 129 ヒンデンブルクを1番船とする飛行船。数値は確認できないものの、ヒンデンブルク級飛行船の直径は 41.2 mあり、尾翼の上下幅は直径よりわずかに大きい程度である。つまり、直径の時点で飛行機は比較対象にならない。右図でも明らかなように、ヒンデンブルク号の全高は史上最大級の飛行機の全高の倍近くもある。なお、背の高い航空機として自由飛行式有人気球を無視するわけに行かないものの、飛行船や飛行機に比べて遥かに小さな航空機である。
- 世界で最も背の高い、現役の航空機 → エアバスA380-800

全高（テール高）24.18 mの飛行機。
- 史上最も嵩高い航空機 → ヒンデンブルク級飛行船

ガス容量 200,000 m3。LZ 129 ヒンデンブルクを1番船とする飛行船。非現存。
- 世界一嵩高い、現役の航空機 → ツェッペリンNT

ガス容量 8,225 m3。
- 史上最大の輸送用航空機 → An-225 ムリーヤ

完成機体1機、未完成のモスボール保存機体1機の、合計2機しか存在せず、運用実績も多くはないが、実用されている飛行機。
- 史上最大の量産型輸送用航空機 → An-124 ルスラーン (Antonov An-124 Ruslan) 

実用機とは言え1機しか完成機体がないAn-225と違って、An-124は量産されており、また、常時運用されている飛行機である。条件に「現存」「現役」を追加しても同じ。
- 史上最大の超音速輸送機 → Tu-144（ツポレフ144）

空虚重量 91.800 t、最大離陸重量 195.000 t。ジェット飛行機、ジェット旅客機。
常に比較されるコンコルドは、空虚重量不明、最大離陸重量 186.070 t。なお、この分野で実用化されたのはTu-144とコンコルドのみで、いずれも既に運用は終了している（機体は現存）。つまり、この分野において現役の航空機は存在しない。
- 史上最大の旅客用航空機 → ボーイング777-9  (Boeing 777-9) 

最大空虚重量 362,000 lb（=約164.200 t）、運用時空虚重量 415,000 lb（=約188.241 t）、最大離陸重量 775,000 lb（=約351.534 t）。全長 251 ft 9 in（=約76.73 m）。翼幅（展開時）235 ft 5 in（=約71.76 m）。全高（テール高）64 ft 6 in（=約19.66 m）。2020年初飛行。
- 乗客定員数が史上最多の航空機（キャパシティが史上最大の航空機） → エアバスA380-800 (Airbus A380-800)

2005年初飛行の飛行機で、旅客機。右図の色分けでは■。
ティピカル：525人（条件：ファースト・ビジネス・エコノミーの3クラスを混在させた、想定上の数字）。
マックス：853人（条件：全席をエコノミークラスのみに設定した、想定上の数字）。
- 世界最大の空中給油機 (Lorgest tanker aircraft in the world) → マクドネル・ダグラス KC-10 エクステンダー (McDonnell Douglas KC-10 Extender)

KC-10Aの諸元で、空虚重量 241,027 lb（=約109.328 t）、最大離陸重量 590,000 lb（=約267.620 t）、最大燃料積載量 365,000 lb（=約165.561 t）。航続距離 4,400 mi（=約7,081.114 km）。全長 181 ft 7 in（=約55.35 m）、全幅 165 ft 4.5 in（=約50.41 m）、全高 58 ft 1 in（=約17.70 m）。アメリカ空軍の空中給油機で輸送機。1980年初飛行、1981年就役。現役。
なお、全長だけならエアバス A330 MRTT (58.80 m) のほうが長い。
- 世界最大の対潜哨戒機 (Lorgest maritime patrol aircraft in the world) → ロッキード P-3 オライオン (Lockheed P-3 Orion)

空虚重量 61,491 lb（=約27.892 t）、最大離陸重量［通常時］135,000 lb（=約61.235 t）［非常時］142,000 lb（=約64.410 t）。航続距離 5,560 mi（=約8,947.953 km）。最高速度 411 kn（=約761.172 km/h）、巡航速度 328 kn（=約607.456 km/h）、哨戒速度 206 kn（=約381.512 km/h）、失速速度（フラップ：昇/降）133 kn / 112 kn（=約246.316 km/h / 約207.424 km/h）。全長 116 ft 10 in（=約35.61 m）、全幅 99 ft 8 in（=約30.38 m）、全高 33 ft 8.5 in（=約10.27 m）。アメリカ空軍などが運用する対潜哨戒機。1958年初飛行、1962年就役。現役。

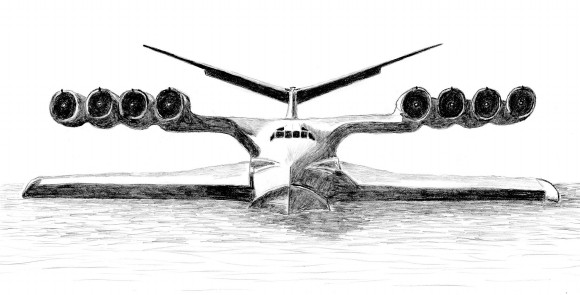
KM（イラスト）

- 史上最長の地面効果翼機 → KM (KM; Korabl Maket) ■右に画像あり

地面効果翼機を航空機に分類した場合。
ソビエト連邦で開発されていた地面効果翼機であるエクラノプランの中でも最大クラスである「ルン級エクラノプラン」を、アメリカ合衆国の諜報機関では「カズピ海の怪物  (Caspian Sea Monster) 」と呼んでいた。"Ship-prototype"「プロトタイプ艦」を意味する機体名 "Корабль-макет（ラテン翻字: Korabl Maket、日本語音写例: コラブリ・マケット）" の略号 "KM"(cf. en) で呼ばれる1機は、ルン級エクラノプラン最大の機体で、1966年に初飛行している。ソ連が崩壊した後は長らく放置されていたが、2020年になって公開された。
全長 92.00 mで、最大時には 100 mを超えた。全長では「世界最長の、現役の航空機」で「史上最長の飛行機」でもあるAn-225 ムリーヤの84.0メートルを大きく上回っている。

### 速度
総合
- 史上最速の有人航空機 → X-15A-2 (North American X-15A-2)  ■右に画像あり

最高速度 4,520 mph（=約7,274.24 km/h、約5.89 M）。ノースアメリカン社が高高度極超音速実験機として開発したロケット飛行機（ロケットプレーン）。1959年初飛行、1968年退役。
- cf. 史上最速の無人航空機 → X-43A (NASA X-43A) 

最高速度 M 9.8 (10,655.3 km/h; 6,620.9 mph)（※以上、公表どおり）。NASAが開発した、スクラムジェットエンジン搭載の無人試験機。2001年初飛行、2004年退役。
- 史上最速の実用有人航空機 → ロッキード SR-71A ブラックバード (Lockheed SR-71 Blackbird)  ■右に画像あり

高空（80,000 ft; 約24,000 m）での最高速度 M 3.32 (1,910 kn; 2,200 mph; 3,540 km/h) （※公表どおり）。ロッキード社が開発してアメリカ空軍で採用された超音速・高高度戦略偵察機。ジェット機（ジェット飛行機）。1964年初飛行、1966年運用開始。1999年退役。
- 世界最速の現役の有人航空機 → 未特定

- cf. 世界最速の現役の無人航空機 → 未特定

- 世界最速の現役の実用有人航空機 → 未特定

構造別
- 史上最速のロケット航空機（ロケットプレーン）→ X-15A-2

最高速度 4,520 mph（=約7,274.24 km/h、約5.89 M）。ロケット飛行機。

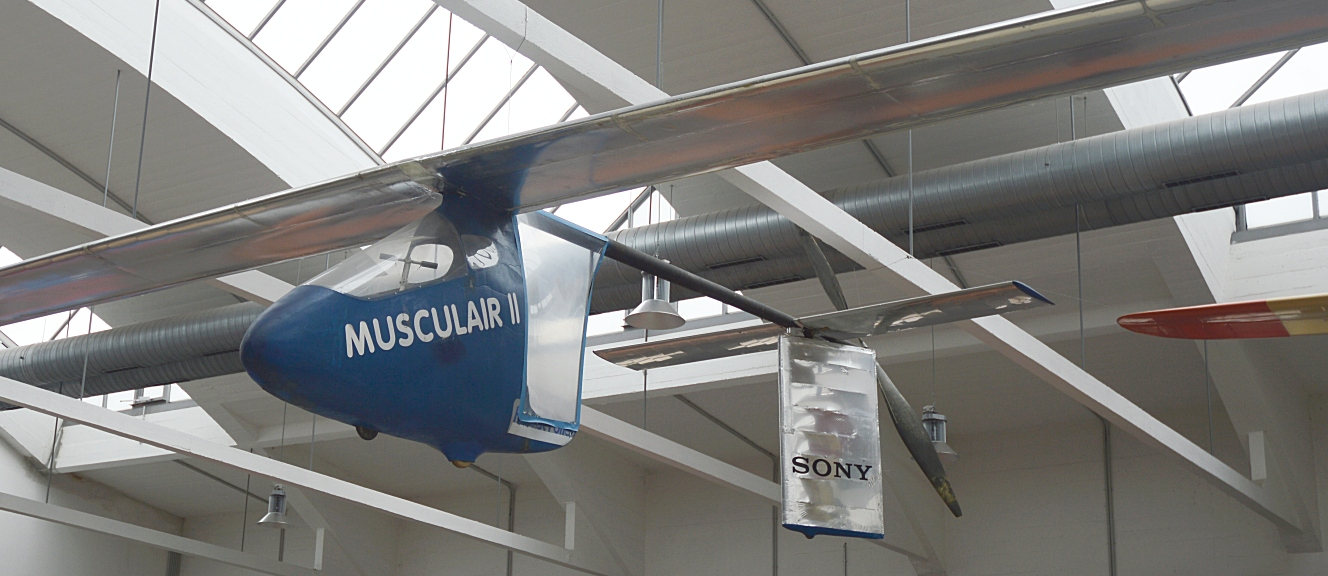
マスキュレアー2

- 史上最速のジェット機（ジェットエンジン航空機） → ロッキード SR-71A ブラックバード

高空（80,000 ft; 約24,000 m）での最高速度 M 3.32。ジェット機（ジェット飛行機）。
- 世界最低速のジェット機 → PZL M-15 ベルフェゴル (PZL M-15 Belphegor)   ■右に画像あり

最高速度 200 km/h、巡航速度 140–165 ㎞/h、失速速度 110 km/h。ポーランドで開発された農業用飛行機で、極めて珍しい複葉のジェット機。ターボファン方式のジェットエンジンを搭載していながら最大発揮速度は異例の低速であり、開発当時から「世界最低速のジェット機」「世界で最も重い複葉機」などと揶揄され、実際そのとおりであった。加えて、最大航続距離はわずか 215海里（約400 km）という酷いもので、おまけに、ジェットエンジン特有の爆音という欠点は普通に備えつつも、信頼性のほうは極めて低く、故障が多発したため、評判はすこぶる悪かった。また、あまりにも奇妙な機体構造のゆえに、航空ファンの間で「世界で最も醜い飛行機」が話題になる時、候補として当機の名を挙げないことは考えられない。1973年初飛行、1976年運用開始。1983年退役。
- 史上最速のプロペラ機 → Tu-95（ツポレフ95） (Tupolev Tu-95)  ■右に画像あり

Tu-95MSの諸元として、最高速度 925 km/h。
- 史上最速のレシプロ航空機 → ブードゥー（英語版） (North American P-51 Mustang "Voodoo")  [138][139][140] ■右に画像あり

最高速度 554.69 mph（=約892.69 km/h）、平均速度 531.53 mph（約855.41 km/h）。P-51D-25-NA マスタング (North American P-51D-25-NA Mustang) の改造機（改造飛行機）「ブードゥー」が2017年9月2日に記録した。
- 垂直降下時に最速を記録したレシプロ航空機 → グリフォン スピットファイア PR Mk.XIX (Supermarine Spitfire Griffon-powered Mk XIX) 

最高速度 M 0.96 (1,110.447 km/h)。1952年2月5日、偵察飛行中の緊急垂直降下時に記録した。
- 史上最速の純粋な電動航空機 (Fastest electric-powered-only aircraft in history) → エクストラ EA-330LE (Extra 330LE)  [141][142]

3 kmに亘って最高速度 342.86 km/hを記録。ドイツのエクストラ社が開発した曲技飛行用単葉飛行機「エクストラ EA-300」シリーズの派生型の一つとして2017年に製作された実験機で、記録はその年に樹立され、国際航空連盟 (FAI) に認定された。モーターは出力 261 kWのシーメンス社製「SP260D」 (en) を搭載。
- 史上最速の人力航空機 (Fastest human-powered aircraft in history) → マスキュレアー2 (Musculair 2)  [143] ■右に画像あり

平均速度 44.32 km/h（1,500 mの閉回路飛行時）。パイロットの力のみで離陸し、総延長距離 1,500 mの閉回路の三角周回コースを飛行して所要時間の短さを競う「クレーマー・速度世界記録賞」の獲得を目指して開発された人力飛行機「マスキュレアー2」により、1985年10月2日、ドイツ人男性ホルガー・ローヘルト（Holger Rochelt）が樹立した。機体は現存。その後、競技は行われなくなり、この分野の記録挑戦イベントは開催されていない（2020年時点）。
- 史上最速のティルトローター機 (Fastest tiltrotor aircraft in history) → EWR VJ 101 (EWR VJ 101)

最高速度 M 1.08（=約1,333.58 km/h）。西ドイツが開発した実験機。1967年初飛行。試作のみ。
- 史上最速の実用ティルトローター機 → V-22 オスプレイ (Bell Boeing V-22 Osprey) 

最高速度 275 kn（=約509.30 km/h; 約316.46 mph）、高空（15,000 ft; 約4.572 m）での最高速度 305 kn（=約564.86 km/h; 約350.99 mph) 。巡航速度 110 kn（=約203.72 km/h; 約126.59 mph）。アメリカのベル・ヘリコプター社とボーイング・バートル社（現ボーイング・ロータークラフト・システムズ）が共同開発した。1989年初飛行。2007年運用開始。現役。
用途別
- 史上最速の戦闘機（戦闘用航空機）(Fastest fighter aircraft in history) → ロッキード YF-12 (Lockheed YF-12)  ■右に画像あり

高空（80,000 ft; 約24,000 m）での最高速度 M 3.35 (1,890 kn; 2,275 mph; 3,500 km/h) （※公表どおり）。ロッキード社がアメリカ空軍向けに開発した試作迎撃戦闘機。1962年初飛行。実用実績なし。
- 史上最速の実用戦闘機 → MiG-25 (Mikoyan-Gurevich MiG-25)  ■右に画像あり

最高速度は、公称 M 2.83（=約3,494.484 km/h）。イスラエルの実測では M 3.20（=約3,951.36 km/h; ※原文では 3,490 km/h）、中東方面の実測では M 3.4（=約4,198.32 km/h）。1964年初飛行、1970年運用開始。現役。第3世代ジェット戦闘機の中でも特に速いとされている機種の一つであり、イスラエルなどのレーダーが捕捉した最高速度に基づいて「史上最速の戦闘機」とされている。
なお、派生型の一つであるMiG-25PUは「史上最も高く飛べる実戦軍用機」とされる航空機の一つである。
- 世界最速の現役の実用戦闘機 → 上に同じ

- 史上最速の偵察機（偵察用航空機）(Fastest reconnaissance aircraft in history) → ロッキード SR-71A ブラックバード

高空（80,000 ft; 約24,000 m）での最高速度 M 3.32。ジェット機（ジェット飛行機）。
- 世界最速の現役の偵察機 → ロッキード U-2S (Lockheed U-2S)  ■右に画像あり

高空（72,000 ft; 約22,000 m）での最高速度 M 0.715 (412 kn; 470 mph; 760 km/h) （※公表どおり）。ロッキード社が開発してアメリカ空軍で採用されている偵察機であるU-2の改良型。ジェット機（ジェット飛行機）。U-2は1955年初飛行、1957年初配備。U-2Sの初配備は1990年代後半。
- 史上最速の爆撃機（爆撃用航空機）(Fastest bomber in history) → ノースアメリカン XB-70 ヴァルキリー (North American XB-70 Valkyrie)  ■右に画像あり

最高速度 M 3.1 (1,787 kn; 2,056 mph; 3,310 km/h)、巡航速度 1,738 kn (2,000 mph; 3,219 km/h)（※以上、公表どおり）。ノースアメリカン社がアメリカ空軍の試作戦略爆撃機として開発し、2機のみ試作したものの、不採用となり、NASAに譲渡された。つまり、爆撃機として完成したが、実用機にはなっていない。1964年初飛行、1969年退役。
- 史上最速の輸送機（輸送用航空機）(Fastest transport aircraft in history) → Tu-144（ツポレフ144） (Tupolev Tu-144)  ■右に画像あり

最高速度 M 2.35（=約2,878.85 km/h）、巡航速度 M 2.17（=約2,679.52 km/h）の超音速輸送機で、ジェット旅客機。1968年初飛行。1999年退役。なお、常に比較されるコンコルドは、最高速度 M 2.23（=約2,753.60 km/h）、巡航速度 M 2.04（=約2,518.99 km/h）。
- 世界最速の現役の輸送機 → 未特定
- 史上最速の民間用輸送機（民間輸送用航空機）→ Tu-144（ツポレフ144）

- 史上最速の旅客機（旅客用航空機）(Fastest Airliner in history) → Tu-144（ツポレフ144）

- 史上最速の軍用輸送機（軍用航空機）(Fastest military transport aircraft in history) → 未特定

- 世界最速の現役の軍用輸送機 → 川崎 C-2 (Kawasaki C-2) 

高空 (12,200 m) での最高速度 M 0.82 (917 km/h)、巡航速度 M 0.8 (890 km/h)。

### 高度
- 絶対高度記録をもつ有人航空機（史上最も高く飛んだ有人航空機）→ X-15A-2

上昇限度 海抜 107.960 km。この高度は熱圏の低層に属する。
- 史上最も高く飛べる実戦軍用機 (Highest-flying combat aircraft in history) → 2例あり、特定できない。

- MiG-25PU (Mikoyan-Gurevich MiG-25PU)  ■右に画像あり

実用上昇限度 (service ceiling) 海抜 80,000 ft以上（=約24.38 km以上）。1994年に記録。なお、その高度での最高速度は M 3.2（=約3,951.36 km/h）であるという。ソビエト連邦のミグ設計局が戦闘機として開発したMiG-25は幅広い派生型が運用された。MiG-25PUは複座練習機型である。現役。
なお、MiG-25は「史上最速の実用戦闘機」でもある。
- MiG-31E (Mikoyan MiG-31E)   ■右に画像あり

実用上昇限度 (service ceiling) 海抜［資料1,2］20.600 km［資料3］70,000 ft（=約21.336 km）［資料4］25 km。以上のように、数値は資料によってブレがある。また、いつ達成されたかについて記述している資料は確認できない（※記事は2010年代後半以降に書かれている）。高度が 20.6 kmであれば成層圏の低層、25 kmであれば中層に属する。ソビエト連邦のミグ設計局が開発した要撃機（迎撃戦闘機）。1975年初飛行、1982年就役。ロシアとカザフスタンで現役。

### 距離
- 航空機による史上最長のフライト (Longest distance aircraft flight in history)

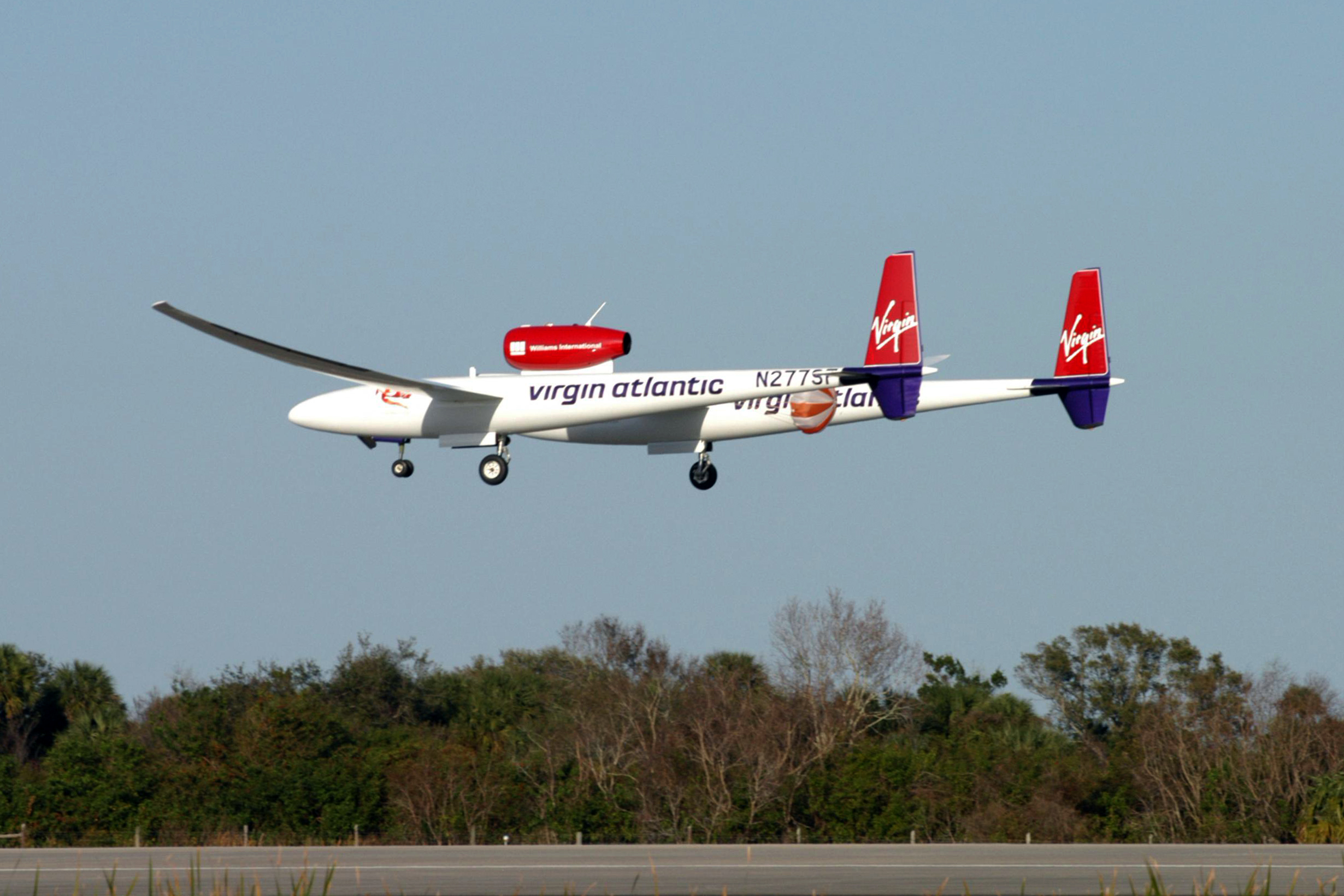
グローバルフライヤー

→ スケールド・コンポジッツ モデル311 ヴァージン・アトランティック グローバルフライヤー（2006年） (Scaled Composites Model 311 Virgin Atlantic GlobalFlyer (2006))  ■右に画像あり
スティーヴ・フォセットが操縦する実験用飛行機であり、2006年2月11日に記録された。FAI（国際航空連盟）に認定された記録の数値は資料ごとに異なっており、特定が困難になっている。
［資料1］航続距離 25,766 mi（=約41,466.358 km）
［資料2］航続距離 27,000 mi（=約43,452.288 km）（※"The Guardian.com" に基づく）
［資料3］航続距離 42,420 km (26,366 mi)（※資料の原文準拠。"BBC News Online" に基づく。）
［資料4］航続距離 42,469.5 km（※出典不明）
それまではフォセット自身が前年に樹立した気球による記録 25,360 mi（=約40,812.964 km）が最長であった。また、飛行機による最長もフォセット自身が2006年3月17日に樹立した［資料A］25,262 mi (40,655 km)［資料B］24,987 mi（=約40,212.679 km）であった。
- 航続距離が世界最長の量産航空機 → ボーイング777-200LR (Boeing 777-200LR)  ■右に画像あり

東回りでの香港 - ロンドン間 21,600 km（約11,663 mi）を飛行した実績を持つ。
なお、同機と777-300ER、777貨物型に搭載されているGE90-115Bエンジンは、現用（時点）旅客機のターボファンエンジンで世界一強力なエンジンである（115,300 lbf: 513 kN）。
- パイロットの力のみで離陸して、世界で最も遠くまで飛んだ人力航空機 → ダイダロス88 (MIT Daedalus 88)  [143] ■右に画像あり

人力飛行機。1988年4月23日、カネロス・カネロプーロスの搭乗により、115.11 kmを記録。
この時の飛行で下記の記録も同時に樹立している。
- パイロットの力のみで離陸して、世界で最も長く飛び続けた人力航空機 → 上に同じ [143]

飛行時間 3時間54分59秒。

### 生産
- 生産数史上最多の航空機 → セスナ 172（現・セスナ スカイホーク） (Cessna Skyhawk)

44,000機以上（2018年時点）。1955年初飛行、1956年生産開始・運用開始。現役。
- 生産数史上最多の旅客用航空機（旅客機） → ダグラス DC-3 (Douglas DC-3) 

1945年までに推定1万機以上。1935年初飛行、1936年運用開始。現役。
- 生産数史上最多の巨大航空機 → ボーイング747 (Boeing 747) 

1,556機（2020年6月時点）。旅客機。2023年に生産終了。現役。
- 生産数史上最多の軍用航空機（軍用機） → イリューシン Il-2 (Ilyushin Il-2) 

36,183機。1939年初飛行、1941年生産開始・運用開始。1954年退役。
- 生産数史上最多の巨大軍用航空機 → B-52 ストラトフォートレス (Boeing B-52 Stratofortress) 

744機。1952年初飛行、1955年運用開始。1962年に生産終了。現役。

### 経済

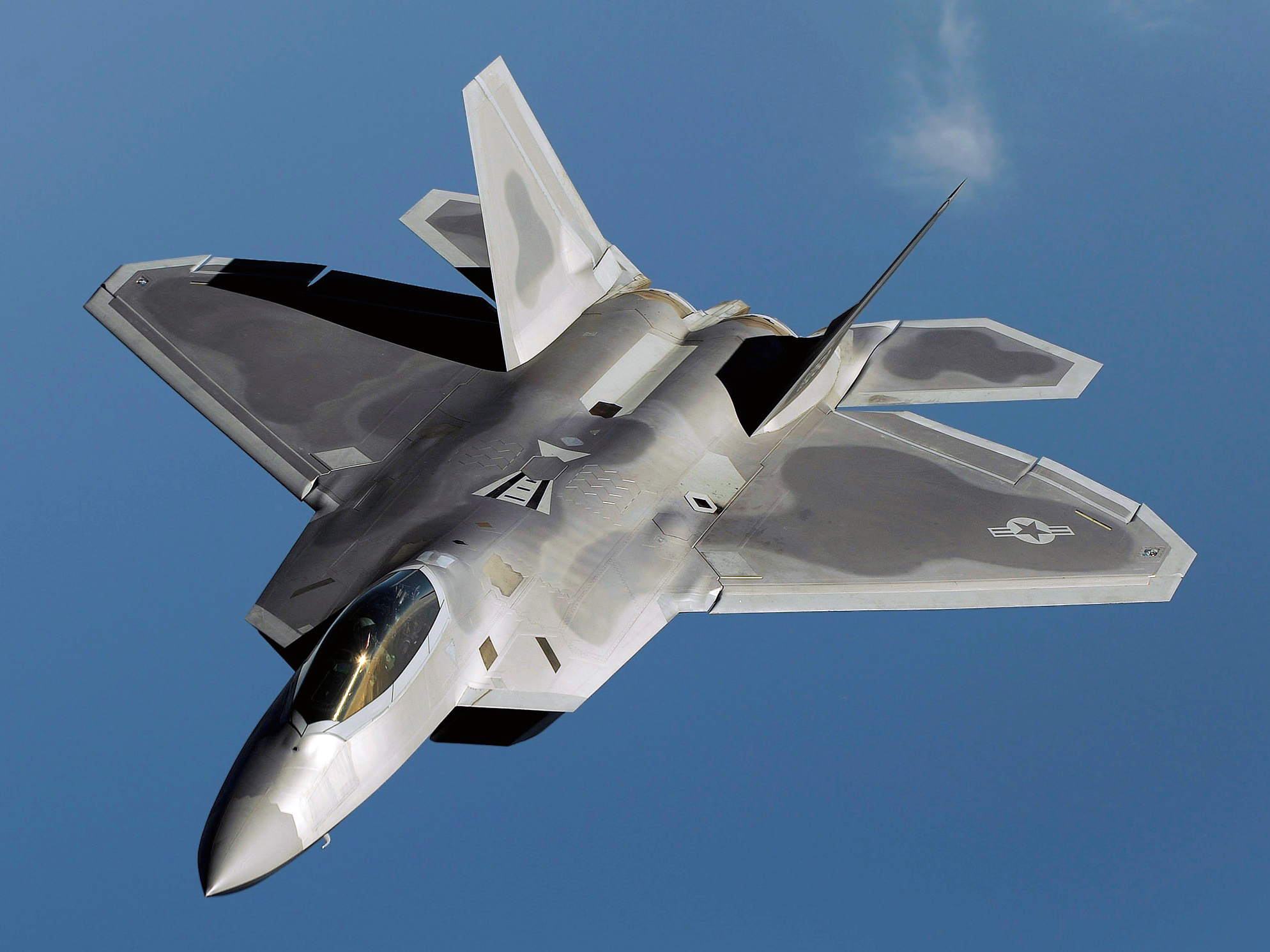
F-22 ラプター

- 史上最も高価な航空機 → ノースロップ・グラマン B-2 スピリット (Northrop Grumman B-2 Spirit)  [152][153] ■右に画像あり

1機20億USドル以上（1990年代後半時。1USドル100円として約2,000億円以上。）。「世界一高価な航空機」としてギネス世界記録にも認定されている。2020年代前半時点での計算では、1機24億USドル前後（1USドル100円として2400億円前後）。ノースロップ・グラマン社が開発したアメリカ空軍のステルス戦略爆撃機。1989年初飛行、1997年運用開始。現役。
- 世界一高価な軍用機（軍用航空機）→ 上に同じ

- 世界一高価な爆撃機（爆撃用航空機）→ 上に同じ
- 世界一高価な戦闘機（空対空戦闘用航空機）→ ロッキード・マーティン F-22 ラプター (Lockheed Martin F-22 Raptor)   ■右に画像あり

1機1.5億USドル（2020年時。1USドル100円として約150億円。）。ロッキード・マーティン社とボーイング社が共同開発したステルス戦闘機。制空戦闘機。1990年初飛行、2005年運用開始。現役。
- 史上最も高価な政府専用機（政府専用航空機）になることが確定している航空機 → 2024年導入予定のエアフォースワン（※機種名は未定）[153]

開発費用が巨額すぎると批判されることもあるエアフォースワン（アメリカ空軍のアメリカ大統領専用機）は、ボーイング747-8の改造機として次世代機を開発中であるが、3機体制での運用開始が2024年に予定されている。3機のうちの2機は、ボーイング社が保管していた民間航空機向けの747-8を改修することで、機体を新規製造するよりも10億USドル以上安く調達できたという。安く上がったというその額は、2機で39億USドル（1USドル100円として約3,900億円。2021年1月の為替レートでは約4,049億円）也。つまり、安く調達できていなかった場合には、同時代に1機24億USドル前後するという B-2 スピリットを抜いていたわけで、倹約策を執っていたドナルド・トランプ大統領が退任した今、3機目がいくらになるのか見当が付かない。
- 史上最も酷い無駄遣いに終わった航空機 → ロッキード・マーティン VH-71 ケストレル (Lockheed Martin VH-71 Kestrel)  ■右に画像あり

1機あたり約4億8,888万USドル（1USドル100円として約3,500億円）。マリーンワン（アメリカ海兵隊のアメリカ大統領専用機）として開発されたヘリコプターであるが、余りにも高価になりすぎたため、アメリカ海軍は2009年6月に開発を中止した。しかし既に9機が完成しており、投資額は44億USドルに上っていた。1機あたり5億USドル近い巨額を投じて完成に漕ぎ着けたわけであるが、それにもかかわらず、配備されることも無く、カナダが捜索救助ヘリコプターCH-149 コルモラントのスペアパーツを取るための機体として全機まとめてたったの1億6400万USドルで引き取っていった。したがって、1機も現存していない。
- 史上最も高価な回転翼機 → ロッキード・マーティン VH-71 ケストレル

### 評価
- "現役最年長"の航空機（最も長く現役でいる航空機）(Oldest active aircraft in the world)  → アントノフ An-2 (Antonov An-2)  ■右に画像あり（2点）

第二次世界大戦後の1947年にソビエト連邦のアントーノフ設計局（現在のウクライナのANTK アントーノウの前身機関）で開発された複葉機。
1947年8月31日初飛行、同年初就役で、2021年現在も世界各地で官民ともに様々な形で運用中。2025年06月29日現在の現役継続年数はおおよそ77年。
なお、次に古いのはアメリカ空軍の戦略爆撃機であるボーイング B-52 ストラトフォートレス (Boeing B-52 Stratofortress) で、1952年初飛行、1955年就役。2025年06月29日現在の現役継続年数はおおよそ70年。アメリカ国防総省は2019年度の予算要求で、老朽化したB-52のエンジンを新型に換装する予算を計上し、これにより、B-52は2050年まで運用が続けられる見通しとなった。その頃には当機は勤続95年ということになる。
- 史上最醜の航空機（史上最も醜い航空機） → そのように呼ばれているものが2例ある。

- フェアリー ガネット (Fairey Gannet)  
- PZL M-15 ベルフェゴル

### 設備

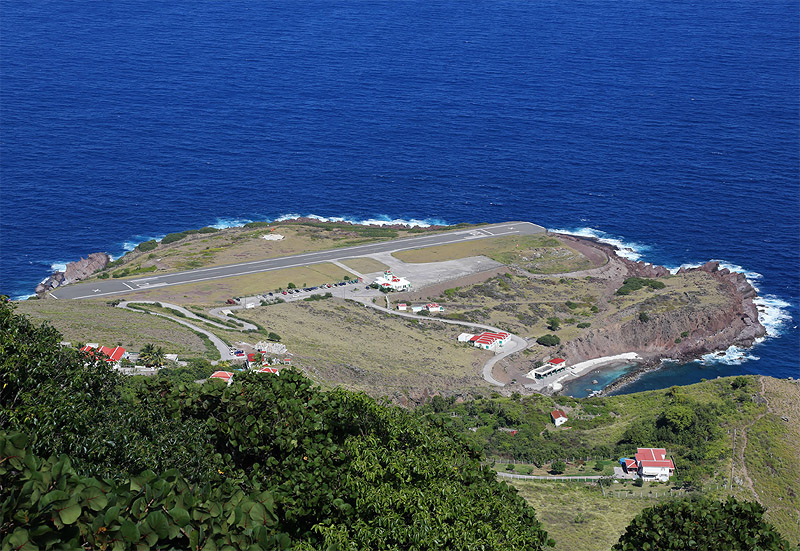
ファンチョ・E・ヨラウスクィン飛行場

- 世界最長の商用滑走路 - チャムド・バンダ空港（ 中国チベット自治区）の旧滑走路 [157]

全長 5,500 m。空港が海抜 4,334 mという高所にあり、エンジンの出力と揚力が低下するため、距離を長く取っておく必要がある。
- 世界最短の商用滑走路 - ファンチョ・E・ヨラウスクィン飛行場（ オランダ領サバ島）の滑走路  ■右に画像あり

全長については、［資料1］994 ft (303 m. ※原文ママ）、［資料2］1,000 ft（=約304.8 m）、［資料3］396 m、［資料4］400 m (1,312  ft)、［資料5］約400 mと、資料によってかなりの差異がある（最大 約97 m）。これらのうち、資料1のみがオランダ発信で、しかも実測に基づく地図の詳細情報であるため、抜群の信頼性があると判断する。■動画あり。
- 世界最高所の民間空港 (Highest airport in the world) - 稲城亜丁空港（ 中国四川省）

海抜 4,411 m。
なお、現在の第2位は海抜 4,334 mのチャムド・バンダ空港（※上述）である。また、海抜 4,436 mのナクチュ・ダグリン空港（ 中国チベット自治区ナクチュ市） が建設中で、完成すれば首位に立つとのことであったが、2015年になって、標高の高い空港の安全基準を再検討するために工事を2年間凍結するという旨の発表があった。その後、現在（2021年時点）に到るまで進展は見られない。
- 世界最大の航空用エンジン試験施設 (Largest aircraft engine testbed in the world) → テストベッド80 (Testbed 80) [162][163][164]（ イギリス）

ロールス・ロイス社の、航空用エンジン専用の実証テストベッド（実証試験施設）。イングランド中部の都市ダービーに所在する。
屋内面積 約7,500 m2。140,000 Lの燃料タンクを装備。最大推力 155 klbfのエンジンをテストする能力を有しており。この推力は、たった1基のエンジンでボーイング747を余裕で飛行させられるだけの大きさである。2021年1月14日、自社製エンジン「トレント XWB-97」を使って試運転を完了しており、年内に開設する予定。建設費用を含む当プロジェクトの投資額は完成までの約3年間で約9000万UKポンド（同年2月の為替レートで約130億2635万円）であった。ロールス・ロイス社は、この施設を使って低炭素社会に対応した航空用エンジンの開発を目指すという。

### 航空路線
- 世界最大の国内航空路線市場 →  アメリカ合衆国の国内航空路線市場 [167]

利用座席数は年間9億5,814.1万席で、全世界の国内線航空需要の29パーセントを占める（2018年、Anna.aero調べ）。第2位の  中国市場は6億8,507.7万席で、第1位との差は年によって詰まったり開いたりしている。
- 世界最大の国内航空路線 → 金浦国際空港（ 韓国）－ 済州国際空港（）[167]

利用座席数は年間860万3,513席（2018年、Anna.aero調べ）。
- 世界一乗客の多い航空路線 → 金浦国際空港（）－ 済州国際空港（）

年間約1,350万人（2018年、Routesonline調べ）、年間約1015万6,000人（2012年、アマデウスITグループ調べ）。
- 世界一乗客の多い国際航空路線 → 台湾桃園国際空港（ 台湾）－ 香港国際空港（ 香港）

年間約510万人。
- 世界一乗客の多い国内航空路線 → 「世界一乗客の多い航空路線」に同じ

- 総フライト数が世界最多の航空路線[170][171]（別表現: 世界一忙しい航空路線[170][171]; 英: busiest airline routes）

→ クアラルンプール国際空港（ マレーシア） －シンガポール・チャンギ国際空港（ シンガポール）
年間3万0,187便（2019年、OAG社調べ）。第2位は年間1万5,587便のジョン・F・ケネディ国際空港（）－サンフランシスコ国際空港（）で、第1位との開きは大きい。
- 総フライト数が世界最多の長距離航空路線（英: busiest long-haul airline routes）→「総フライト数が世界最多の航空路線」に同じ
- 総フライト数が世界最多の中距離航空路線（英: busiest medium-haul airline routes）→ 北京（ 中国）を発着地とする中国国内3路線のいずれか

2019年、OAG社調べ。
- 総フライト数が世界最多の短距離航空路線（英: busiest short-haul airline routes）→ 金浦国際空港（ 韓国）－ 済州国際空港（）

年間8万0,000便（2019年、OAG社調べ）。
- 世界最長の旅客定期便 → シンガポール・チャンギ国際空港（ シンガポール）－ ニューアーク・リバティー国際空港（）[172]

約9,000 mi（=約1万4,484 km）。所要時間は約19時間。

- 史上最長の旅客定期直行便 - 全日空とアエロメヒコ航空が各自運航する、成田国際空港（ 日本）－ メキシコシティ（ メキシコ）線 

約1万1270 km。両社ともにボーイング787-8を使用。ダイヤ上の飛行時間は、成田発の場合12時間強であるが、偏西風の向かい風となるメキシコシティ発は、約14時間30分にもなる。
- 世界最長の商業運航便 → ロンドン・ヒースロー空港（ イギリス）－ シドニー国際空港（ オーストラリア）[174]

距離1万8,001 km。所要時間は20時間9分5秒。
カンタス航空が、乗客数を16人に制限した特別仕様のボーイング747-400で、1989年8月17日に運航した。

- 史上最長の国内航空路線 - タヒチの航空会社エアタヒチヌイが2020年3月に運航した、パペーテ（ フランス領ポリネシア タヒチ島） － パリ（ フランス）線 [173]

1万5,715 kmの直行便。新型コロナウイルスの世界的流行を受けてアメリカ合衆国が入国規制を敷いたことにより、経由地のロサンゼルス空港に降りられなかった2020年3月に、図らずも記録更新となった。
- 世界最短の旅客定期便 → ウエストレイ空港（英語版）（）－ パパ・ウエストレイ空港（英語版）（）[175][176]

1.7 mi（=約2.74 km）。所要時間2分。ローガンエアーによる運行。

- 世界最短の国際旅客定期便 → クレイトン J. ロイド国際空港（英語版）（ アンギラ）－ プリンセス・ジュリアナ国際空港（ シント・マールテン）

10 mi（=約16.09 km）。アンギラ・エア・サービス による運行。

### 飛行機
ここでは、飛行機（自由飛行ができ、主翼が胴部に固定されている、重航空機）とグライダーの世界一について解説する。なお、「自由飛行できる」とは、飛行するのに係留されておらず、どこにでも移動できることで、係留航空機（凧、係留式の気球）と区別される。「主翼が胴部に固定されている航空機」とは「固定翼機（第1義）」のことであり、飛行機とグライダーが該当し、回転翼機（ヘリコプター、オートジャイロ）と区別される。重航空機とは、大気より重い自由飛行式航空機のことで、大気より軽い自由飛行式航空機である「軽航空機（気球、飛行船）」と区別される。

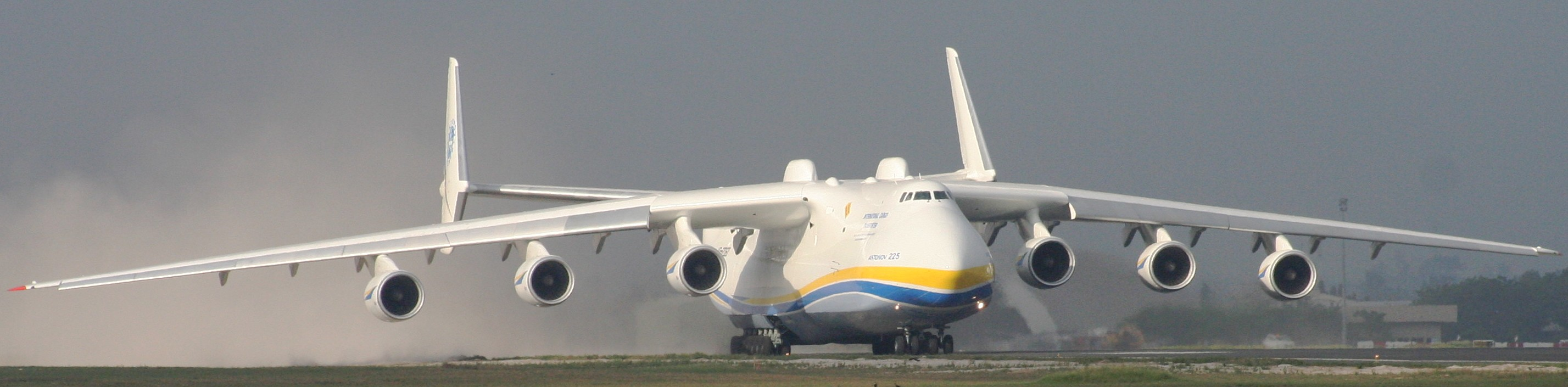
An-225 ムリーヤ

#### 大きさ
- 史上最も重い飛行機 → An-225 ムリーヤ  ■右に画像あり

最大離陸重量 640.000 t。
- 史上最長の飛行機 → An-225 ムリーヤ。全長 84.0 m。
- 史上最も背の高い飛行機 → ヒューズ H-4 ハーキュリーズ "スプルース・グース"、および、エアバスA380-800

いずれも全高（テール高）24.18 m。
- 世界で最も背の高い、現役の飛行機 → エアバスA380-800

- 史上最大の実用された輸送用飛行機 → An-225 ムリーヤ

1機しか存在せず、運用実績も少ないが、実用されている飛行機ではある。
- 史上最大の量産型輸送用飛行機 → An-124 ルスラーン

最大離陸重量 405.000 t。An-225と違って量産されており、常時運用されている飛行機。「現役」を条件にしても同じ。
- 史上最大の旅客用飛行機（旅客機） → ボーイング777-9

運用時空虚重量 415,000 lb（=約188.241 t）、最大離陸重量 775,000 lb（-約351.534 t）。全長 251 ft 9 in（=約76.73 m）。翼幅（展開時）235 ft 5 in（=約71.76 m）。
- 乗客定員が史上最多の飛行機 → エアバスA380-800
- 史上最大の双胴機 → スケールド・コンポジッツ ストラトローンチ（モデル351 ロック）

全幅（翼幅）385 ft（=約117.35 m）。「史上最も幅の広い航空機」でもある。
- 史上最大の飛行艇 → ヒューズ H-4 ハーキュリーズ "スプルース・グース"

全幅 97.51 m。全長 66.65 m、全高（テール高）24.18 m。
- 実用化された史上最大の飛行艇 → 二式飛行艇 （通称：二式大艇）

全幅 38.00 m、全長 28.13 m、全高（テール高）9.15 m。
- 史上最大のプライベートジェット (Largest private jet in history) → ガルフストリーム G650ER (Gulfstream G600ER)

空虚重量 48,200 lb（=約21.863 t）、最大離陸重量 103,600 lb（=約46.992 t）。最大積載量（最大ペイロード）6,500 lb（=約2.948 t）。全長 99 ft 9 in（=約30.40 m）、全幅 99 ft 7 in（=約30.35 m）、全高 25 ft 4 in（約304.00 m）。2014年初飛行・初就航。
cf. 比較対象として、ボンバルディア グローバル 6000 / 6500  (Bombardier Global 6000/6500) は、空虚重量 45,050 lb（=約20.434 t）、最大離陸重量 99,500 lb（=約45.132 t）。最大積載量（最大ペイロード）5,770 lb（=約2.617 t）。全長 99 ft 5 in（約30.30 m）、全幅 94 ft 0 in（=約28.65 m）、全高 25 ft 6 in（=約7.77 m）。
- 史上最小の有人ジェット機 → ビード BD-5J（英語版） (Bede BD-5J)  ■右に画像あり

全長 12 ft（約3.66 m）、翼幅 17 ft（=約5.18 m）、空虚重量 358.8 lb（=約162.75  kg）。アメリカの航空機設計者ジム・ビードが手掛けたホームビルト機の一機種 (en)。別名：ビード BD-5J マイクロジェット (Bede BD-5J Microjet)。2004年11月、ギネス世界記録に "the world's smallest jet" 名義で認定された。なお、最高速度は 300 mph（=約482.80 km/h）である。

#### 速度
- 史上最速の飛行機 → X-15A-2
- 史上最速の有人実用ジェット機 → SR-71A。最高速度 M 3 (3,529.56 km/h)。
- 史上最速のジェット旅客機 → Tu-144。最高速度 M 2.35 (2,878.85 km/h)。
- 史上最速のプライベートジェット (Fastest private jet in history) → セスナ サイテーション X+  (Cessna Citation X+)  [177]

最高速度 M 0.935（=約623.40 kn; 約1,154.54 km/h）。FL470（=高度 47,000 ft、=約14,326 m）での最高巡航速度 528 kn（=約977.86 km/h、約M 0.792）。セスナ サイテーション X（1993年初飛行、1996年初就航。）の後継機種で、2012年初飛行。"the world’s fastest business jet" を謳う。
cf. 比較対象として、ガルフストリーム G650（最高速度 M 0.925; =約616.73 kn、約1142.19 km/h）、ボンバルディア グローバル 5500 / 6500（いずれも最高速度 M 0.90; =約600.07 kn; 約1,111.32 km/h）。
- 史上最速のプロペラ機 → Tu-95（ツポレフ95）
- 史上最速のレシプロ飛行機 → ブードゥー

- 史上最速のレシプロ水上機 → マッキ M.C.72。1934年に最高速度 709 km/hを達成。

- 史上最速の真正の電動飛行機 → エクストラ EA-300LE。2017年に最高速度 342.86 km/hを達成。
- 史上最速の人力飛行機 → マスキュレアー2。平均速度 44.32 km/h（1,500mの閉回路飛行時）。

#### 航続距離・パワー
- 連続飛行距離が世界最長の飛行機 → スケールド・コンポジッツ モデル311 ヴァージン・アトランティック グローバルフライヤー

42,469.5 km。
- 航続距離が世界最長の飛行機 → ボーイング777-200LR

17,446 km。
- パイロットの力のみで離陸して世界で最も遠くまで飛んだ人力飛行機 → ダイダロス88

飛行距離 115.11 km。
- パイロットの力のみで離陸して、世界で最も長く飛び続けた人力航空機 → 上に同じ

飛行時間3時間54分59秒。

### 回転翼機
複合ヘリコプター（コンパウンドヘリコプター）はヘリコプターの一種であり、ヘリコプターは回転翼機（ロータークラフト）の一種である。本項（本項の日本語のみ）では、複合ヘリコプターを含むヘリコプター全般を「ヘリコプター」、複合ヘリコプターを含まない"従来型のヘリコプター"を「従来型のヘリコプター」と呼び分ける。
- 史上最大の回転翼機 (Largest rotorcraft in history)

- 史上最も重い回転翼機 (Heaviest rotorcraft in history) → ミル Mi-26 (Mil Mi-26)   ■右に画像あり

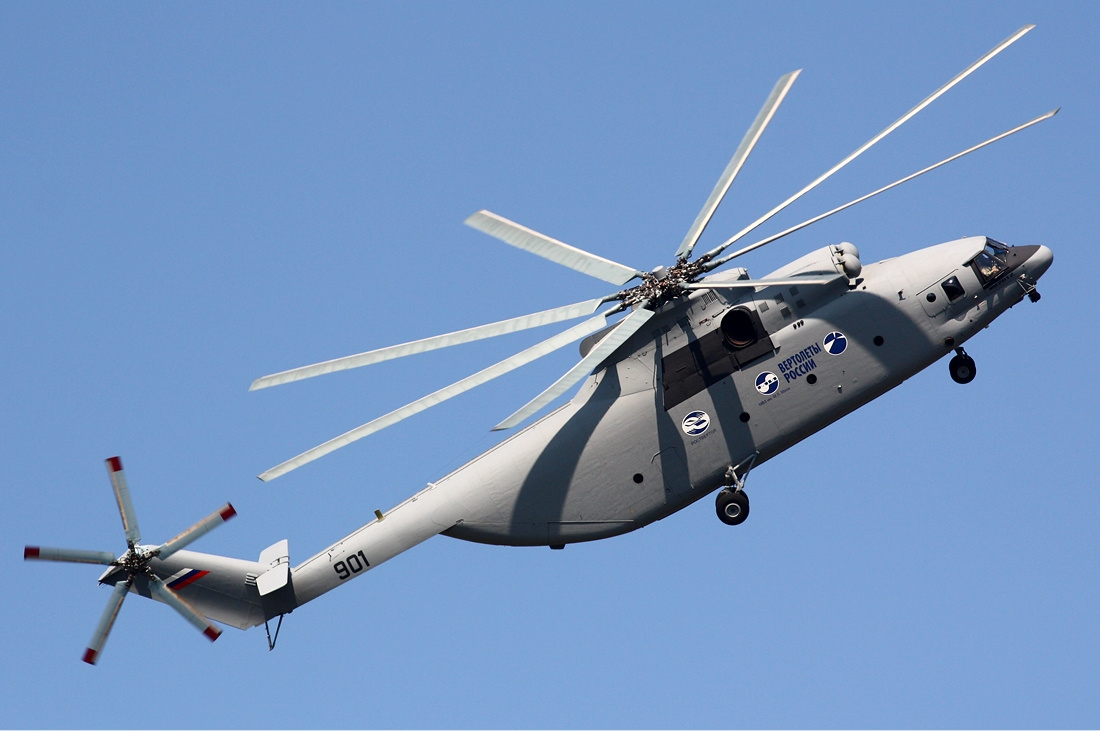
Mi-26

空虚重量 28.200 t、最大積貨重量 49.600 t、最大離陸重量 56.000 t。ソビエト連邦が開発した従来型のヘリコプター。軍用・民間用大型輸送ヘリコプター。なお、寸法は、全長 40.025 m、全高 8.145 m。1977年初飛行、1981年生産開始、1983年運用開始。現役。
cf. 比較対象として、CH-53K キングスタリオン（最大離陸重量 88,000 lb; =約39.916 t）、CH-47F チヌーク（空虚重量 24,578 lb; 11.148 t、最大離陸重量 50,000 lb; =約22.680 t）。
- cf. 史上最大の無人回転翼機 → ノースロップ・グラマン MQ-8 ファイアスカウト (Northrop Grumman MQ-8 Fire Scout) 

空虚重量 2,073 lb（=約0.94 t）、最大離陸重量 3,150 lb（=約1.429 t）、最大吊重量 600 lb（=約0.272 t）。全長 23.95 ft（=約7.30 m）、全高 9.71 ft（=約2.96 m）、ローターの直径 27.5 ft（=約8.38 m）。アメリカ海軍の偵察機として開発されたアメリカ製の従来型ヘリコプターで、無人航空機 (UAV)。2000年初飛行。現役。
- 史上最長の回転翼機 (Longest rotorcraft in history) → ミル Mi-26

全長 40.025 m。
cf. 比較対象として、ミル Mi-10 (32.86 m)、CH-53K キングスタリオン（99 ft; =約30.18 m）、CH-47F チヌーク（98 ft; =約29.87 m）。

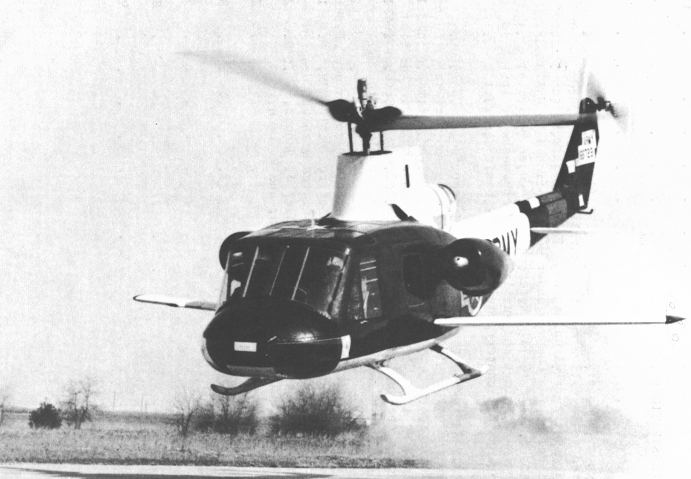
ベル533

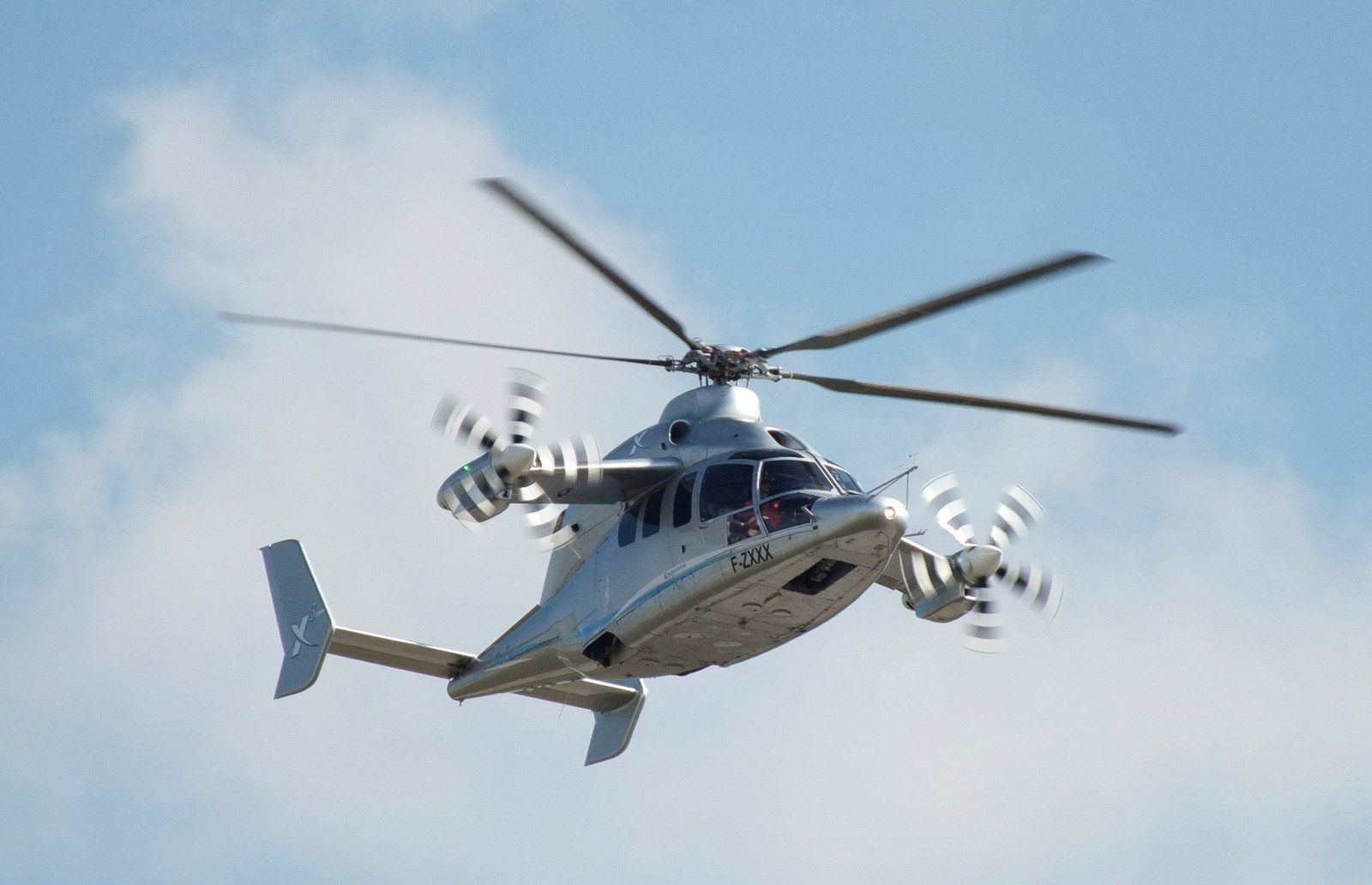
ユーロコプター X3

- 最大吊重量（最大ペイロード）が史上最大の回転翼機 → ミル Mi-26

通常吊重量 10.000 t、最大吊重量 20.000 t。
cf. 比較対象として、CH-53K キングスタリオン（最大吊重量 36,000 lb; =約16.329 t）、CH-47F チヌーク（最大吊重量 24,000 lb; =約10.886 t）。
- 史上最速の回転翼機 (Fastest rotorcraft in history) → ベル533（英語版） (Bell 533)  ■右に画像あり

最高速度 274.6 kn（=約508.562 km/h; 約316.00 mph）。実験機としてターボジェットエンジン搭載した、ベル・ヘリコプター社製の複合ヘリコプター。軍用。記録は1969年に樹立した。
- 史上最速の複合ヘリコプター (Fastest compound helicopter in history) → 上に同じ

- 史上最速のジェットコンパウンドヘリコプター (Fastest jet compound helicopter in history) → 上に同じ
- 史上最速のプロペラコンパウンドヘリコプター (Fastest propeller compound helicopter in history)

→ ユーロコプター X3 (Eurocopter X3)  ■右に画像あり
高空（おおよそ海抜 10,000 ft; 約3.048 km）での最高速度 255 kn（=約472.26 km/h; 約293.45 mph）。エアバス・ヘリコプターズ社製の複合ヘリコプター。記録は2013年に樹立している。なお、巡航速度も 220 kn（=約407.44 km/h; 約253.17 mph）と速い。
- 非公式ながら史上最速の記録を示すプロペラコンパウンドヘリコプター  → シコルスキー X2 (Sikorsky X2) 

最高速度 260 kn（=約481.52 km/h; 約299.20 mph）。2010年に記録。

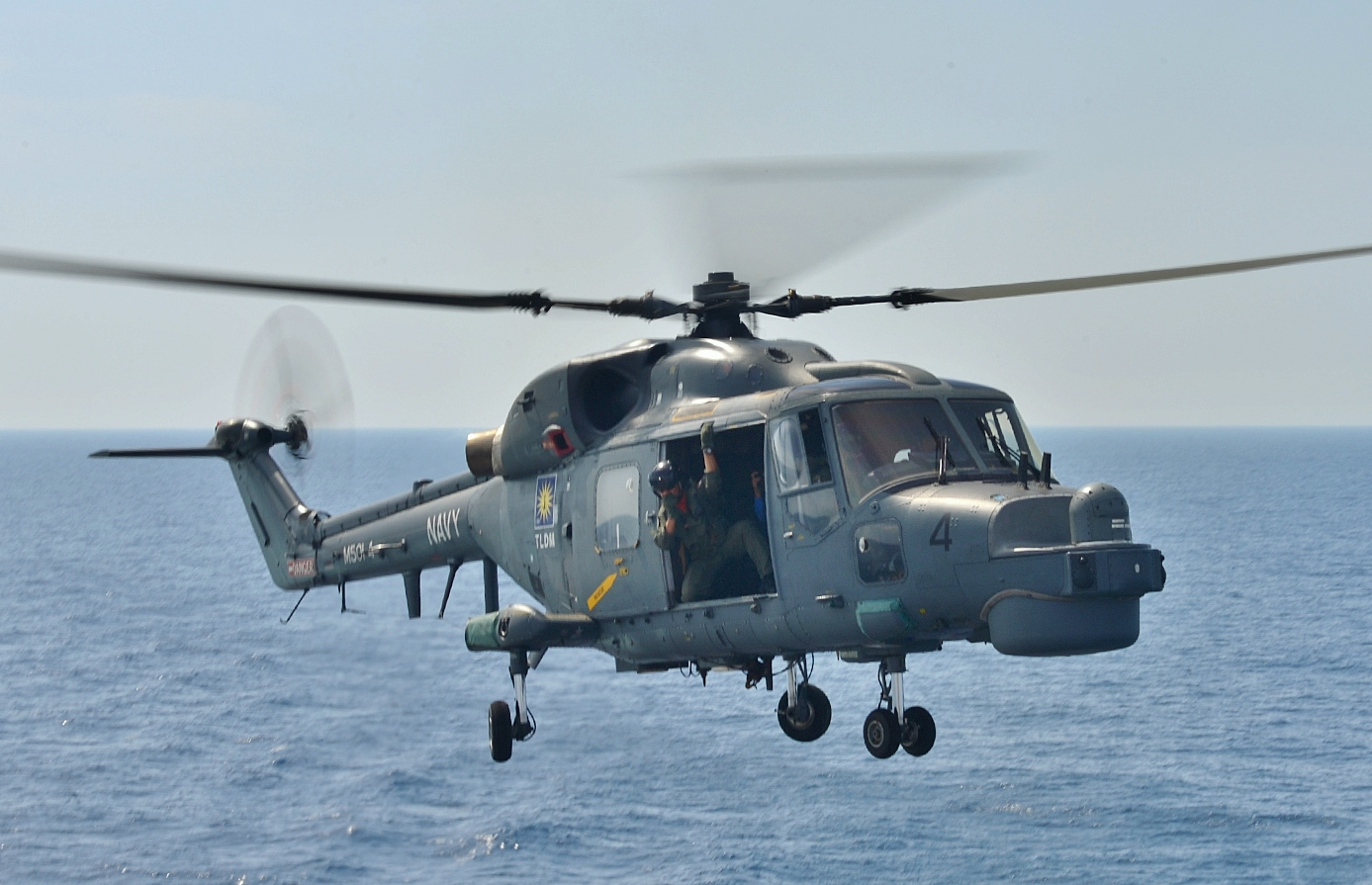
スーパーリンクス Mk.100

- 史上最速の従来型のヘリコプター (Fastest helicopter in history)

→ アグスタウェストランド スーパーリンクス (AgustaWestland Super Lynx)  ■右に画像あり（Mk.100の画像）
最高速度 175 kn（=約324.10 km/h; 約201.39 mph）。スーパーリンクスは汎用ヘリコプター・アグスタウェストランド リンクス (AgustaWestland Lynx) の改良型として1990年代に登場した。ここに挙げた最高速度は、最新の300シリーズではなく100シリーズの数値である。
- 史上最速の従来型のヘリコプターの改造機

→ アグスタウェストランド Gリンクス（アグスタウェストランド リンクス AH.1 1986年改）(AgustaWestland Lynx AH.1, 1986 custom, "G-LYNX") 
最高速度平均 400.87 km/h（=約216.45 kn; 約249.089 mph）、瞬間最高速度 412.93 km/h（=約222.96 kn; 約256.58 mph）。イングランドはサマセット州の町グラストンベリー近くに設定された15kmのコースで、1986年8月11日に記録（cf. アグスタウェストランド リンクス#記録）し、それまでの世界記録であったミル Mi-10 (Mil Mi-10) の 198 kn（=約366.70 km/h; 約227.85 mph）を大幅に塗り替え、最高速度平均の数値をもって国際航空連盟 (FAI) に世界新記録として認定された。詳細は不明ながら、瞬間最高速度のほうは High-speed compound flights（高速複合飛行）の数値ということで、従来型のヘリコプターの記録とはなっていない。記録を樹立した「Gリンクス」は、リンクスの最初の量産型であるイギリス陸軍配備の AH.1 を元機に、英国国防省の支援の下でアグスタウェストランド社が試作した実験機であった。倒産の危機にあったアグスタウェストランド社は、生き残りを賭けたこの試みによって実証された英国実験用ロータープログラム (BERP) と複合メインローターブレードの新技術を基に事実上の後継機種であるスーパーリンクスを開発し、業績を回復させることに成功する。2016年8月には、樹立された2つの世界記録（1つはFAI認定、1つは非認定。）が30年間保持されてきたことを記念する式典が開かれた。

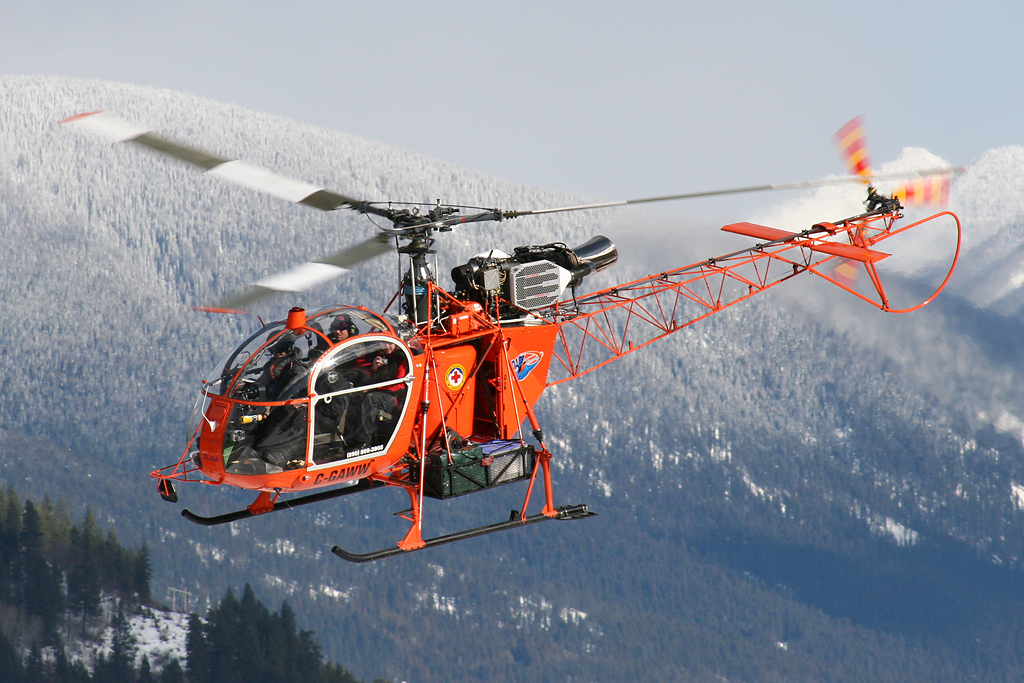
SA 315B ラマ

- 絶対高度記録をもつ回転翼機（最も高く飛んだ回転翼機） → アエロスパシアル SA 315B ラマ (Aérospatiale SA 315B Lama)  ■右に画像あり

海抜 12,442 mまで上昇した。アエロスパシアル社製の従来型のヘリコプター。1969年初飛行。記録は1972年に樹立している。
- 史上最も高価な回転翼機 → VH-71 ケストレル

1機あたり約4億8,888万USドル（1USドル100円として約3,500億円）。
- 回転翼機史上最大の惨事 → 2002年ハンカラにおけるMi-26の墜落（英語版） (2002 Khankala Mi-26 crash)  [182][178]

別名：チェチェン・クラッシュ (Chechnya crash) 。第二次チェチェン紛争の最中の2002年8月19日、定員80名を大きく上回る150名近くの兵士を搭乗させていた過積載状態のロシア連邦軍所属Mi-26ヘリコプターは、チェチェンの分離独立派が放ったロシア製地対空ミサイル「9K38 イグラ」に撃たれ、機体は首都グロズヌイ近郊のハンカラ軍事基地内の地雷原に墜落した。これにより、乗員および搭乗していた兵士のうち127名が死亡した。
cf. en:List of Russian aircraft losses in the Second Chechen War#2002

### 飛行船
- 史上最大の飛行船 → ヒンデンブルク級飛行船（英語版） (Hindenburg-class airship)

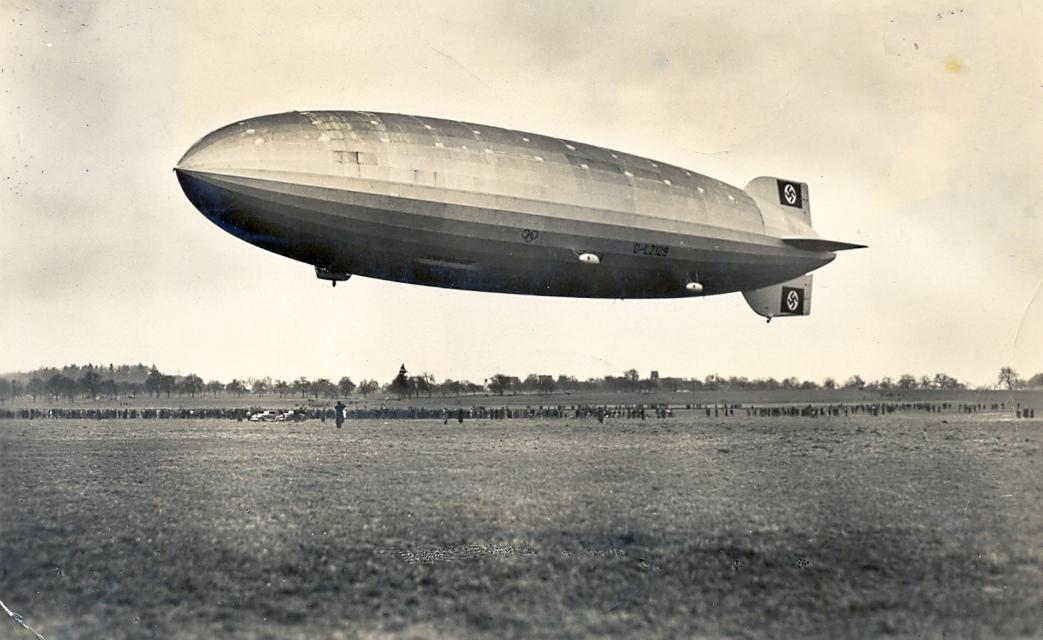
LZ 129 ヒンデンブルク

LZ 129 ヒンデンブルク (LZ 129 Hindenburg) （■右に画像あり）を1番船とする飛行船。
全長 245 m、直径 41.2 m、全高：不明（直径よりわずかに数値が大きい）。空虚重量 130.000 t、最大燃料容量 65.000 t。最大吊荷重量 232.000 t。
「浮力（静的揚力）が史上最大の航空機」「史上最も重い軽航空機」「史上最長の航空機」「史上最も背の高い航空機」「史上最も嵩高い航空機」でもある（#航空機 大きさ）。
- 現存する世界最大の飛行船 → ツェッペリンNT (Zeppelin NT) 

全長 75.00 m、直径 14.16 m、全幅 19.50 m、全高 17.40 m。空虚重量：未確認（"総重量"：10.690 t）、最大燃料容量：未確認。最大吊荷重量：未確認。1997年初飛行。
「世界で最も重い、現役の軽航空機」「世界最長の、現役の軽航空機」「世界一嵩高い、現役の航空機」でもある（#航空機 大きさ）。

### 気球
気球には、有人と無人のものがあり、乗り物のカテゴリーである本項では前者だけが対象。どちらも含めた解説は項目「気球」に記載されるべきところである。また、気球は係留式と自由飛行式に大別され、それぞれに有人と無人のものがあるが、本項が対象とするのは、係留式の有人気球と自由飛行式の有人気球であり、後者は航空機でもある。このように、定義の一部が航空機に当てはまらないものの、航空機のランキングには自由飛行式有人気球が含まれるべきであり、本項ではセクション「航空機」の下位にセクションを設けた。
- 世界一高い高度まで昇った有人気球 → タタ基礎研究所（英語版）(TIFR) が2014年に開発したヘリウム気球（型番不明）

2014年10月24日、Google社上級副社長（当時）のアラン・ユースタスが到達高度 41,419 m (135,889.108 ft) を達成。
なお、この時、最高高度からのスカイダイビング降下記録も更新している。

## ロケット
- 史上最大のロケット

- 史上最も重いロケット → サターンV

宇宙開発用ローンチ・ヴィークル（宇宙開発用打ち上げロケット）サターンV。
同シリーズにおける空虚重量の最大値は、アポロ8号 (S-IC stage, dry - Apollo 8) （■右に画像あり）の 305,232 lb（=約138.451 t）。つまり、空の状態で最も重かったのは、アポロ8号打ち上げ前のサターンV型宇宙ロケット。非現存。
- 史上最も重いロケットの打ち上げ → サターンV

同シリーズにおける総重量の最大値は、アポロ16号 (S-IC stage, total - Apollo 16) （■右に画像あり）の 5,044,371 lb（=約2,288.088 t）。
同シリーズにおける最大ペイロード（最大積載量）の最大値も、アポロ16号 (S-IC stage, total - Apollo 16) の 4,756,516 lb（=約2,157.519 t）（※総重量-空虚重量=最大ペイロード：5,044,371-287,855=4756,516）。つまり、燃料と積荷を満載した状態で最も重かったのは、アポロ16号打ち上げ時のサターンV型宇宙ロケット。非現存。
なお、条件を「ロケット」からミサイルや有人・無人の航空機など全ての飛行物体を包括する「飛翔体」に置き換えた場合も、結果は同じ。つまり、「総重量が史上最大の飛翔体」であり、「ペイロード（積載量）が史上最大の飛翔体」でもある。
- 史上最も背の高いロケット → サターンV

全高 110.6 m。なお、直径は 10.1 m。
［画像 5：解説］
世界の様々な宇宙開発用ローンチ・ヴィークルを比較した図である。サターンVは中央にある最大のもの。
なお、左端のアレスVは計画段階で中止されていて、実在しない。完成していれば、重さでも本体の背の高さでもサターンVの上を行っていた。現在のNASAはサターンV型ロケットと同等の規模を持つスペース・ローンチ・システムを開発中。

## 宇宙船

### 規模

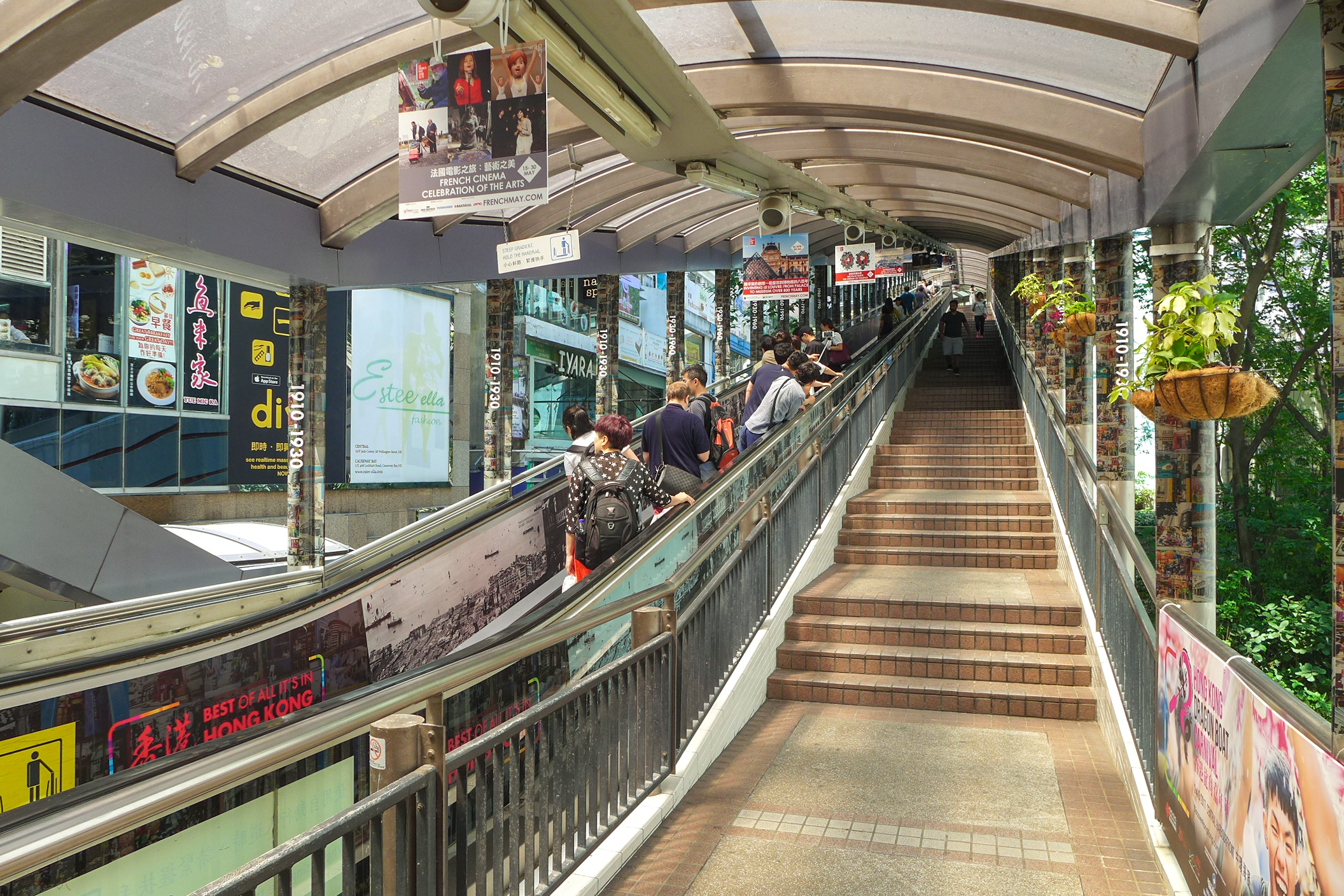
中環至半山自動扶梯

- 史上最大の宇宙船

- 史上最も重い宇宙船 → 国際宇宙ステーション (International Space Station)   ■右に画像あり

最大質量 925,335 lb（=約419,725 kg; 約419.725 t）。更新情報最新確認資料の日付：2020年11月3日（ミッション SpaceX Crew-1 (en) 進行前）。現役。
- 最大幅が史上最大の宇宙船 → 国際宇宙ステーション

全幅 357.5 ft（=約108.966 m）。なお、全長（加圧モジュール全長）は 239.4 ft（=約72.99 m）、全高は ??? ft（=約20 m）、ソーラーパネルの全幅 115 ft（=約35.05 m）。更新情報最新確認資料の日付：2020年11月3日（ミッション SpaceX Crew-1 進行前）。
- 居住空間が史上最大の宇宙船 → 国際宇宙ステーション

13,696 ft3（=約387.83m3）。ビジティング・ヴィークル（サービスモジュール等）を含む。更新情報最新確認資料の日付：2020年11月3日（ミッション SpaceX Crew-1 進行前）。

### 性能
- 史上最速を記録した宇宙船 → アポロ10号CSM (Apollo 10 command and service module) [187] ■右に画像あり

1969年5月26日 (UTC) に月から帰還する際、速度が 24,791 mph（メートル法換算: 約39,897.25 km/h、約11082.5 m/s。1秒間に 11 km強を移動する速度。音速換算M 約32.310696。）に達した。「史上最速を記録した乗り物」である（cf. 乗り物 性能）。2002年版ギネス世界記録に記載あり。機体はロンドンのサイエンス・ミュージアムに展示されている。
なお、CSM というのは、人が乗り込んで操作するコマンドモジュール（司令船）と推進力等を担うサービスモジュール（機械船、支援船）を合わせた名称である "command and service module" の頭字語であり、対訳された日本語は存在しない。アポロ計画の場合、コマンド、サービス、ルナという3種類のモジュール（司令船、機械船/支援船、月着陸船）を合わせて、英語で "Apollo spacecraft"、日本語で「アポロ宇宙船」と呼んでいる。史上最速を記録したのは、サービスモジュールの推進力を使ったコマンドモジュールであり、つまりこれは、"CSMの仕事"と言っても"コマンドモジュール"の仕事と言っても間違いではない。下記の13号でも同様。
- 人類を地球の表面から最も遠くへ移動させた宇宙船 → アポロ13号CSM (Apollo 13 command and service module) ■右に画像あり

対象者が最遠地点にあった時の、対象者に最も近い地球表面と対象者の直線距離（最遠有人対地距離）400,171 km。1970年4月15日0時21分 (UTC) に達成。
宇宙空間で事故に遭ったアポロ13号は、歴代の船と同様に月の裏側を回る帰還軌道（月周回軌道）に乗ることは何とかできたものの、通常よりも 100 kmほど高い軌道を通った。つまり、事故によって強いられた予定外の大回りであったが、結果としてこの時の座標が地球の表面から最も遠く離れた場所に人類が移動した記録となった。ギネス世界記録はこれを「有人宇宙飛行の最高高度到達記録」名義で認定している。「人類を地球の表面から最も遠くへ移動させた乗り物」である（cf. 乗り物 性能）。機体は米国カンザス州ハッチンソン (Hutchinson) にある宇宙博物館 (Cosmosphere) に展示されている。

## 移動する床
ここでは、床に乗って移動する機能を基本構造とする乗り物である、エレベーターとエスカレーターについて、併せて解説する。

### 規模
- 世界最大のエレベーター・メーカー → オーチス・エレベータ・カンパニー (OTIS)

2020年5月時点で、国際マーケットシェアは約17 %。アメリカのエレベーター・メーカーであり、アメリカに拠点を置く多国籍企業ユナイテッド・テクノロジーズの完全子会社。ただ、シンドラー・グループやコネ社などとの差は大きくない。
- 史上最大のエレベーター

- 総延長距離で史上最長のエレベーター → ブルジュ・ハリファのエレベーター群

尖塔保守エレベーター（最上層3階分）、業務用エレベーター（※シャトルエレベーター並みに長い）、上層部のローカル・エレベーター群、シャトルエレベーター（昇降行程：504 m）、地下エレベーター（地下2階分）、および、その他、総計58基のエレベーター。「総延長距離で史上最長の乗り物」でもある（cf. 乗り物 大きさ）。
- 昇降行程（※英: travel。エレベーターが走行する最上階床面と最下階床面の直線距離）が世界最長のエレベーター

→ ブルジュ・ハリファのシャトルエレベーター 
昇降行程（高低差）504 mで地上1階とスカイロビーを往復するシャトルエレベーター（往復を繰り返す直行エレベーター）。2010年竣工。このビルの主要なエレベーターとして稼働している一般利用者用のエレベーターの一つであるところの、ダブルデッキエレベーター（2階建てエレベーター）である。これより上層はローカル・エレベーターを利用することになる。
つまり、このエレベーターは高低差 504 mを昇降する1基の直線状の乗り物である。このビルのシャトルエレベーターは「直線距離で史上最も長い乗り物（史上最も長い直線状の乗り物）」「史上最も背の高い乗り物」「高低差史上最大の乗り物」でもあり（cf. 乗り物 大きさ）、また、「史上最速のダブルデッキエレベーター」でもある（※2020年確認情報）。
なお、このビルのシャトルエレベーターの上層には一般利用者立ち入り可能階に繋がっているローカル・エレベーターがあり、さらにその上の最上部である尖塔（棟高 828 m）の内部には保守エレベーターがある。また、地下の2階層には駐車場と機械室があり、ここにも別のエレベーターがある。「昇降行程」は1基のエレベーターについての単位であるため、シャトルエレベーター以外は含まない。
- 2022年北京オリンピック・パラリンピック開催地「張家口」新雪国プロジェクト用のエレベーター（中国河北省張家口市内の山に建設される高級ホテルのエレベーター）は、日本のフジテック社の地元グループ企業が受注しているが、雪山の山中を貫く構造のこのエレベーターの昇降行程は 638 mであり、完成すれば史上最長は書き換えられる。

- 高低差が史上最大のエレベーター・システム → ブルジュ・ハリファの利用者用エレベーター・システム

地上159階から高さ 504 m地点までを繋ぐエレベーター1基、高さ 504 m地点から地上1階までを繋ぐエレベーター1基、および、地上1階から地下2階までを繋ぐエレベーター1基で構成されている昇降システム。
- 昇降行程（高低差）が世界最長の業務用エレベーター → ブルジュ・ハリファの業務用エレベーター (service elevator of Burj Khalifa) 

ここでいう「業務用」とは、メンテナンス用、および、消防用など。長さについて具体的数値は公表されていないが、最大貨荷重量は 5.500 tで、「世界で最も背の高い業務用エレベーター (world's tallest service elevator)」と紹介されている。
- 史上最高所にあるエレベーター → ブルジュ・ハリファの尖塔保守エレベーター (spire maintenance elevator of Burj Khalifa) [192]

一般利用者が立ち入れる最上の階（159階）のさらなる上層階（160-163階）である尖塔部に設けられている保守用エレベーター。尖塔部の棟の高さは 828 m。
- 高低差が世界最小のエレベーター → 特定不可

確認できるのは階段の段数で6段分（一例として、JR恵比寿駅西口の改札を出て左側にある1基） であるが、バリアフリーが浸透してゆく国際社会にあって高低差を解消する建築設計は世相に照らして避けられない傾向があり、したがって、更新されている可能性が偏在する。
- 史上最も背の高いエレベーター試験塔 (Tallest elevator test tower in history) → H1 TOWER [198][199]

日立電梯（中国）有限公司（日立グループの中国現地法人）のエレベーター試験塔。広州市にて、2020年（令和2年）1月16日完成。
地上高 273.8 m、地下深度 15.0 m、建物全高 288.8 m 。
- 世界一長いエスカレーター → 中環至半山自動扶梯（香港の中環ビルのヒルサイドのエスカレーター） (Central–Mid-Levels escalator)  ■右に画像あり

総延長 800 m。全長 40 mのエスカレーターを、23基、縦列接続している。
- 世界一長い、支柱の無い（両端でのみ支えられた）エスカレーター

→ CNNセンター（米国ジョージア州アトランタに所在）のアトリウムに設置されているエスカレーター
全長 62 m。
- 世界一短いエスカレーター → 川崎駅東口の岡田屋モアーズ地下にある「プチカレーター」（日本の神奈川県川崎市川崎区に所在）

川崎アゼリアがモアーズの地下1・2階中間部に位置してしまったことから、段差を解消するのために設けられたという。日立製作所製。
- 高低差が世界最小のエスカレーター → 上に同じ。高低差 83.4 cm。

### 速度
エレベーターの速度には、試験速度と実運速度がある。前者は安全に運転できる範囲での最高性能を示すもので、その速度で実際に運転されるわけではない。実運速度は発注者が決めるもので、メーカーは余裕を持ってその数値を超える製品を提供している。一般利用者が体験できない「試験速度」は実運速度と区別されるべきであるが、性能が公示される際に区別されていることは稀である。

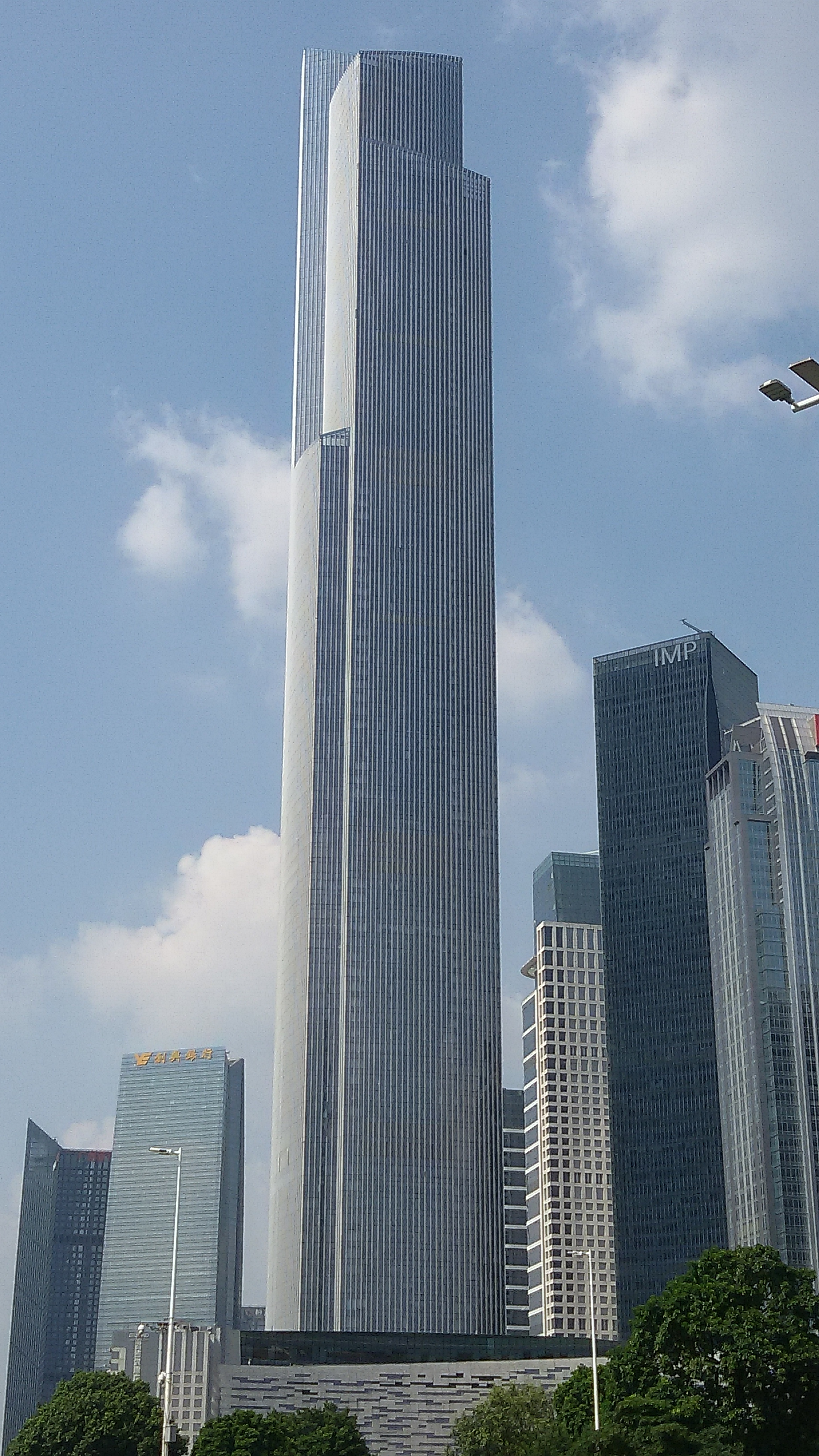
CTF金融センター

21世紀前期前半のこの分野は、日立製作所、三菱電機、東芝、および、オーチス・エレベータ・カンパニー (OTIS) という四大企業が技術開発で凌ぎを削っており、更新情報の確認は必須である。したがって、確認し得る"最新を反映しているであろう"資料と日付を併記しておく。それを記載していないか古情報しか無い「世界一」は、更新されている可能性を否定しない。
- 上り速度が史上最速のエレベーター → CTF金融センターのエレベーター（日立製作所製）[200][188][201][202]

分速 1,260 m（時速 75.6 km）。2016年竣工。2017年6月2日の速度試験で記録。エレベーターの公的認定機関である中国の「国家電梯質量監督検験中心」から正式な速度認定を受けた。ギネス世界記録にも「世界最高速エレベーター」として認定された。
なお、実運速度は受注どおりの分速 1,200 mであり、1階から95階まで約43秒で上り切る。
※更新情報最新確認資料の日付：2020年1月16日、同年9月7日。
- 史上最速のダブルデッキエレベーター (fastest double-deck lift (elevator)) → ブルジュ・ハリファのシャトルエレベーター

分速 600 m（時速 36 km）。2010年竣工。2020年確認情報。
- 下り速度が史上最速のエレベーター → 横浜ランドマークタワーのエレベーター（三菱電機製）。分速 750 m（時速 約45.0 km）[203]。

※更新情報最新確認資料の日付：2005年頃。

## アミューズメント施設

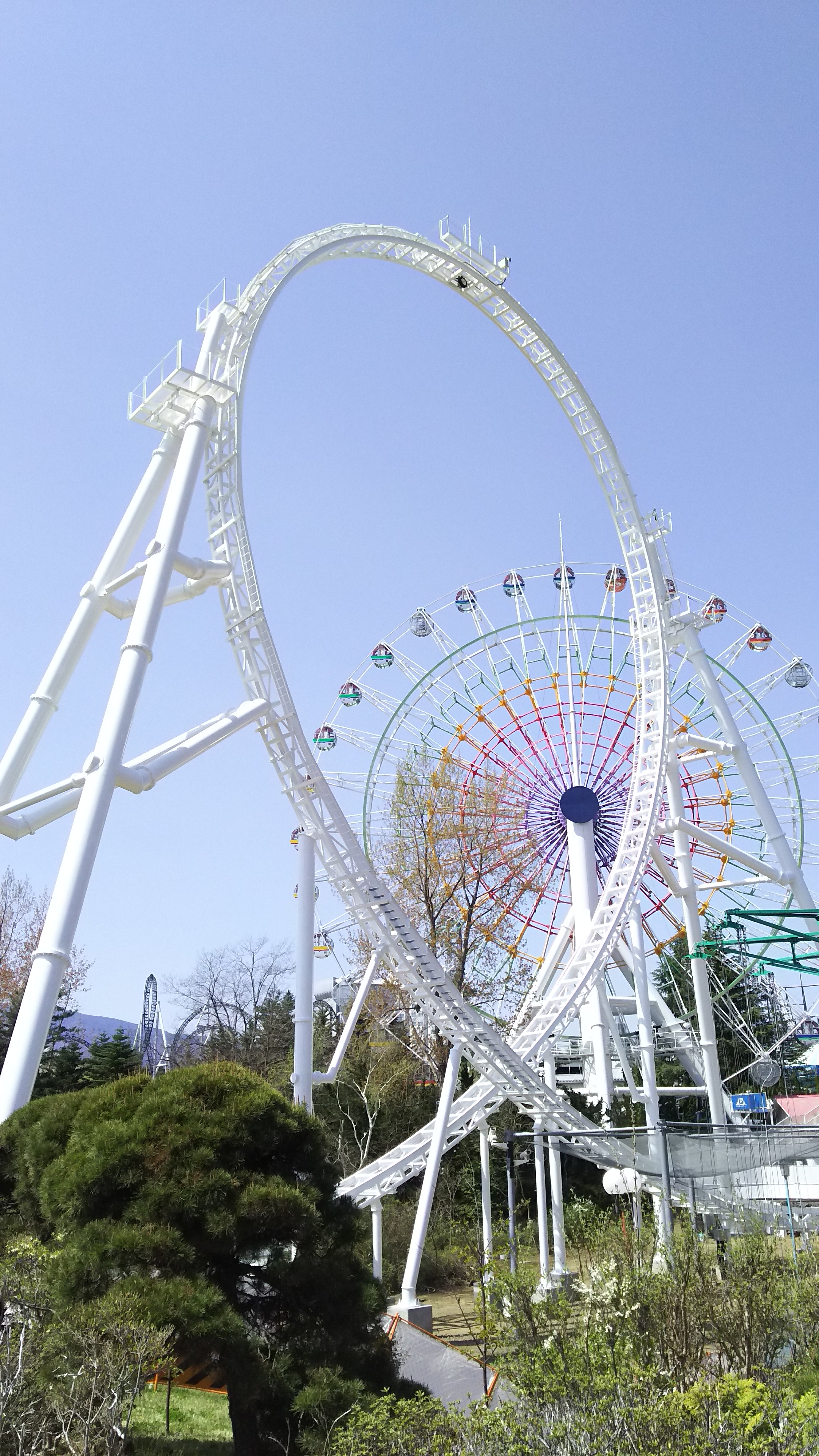
ド・ドドンパ

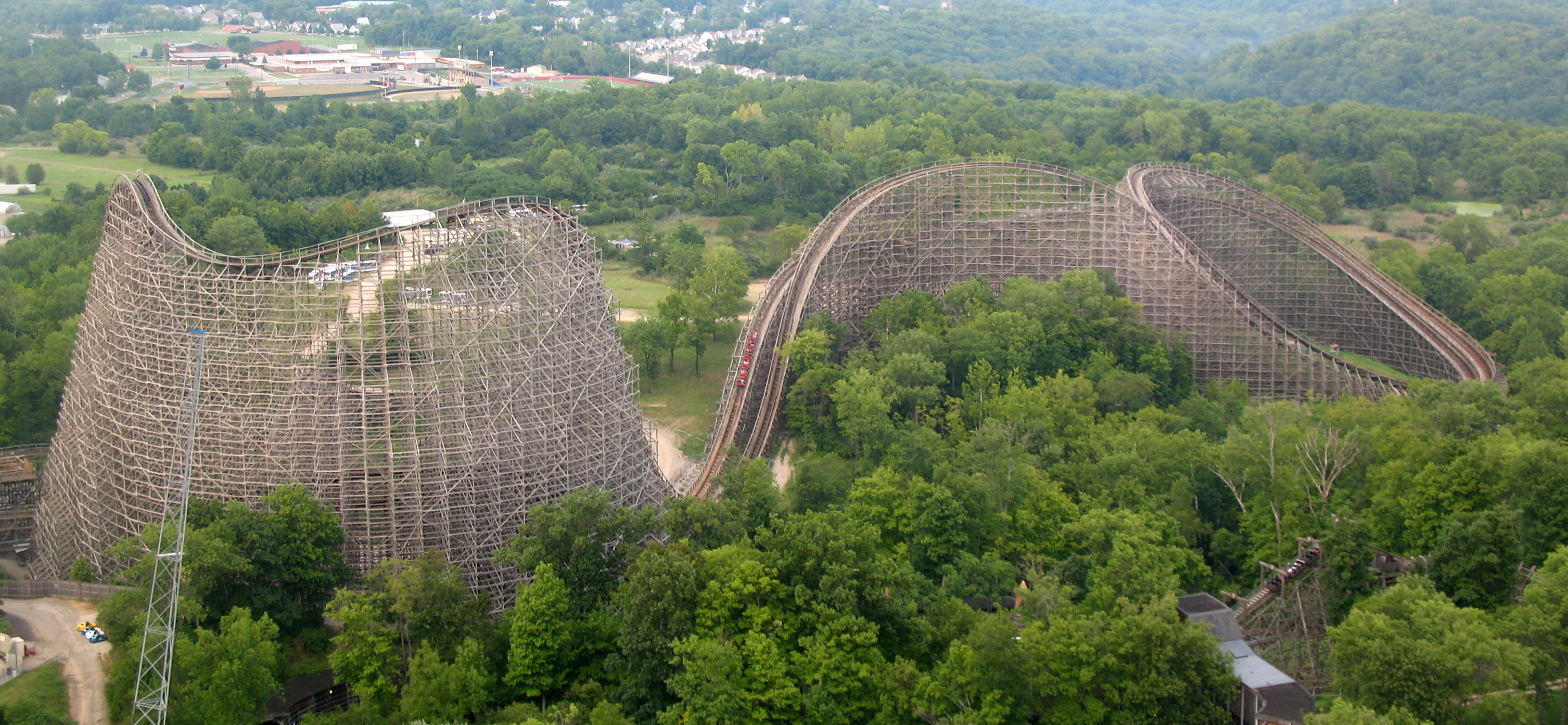
サン・オブ・ビースト

### ローラーコースター

#### 速度
- 世界一加速力のあるローラーコースター → ド・ドドンパ   ■右に画像あり

最高速度 180 km/hまでわずか1.56秒で到達する。富士急ハイランド（所在地：日本の山梨県富士吉田市）内にて稼働中。2017年（平成29年）開業。
なお、速度自体は2017年時点で世界第5位。
- 史上最も重力加速度の強かったローラーコースター → ムーンサルト・スクランブル

最大加速度 6.5 Gという戦闘機並みの強烈な加速度を売りに、1983年（昭和58年）から2000年（平成12年）まで富士急ハイランド内で運用されていた。
- 史上最速のローラーコースター → フォーミュラ・ロッサ   ■右に画像あり

最高速度 240 km/h。アラブ首長国連邦アブダビのフェラーリ・ワールドにて稼働中。2010年開業。
- 史上最速の木製ローラーコースター → サン・オブ・ビースト   ■右に画像あり

最高速度 126 km/h。キングズ・アイランド（所在地：米国オハイオ州メーソン）内で運用されていた。2000年開業、2009年閉鎖、2012年解体。
- 世界最速のインバーテッド（吊り下がり式）・ローラーコースター → ウィキッド・ツイスター（英語版）

最高速度 116 km/h。シダーポイント（所在地：米国オハイオ州サンダスキー）にて稼働中。

#### 高度・落差
- 史上最も背の高いローラーコースター → キンダ・カ [204][注 9][205]   ■右に画像あり

施設の頂上の地上高（地面と頂点の垂直距離）が 456 ft（=約138.99 m）。2005年開業。設計・建造：インタミン。
- 史上最も背の高かった、木製ローラーコースター → サン・オブ・ビースト

施設の頂上の地上高が 66.4 m。
- 最も背の高い、現役の木製ローラーコースター → 未特定

- 史上最も背の高い、立ち乗り式ローラーコースター → ザ・リドラーズ・リベンジ   ■右に画像あり

施設の頂上の地上高が 47.5 m。シックス・フラッグス・マジック・マウンテン（所在地：米国カリフォルニア州サンタクラリタ）にて稼働中。
- 落差が史上最大のローラーコースター → キンダ・カ

最高所と最低所の高低差が 418 ft（=約127.4 m）。
- 落差が史上最も大きかった、木製ローラーコースター → サン・オブ・ビースト。最高所と最低所の高低差が 65.2 m。

- 落差が史上最大の、現役の木製ローラーコースター → 未特定

#### 距離
- 史上最長のローラーコースター → スチールドラゴン2000   ■右に画像あり

2,479 m。ナガシマスパーランド（所在地：日本の三重県桑名市）のナガシマリゾート内にて稼働中。2000年（平成12年）開業。
- 史上最長の木製ローラーコースター → ザ・ビースト

2,243 m。キングズ・アイランド（所在地：米国オハイオ州メーソン）にて稼働中。1979年開業。
- 史上最長のインバーテッド（吊り下がり式）・ローラーコースター → バンシー   ■右に画像あり

全長 1,257 m。キングズ・アイランドにて稼働中。2014年開業。

#### 角度
- 落下角度が世界一のローラーコースター → 高飛車   ■右に画像あり

最大落下角度 121度。富士急ハイランドにて稼働中。2011年（平成23年）開業。
- 落下角度が世界一の木製ローラーコースター → ゴライアス（英語版）   ■右に画像あり

落下角度 85度。シックスフラッグス・グレート・アメリカ（所在地：米国イリノイ州シカゴ郊外）にて稼働中。2014年開業。

#### 回転
- 世界一回転数の多いローラーコースター → 2例あり

- ええじゃないか（日本 富士急ハイランド）   ■右に画像あり

レールのループとひねりと座席の回転の合計 14回。2006年（平成18年）開業。
- ザ・スマイラー（イギリス オルトンタワーズ）   ■右に画像あり

レールのループとひねりの合計 14回。2013年開業。

### 観覧車

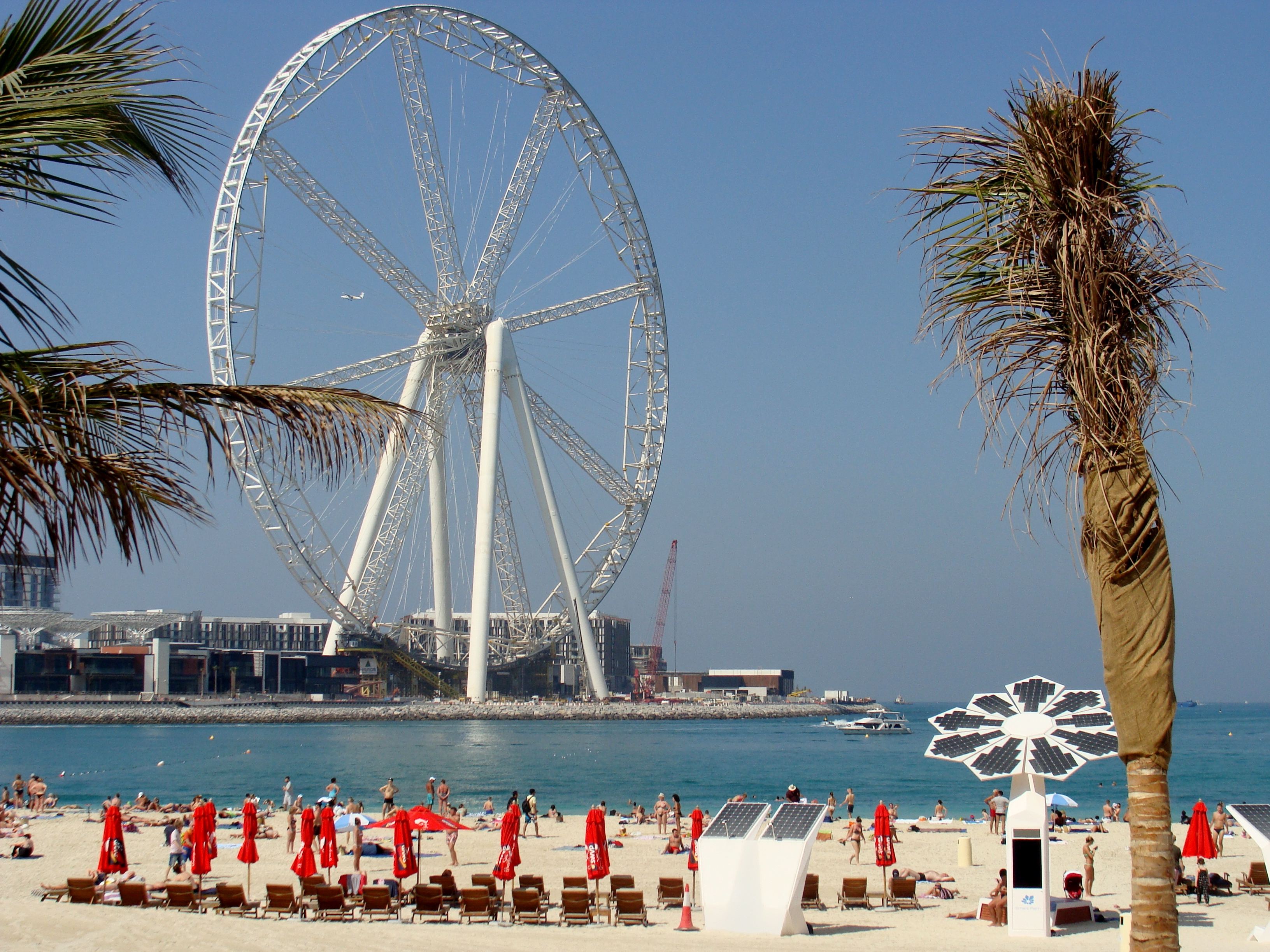
アイン・ドバイ

- 高さが世界一の観覧車 → アイン・ドバイ   ■右に画像あり

全高 820 ft（=約250 m）。2021年開業。
- カプセル1個の乗客定員が世界最多の観覧車 → アイン・ドバイ

40人。

### メリーゴーラウンド
- 現存する世界最古のメリーゴーラウンド → ヴィルヘルムスバーター・カルーセル（ドイツ語版）

1780年建造。ドイツ中部のハーナウにあるヴィルヘルムスバー公園 (Wilhelmsbad Park) 内に所在する。

### その他
- 史上最も背の高いフリーフォール → ズーマンジャーロ：ドロップ・オブ・ドゥーム（英語版） [207]   ■右に画像あり

高さ 415 ft（=約126.49 m）。米国ニュージャージー州にあるシックス・フラッグス・グレート・アドベンチャー内にて稼働中。2014年開業。設計・建造：インタミン。
- 落下角度が世界一であった、ウォーターライド → ペリラス・プランジ  (Perilous Plunge)    ■右に画像あり

落下角度 75度。米国カリフォルニア州にあるナッツベリーファーム内で運用されていた。2000年開業、2012年閉鎖。
- 史上最も背の高い回転ブランコ (world’s tallest swing ride) → オーランド・スターフライヤー (Orlando StarFlyer) [209]

高さ 450 ft（=約137.16 m）。米国フロリダ州オーランドの一大商業地区「インターナショナル・ドライブ  (International Drive) 」にある遊園地「マジカル・ミッドウェイ・スリルパーク (Magical Midway Thrill Park)」内にて稼働中。2018年開業。なお、上下の移動は最高速度 60 mph（=約96.57 km/h）にもなる。
- 史上最速のウォータースライダー → インサーノ (Insano)   ■右に画像あり

最高速度 105 km/h。ブラジル北東部地域にあるビーチパーク内にて稼働中。1989年開業。
- 史上最も背の高かったウォータースライダー → フェアリュクト（英語版）   ■右に画像あり

高さ 168 ft（=約51.25 m）。米国カンザス州にあるシュリッターバーン・カンザス・シティ内で運用されていた。2014年開業、2016年閉鎖。
- 最も背の高い、現役のウォータースライダー → 未特定

- 落下角度が世界一のウォータースライダー → インサーノ。落下角度 81度。